# Assyrie
Vous lisez un « article de qualité » labellisé en 2010.
Pour l’article homonyme, voir Assyrie (province romaine).
Sauf précision contraire, les dates de cet article sont sous-entendues « avant l'ère commune », c'est-à-dire « avant Jésus-Christ ».
XXVe siècle av. J.-C. – 612 av. J.-C.
Entités suivantes :
- Royaume mède
- Empire néo-babylonien
- XXVIe dynastie égyptienne

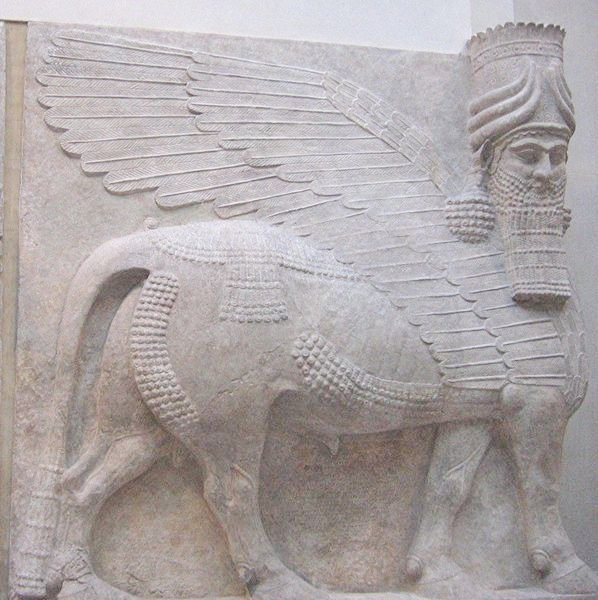
Taureau androcéphale ailé gardien du palais de Sargon II à Dur-Sharrukin en Assyrie, musée du Louvre.

L'Assyrie (māt aššur, le « pays d'Assur », en assyrien) est une ancienne région du nord de la Mésopotamie et un empire qui s'est formé à partir de celle-ci. Elle se constitue autour de la ville d'Assur, qui s'affirme progressivement au IIe millénaire av. J.-C. comme un royaume puissant, qui devient plus tard un empire universel, le premier dans l'Histoire. Aux VIIIe et VIIe siècles av. J.-C., l'Assyrie contrôle des territoires s'étendant sur la totalité ou sur une partie de plusieurs pays actuels, comme l'Irak, la Syrie, le Liban, Israël, la Palestine, l'Égypte, la Turquie et l'Iran.
L'assyriologie, discipline qui étudie l'Assyrie antique et plus largement la Mésopotamie antique, distingue trois phases dans l'histoire assyrienne, sachant qu'avant les environs de 700 av. J.-C., les dates sont approximatives : la période paléo-assyrienne, du XXe au début du XIVe siècle av. J.-C. ; la période médio-assyrienne, jusqu'à 934 av. J.-C. ; et la période néo-assyrienne, jusqu'à 612–609 av. J.-C., date de la fin du royaume assyrien. Schématiquement, durant la première période, l'Assyrie se résume à la cité-État d'Assur, connue surtout par le dynamisme de ses marchands. La deuxième période voit la naissance du royaume assyrien, en tant qu'État territorial puissant, qui connaît cependant un affaiblissement important au tournant des IIe et Ier millénaires av. J.-C. La troisième période voit l'Assyrie se muer en un empire, grâce notamment à sa redoutable armée. C'est par cette période que l'Assyrie est la mieux connue, grâce aux découvertes effectuées à partir du XIXe siècle dans ses capitales successives, Assur, Kalkhu (Nimrud), Dur-Sharrukin (Khorsabad) et Ninive. La puissance de cet empire et de ses souverains a permis au souvenir de l'Assyrie de perdurer par la tradition de la Bible hébraïque et des auteurs grecs classiques.
La grande quantité de documentation épigraphique et archéologique, collectée pour la période assyrienne depuis près de deux siècles, permet de bien connaître de nombreux aspects de ce royaume. Il est l'une des composantes essentielles de la civilisation mésopotamienne ancienne, au même titre que son rival méridional, le royaume de Babylone. C'est toutefois de loin la dernière phase du royaume qui est la mieux connue. On peut dresser un tableau de plusieurs aspects de l'administration du royaume, les activités économiques, les composantes de la société, la culture assyrienne, notamment la religion et l'art. De nombreuses zones d'ombre demeurent, puisque la documentation est inégalement répartie selon les lieux, les périodes et les aspects de la vie des anciens Assyriens. C'est dû à la disparition de nombreuses sources depuis l'Antiquité, mais aussi au fait que les découvertes concernent essentiellement le milieu des élites.

## Terminologie

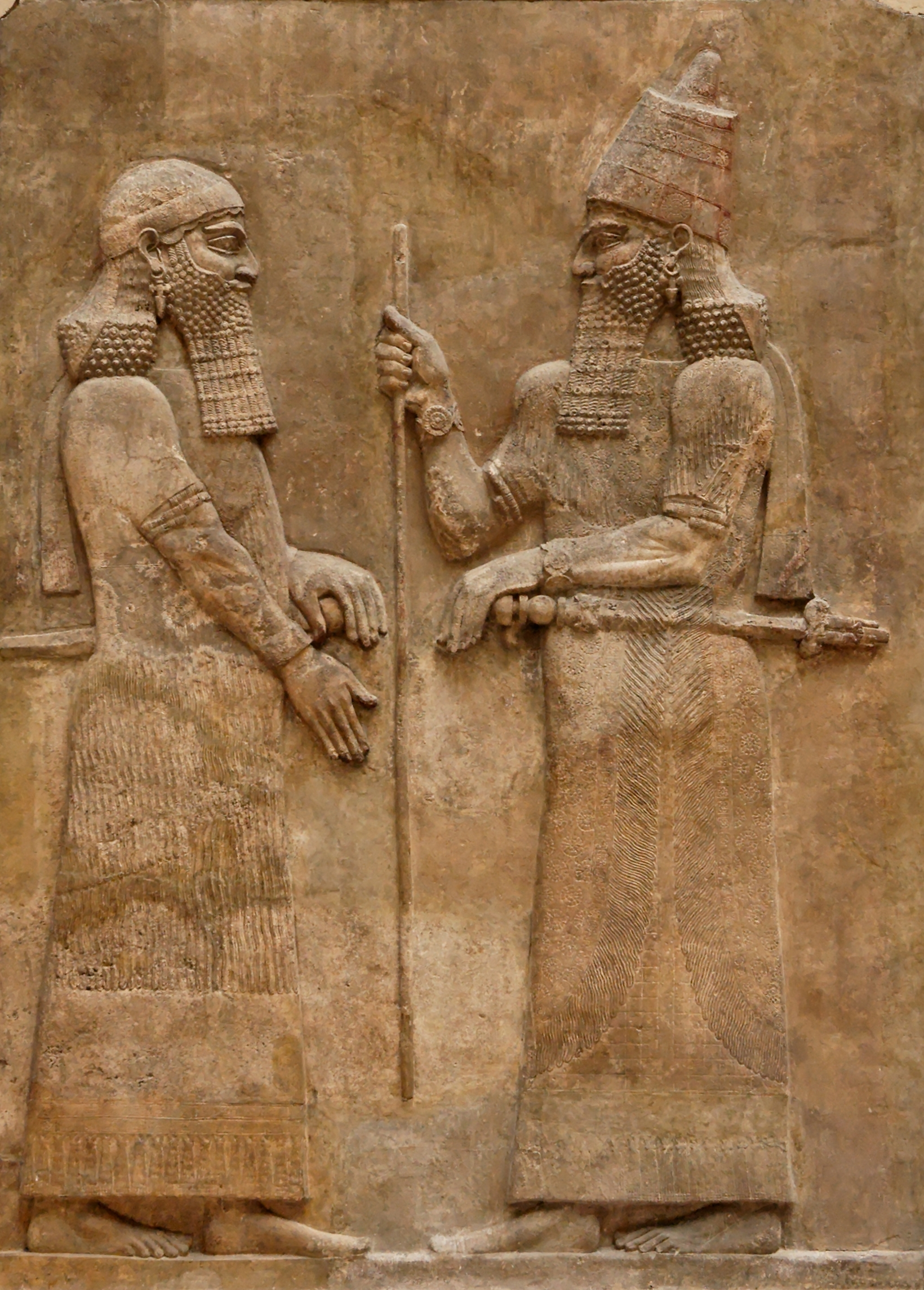
Le roi Sargon II (722--705) et un dignitaire, bas-relief du palais de Dur-Sharrukin (Khorsabad), Musée du Louvre.

Le terme français « Assyrie » est dérivé du grec ancien et du latin Assyria, qui sont eux-mêmes peut-être dérivés de l'araméen ʾĀthor,. Quoi qu'il en soit ces termes sont les transpositions du nom assyrien Aššur. Il peut dans cette langue faire aussi bien référence à une ville qu'à une divinité, qui partagent le même nom, le dieu étant la divinité principale de la ville, où se trouve son sanctuaire (situation qui rappelle celle d'Athéna à Athènes). À partir de l'époque médio-assyrienne (XIVe siècle av. J.-C.), les textes assyriens désignent leur royaume, ou du moins son espace central (c'est-à-dire sous administration directe) comme le « pays d'Assur » (māt Aššur). Pour préciser s'ils font référence à la ville ou au dieu, les scribes assyriens peuvent employer dans l'écriture cunéiforme un type de signe appelé déterminatif qui indiquera soit s'il s'agit d'un lieu (signe KI), soit s'il s'agit d'un dieu (signe D(INGIR)). Dans la plupart des cas « pays d'Assur » est inscrit sans déterminatif, ce qui ne permet pas de trancher. Mais dans un certain nombre d'autres cas, l'expression est écrite avec le déterminatif de la divinité devant le mot Aššur, indiquant qu'on fait alors référence au « pays du dieu Assur » (māt dAššur). Dans d'autres cas, tardifs (sous les Sargonides), c'est le déterminatif du lieu qui est employé, l'expression faisant alors référence à la ville (māt Aššurki). Dans d'autres cas encore, surtout également, les deux déterminatifs sont employés en même temps (māt dAššurki),. De fait, dès les débuts de l'histoire assyrienne il y a des cas dans lesquels l'écriture du nom du dieu se fait en y ajoutant le déterminatif du lieu, et celui du nom de la ville avec le déterminatif du dieu. Dans l'esprit des anciens Assyriens, le dieu, la ville et le pays sont inséparables, au point de se confondre,.

## La redécouverte de l'Assyrie

### Le souvenir des Assyriens avant les fouilles duXIXesiècle

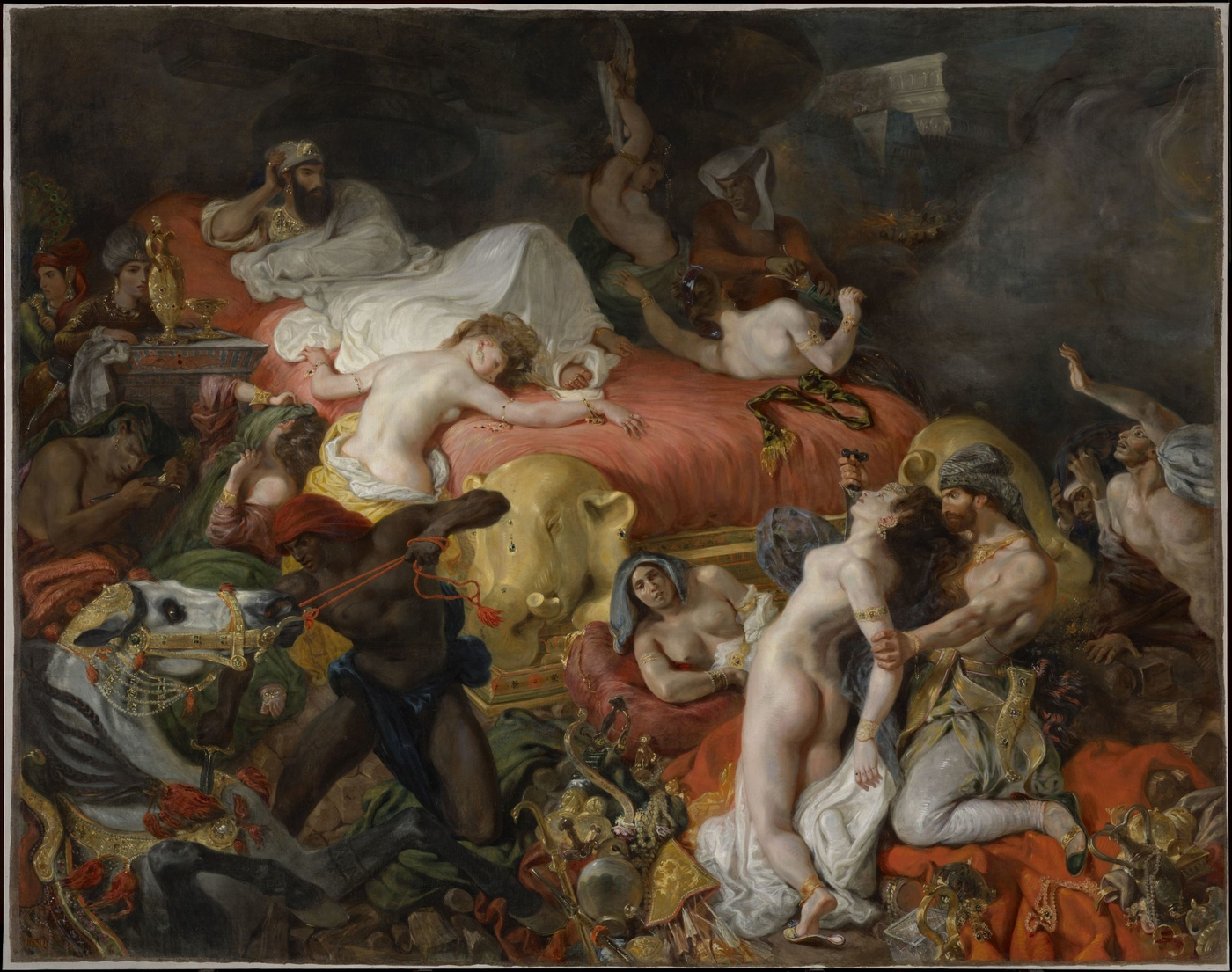
La Mort de Sardanapale, d'Eugène Delacroix, 1827, représentant une légende issue de la tradition grecque antique rapportée par Ctésias et inspirée par un événement du règne du roi assyrien Assurbanipal.

Le souvenir du royaume assyrien perdurait dans la tradition occidentale, grâce à plusieurs sources antiques, avant les premières fouilles sur les sites de l'Assyrie. D'abord, la Bible, qui donnait des éléments sur l'histoire des relations entre les royaumes d'Israël et de Juda et l'Assyrie, ainsi que des mentions de Ninive où avait été envoyé Jonas, est le premier document faisant référence à l'Empire assyrien. Il en ressortait toutefois une vision négative de l'Assyrie, perçue comme une puissance brutale et oppressive. Des auteurs grecs classiques évoquaient aussi le royaume assyrien, comme Hérodote, Xénophon ou encore Ctésias et Diodore de Sicile. Mais ces témoignages indirects sont souvent imprécis ou confus. À partir de ces sources, plusieurs voyageurs européens avaient essayé de retrouver les capitales de l'ancienne Mésopotamie au XVIIe et XVIIIe siècles. Leurs descriptions et objets qu'ils rapportèrent ouvrirent la voie aux premières fouilles en Assyrie.

### Les découvertes des capitales assyriennes auXIXesiècle
L'Assyrie eut le privilège d'être la première région du Proche-Orient ancien à faire l'objet de fouilles qui furent rapidement couronnées de succès. Cela lui valut d'avoir donné son nom à la discipline s'intéressant à l'histoire de la Mésopotamie antique, l'assyriologie. Le premier palais dégagé est celui du site de Khorsabad, l'ancienne Dur-Sharrukin, capitale de Sargon II, mis au jour par le consul de France à Mossoul, Paul-Émile Botta, à partir de 1843. L'Anglais Austen Henry Layard lui emboîta le pas à Nimrud, l'ancienne Kalkhu, puis sur le tell de Kuyunjik, le centre de l'ancienne Ninive. Les découvertes des impressionnants bas-reliefs de ces édifices eurent un certain retentissement dans le milieu érudit, et ces trouvailles prirent place dans plusieurs musées européens. C'est à cette époque que l'on mit au jour les dizaines de milliers de tablettes cunéiformes qui constituent encore la plus grosse partie de nos sources sur le royaume néo-assyrien, et qui permirent de déchiffrer cette écriture et la langue akkadienne. En 1903, c'est au tour des Allemands de fouiller la dernière capitale assyrienne non dégagée, Assur, sur le tell de Qala'at Shergat, avec des méthodes archéologiques scientifiques et non plus rudimentaires et improvisées comme précédemment.
| |  |  |
| - À gauche : Gravure représentant les fouilles de Layard sur le site archéologique de Nimrud. - À droite : Carte de la région de Ninive vers le milieu du XIXe siècle, avec divers sites assyriens : Ninive, Nimroud, Khorsabad, Balawat, Sharif Khan, Tell Billa. W. Smith, Atlas of ancient geography, biblical and classical, 1874. |  |  |

### L'étude de la documentation sur l'Assyrie

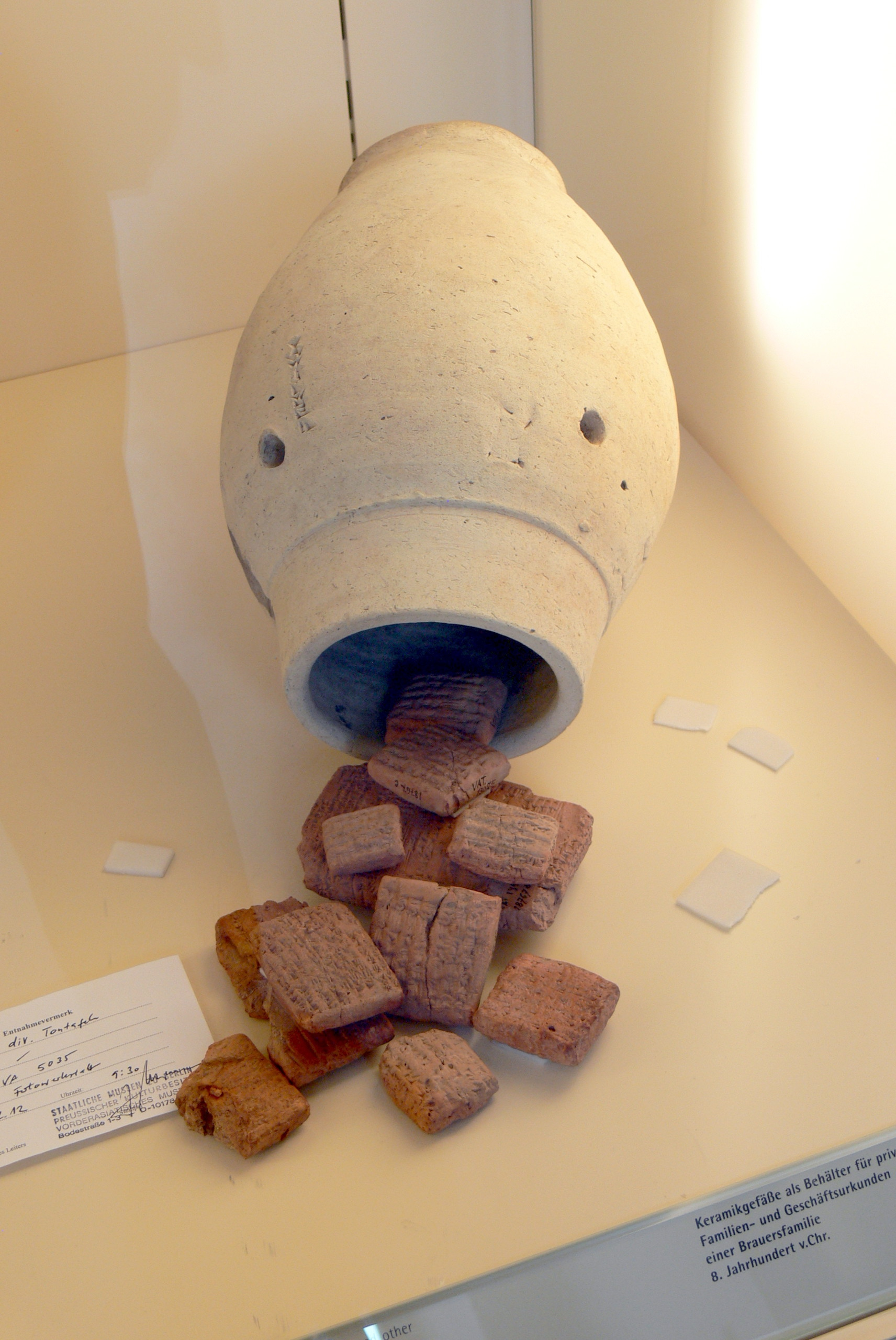
Tablettes cunéiformes d'un fonds d'archives privé d'une résidence d'Assur, conservées dans un vase (reproduction). Pergamon Museum de Berlin.

Les fouilles des capitales assyriennes se poursuivirent durant la majorité du XXe siècle, tandis que furent mis au jour de nouveaux sites de l'ancien royaume assyrien, notamment à l'ouest de l'Assyrie à proprement parler, dans la Djézireh, entre le Tigre et l'Euphrate (Tell Rimah, Tell Ahmar, Arslan Tash). C'est dans la partie syrienne de cette région que se concentrent aujourd'hui les fouilles car la situation politique de l'Irak entrave les opérations dans ce pays. Les découvertes récentes concernent notamment l'époque médio-assyrienne, par exemple à Tell Sheikh Hamad ou Tell Sabi Abyad. Sur ces sites, ce sont les bâtiments administratifs (palais royaux ou provinciaux) et les temples qui sont fouillés en priorité, et peu de résidences ont été mises au jour en Assyrie. Un cas particulier parmi les sites nous documentant sur les Assyriens est Kültepe, situé en Turquie loin du centre de l'Assyrie, où ont été dégagées après 1924 les résidences de marchands d'Assur installés sur place au début du IIe millénaire av. J.-C. et qui ont fourni une abondante documentation cunéiforme. À cela s'ajoutent les opérations de prospection au sol et plus récemment l'utilisation de prospections par satellite, qui ont permis notamment le développement d'une archéologie des paysages assyriens,.
Les fouilles accomplies sur plusieurs de ces sites, avant tout les grandes capitales, mais aussi les centres administratifs provinciaux, ont permis la mise au jour d'un nombre considérable de tablettes d'argile inscrites en cunéiforme qui ont permis de connaître de nombreux aspects de la vie des anciens Assyriens. Elles sont constituées de textes de la pratique, de loin les plus nombreux car on en compte des dizaines de milliers. Ce sont des textes administratifs enregistrant les opérations d'un grand organisme ou d'une famille, ou des documents juridiques comme des contrats de vente, de prêt, de correspondance, etc. Ils sont inégalement répartis dans l'espace et dans le temps, ce qui fait que certaines périodes, lieux et activités sont très bien documentés, comme le commerce international assyrien du XIXe siècle (attesté dans les archives de Kültepe) tandis que d'autres nous échappent totalement, comme les activités agricoles autour d'Assur à la même période. Les textes issus des cercles savants, évoluant dans le milieu des palais royaux et des temples, sont très abondants pour la période néo-assyrienne grâce aux documents des palais royaux. On y trouve des textes dits « historiques » (chroniques, annales, inscriptions royales), ainsi que des textes dits de « bibliothèques » et nous renseignant sur la vie religieuse et les connaissances scientifiques.
Récemment, l'étude de l'histoire assyrienne s'est vue dotée de séries de publications des textes provenant des sites assyriens : les inscriptions royales ont fait l'objet de plusieurs volumes de la série Royal Inscriptions of Mesopotamia et les textes des archives royales néo-assyriennes de Ninive sont publiés ou republiés et étudiés dans la série State Archives of Assyria (SAA) du Neo-Assyrian Text Corpus Project de l'Université d'Helsinki. Des textes d'époque néo-assyrienne sont également publiés sur Internet à partir des sites Assyrian empire builders, Knowledge and Power in the Neo-Assyrian Empire et Archival Texts of the Assyrian Empire qui présentent des documents déjà traduits par le projet SAA et d'autres publications. The Royal Inscriptions of Assyria online (RIAo) Project et The Royal Inscriptions of the Neo-Assyrian Period proposent des éditions en ligne des inscriptions royales assyriennes. Il existe aussi The Geography of Knowledge in Assyria and Babylonia qui traite des archives des « bibliothèques » de Nimrud et Sultantepe.

## Les débuts de l'Assyrie: la cité d'Assur
La première période de l'histoire assyrienne, entre 2000 et 1700 av. J.-C., est la période dite « paléo-assyrienne » (assyrienne ancienne),. À la différence des périodes postérieures, il n'y a alors pas de puissance politique ou militaire assyrienne. Le royaume est limité à la cité d'Assur et à ses alentours, et c'est pour cette raison qu'on peut le qualifier de « cité-État ». Cependant, s'il ne joue pas de rôle politique notable, il a quand même une place particulière dans le Moyen-Orient à cette période en raison du dynamisme de ses marchands.
La Liste royale assyrienne, texte rédigé à partir des alentours du XVIIIe siècle, complété jusqu'à la fin du royaume assyrien et censé donner la liste des rois de cet État depuis ses origines, débute par l'énumération de « rois vivant sous la tente », ce qui a laissé penser que les origines de l'État assyrien étaient à rechercher dans le monde nomade. Dans les faits, cette ascendance paraît être une pure construction historiographique, incluant les ancêtres nomades amorrites du roi Samsi-Addu d'Ekallatum (qui intégra Assur dans son royaume au XVIIIe siècle av. J.-C.) aux côtés des rois ayant réellement dirigé Assur. Les origines de la royauté assyrienne sont donc mal connues. Elle se développe dans un milieu urbain, celui de la ville d'Assur.

### Une cité-État
La ville d'Assur est un ancien centre urbain, habité au moins dès le début du IIIe millénaire. Elle apparaît dans les sources de l'Empire d'Akkad et de la Troisième dynastie d'Ur, qui la dominent temporairement. Mais sa position excentrée par rapport aux grands centres politiques lui permit de préserver son indépendance, son roi Puzur-Assur regagnant son autonomie lors de l'effondrement du royaume d'Ur vers 2010 av. J.-C., et fondant par là même une nouvelle dynastie. À l'époque amorrite (XIXe – XVIIe siècles av. J.-C.), elle apparaît comme une puissance politique assez faible, mais elle est une très importante ville marchande, qu'on a pu comparer aux républiques marchandes de l'Italie de la Renaissance.
L'État de la période paléo-assyrienne a une organisation particulière. Le titre de roi (šarrum) est réservé au seul dieu Assur. Le souverain qui dirige la cité est appelé « vicaire du dieu Assur » (išši'ak aššur), car il est considéré comme son représentant sur terre, ne devant son pouvoir qu'à la volonté divine. Il est encore parfois appelé « chef » (waklum) ou « grand » (rubā'um), titres qui indiquent son rôle de primus inter pares, parmi les notables de la cité. Il doit en effet partager son pouvoir avec l'oligarchie locale représentée par une institution importante, la « Ville » (ālum) : le centre politique d'Assur est en effet le « Bâtiment de la Ville », ou « Hôtel de Ville » (bēt alim), et non le palais royal. Ces deux parties partagent le pouvoir politique et judiciaire, et les ordres officiels sont proclamés en leurs deux noms. La Ville se réunit en assemblée (puḫrum), apparemment devant le temple du dieu Assur. On ignore s'il s'agit plus précisément d'un regroupement de notables, d'Anciens (ce terme revenant souvent dans les textes), voire de tout le peuple de la ville, et aussi s'il y avait une ou deux chambres. L'assemblée a, avec le souverain, un rôle de cour suprême de justice, mais aussi d'organisme donnant des ordres et instructions aux citoyens d'Assur. En matière économique, l'Hôtel de Ville était chargé de la collecte des taxes et redevances, et des dettes sur les taxes impayées. Ces tâches incombaient à un personnage important, le līmum, désigné par tirage au sort pour la durée d'un an, qui dirigeait son propre bureau administratif, le bēt līmim (« Maison du līmum »), aidé d'inspecteurs (bērū). C'est lui qui donne le nom à l'année durant laquelle il exerce cette fonction, raison pour laquelle on parle souvent de lui comme « éponyme (de l'année) ».

### Une cité marchande

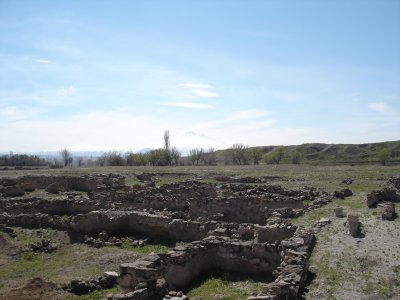
Ruines du kārum de Kültepe.

La cité d'Assur est le siège d'une communauté de marchands particulièrement active à la période paléo-assyrienne, connue essentiellement grâce aux plus de 20 000 tablettes exhumées dans les résidences de leur établissement commercial (karūm) situé dans la ville de Kanesh (l'actuel site de Kültepe), en Cappadoce. On y apprend que les marchands d'Assur entretenaient un réseau commercial très étendu, s'appuyant sur plusieurs comptoirs en Anatolie (dont Hattusha, Purushattum, Amkuwa, etc., en plus de Kanesh). Ce commerce s'épanouit tout le long du XIXe siècle av. J.-C., connaît un arrêt au début du XVIIIe, avant de reprendre momentanément sous le règne de Samsi-Addu, et de s'arrêter définitivement quand la ville de Kanesh est incendiée, sans doute au cours de guerres opposant les royaumes d'Anatolie.

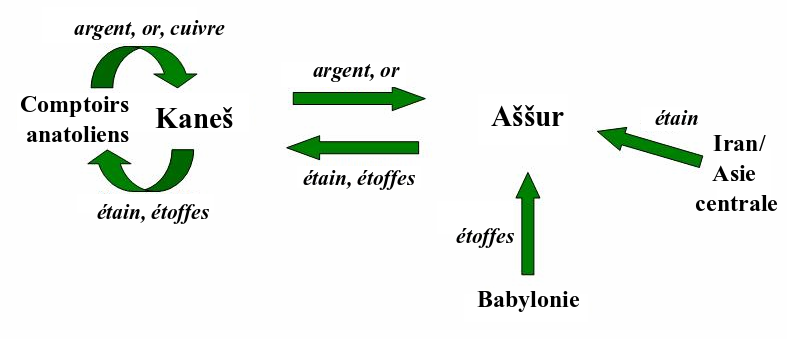
Schéma représentant les circuits du commerce entre Assur et Kanesh.

Le commerce des marchands assyriens se déroule selon un circuit d'échanges à longue distance impliquant plusieurs régions du Moyen-Orient et tournant autour de la ville d'Assur et de Kanesh, le principal établissement commercial assyrien en Anatolie. Ils vendent en Anatolie de l'étain provenant du Plateau iranien, dont on ignore comment il était obtenu, qui sert à fabriquer du bronze une fois allié avec le cuivre d'extraction locale. Les marchands importent aussi en Anatolie des pièces de tissus fabriquées par leur famille restée à Assur (avant tout des femmes) ou bien importées de Mésopotamie du sud. Ils organisent pour cela des caravanes plusieurs fois dans l'année, suivant des itinéraires précis, et réalisent des profits importants, en vendant les produits importés contre de l'argent ou de l'or. Pour financer le commerce, ils peuvent recourir à des prêts commerciaux à la grosse aventure, ou bien à des associations impliquant plusieurs marchands pour une courte ou une longue durée,.
Les établissements de marchands paléo-assyriens installés dans les pays étrangers sont gérés par une autorité particulière, également appelée karūm (littéralement « quai », nom du quartier commercial des villes de cette période). Celui de Kanesh est le plus important d'Anatolie, dirigeant les autres comptoirs,. Il dispose d'un scribe en chef et d'archives, ainsi que d'une assemblée qui joue le même rôle que celle de la cité-mère. Ses attributions sont essentiellement juridiques, mais probablement consacrées avant tout au commerce, pour les litiges entre Assyriens expatriés. Cela se voit aussi dans son activité diplomatique, puisque le karūm passe des accords commerciaux (sous la forme de traités internationaux, māmītum) avec des royaumes étrangers,. Il reste toujours soumis au pouvoir central d'Assur, représenté par le roi et la Ville, qui font office d'institutions juridiques suprêmes, et restent en contact avec les établissements assyriens de l'étranger.

### Une cité sous domination étrangère

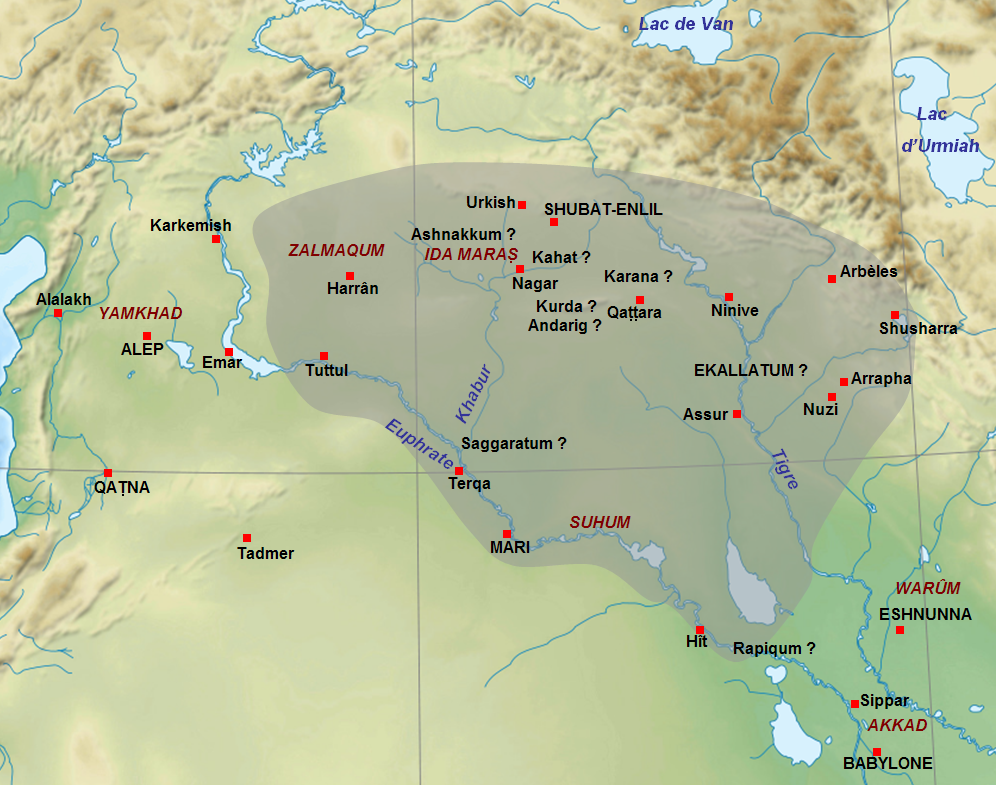
Extension approximative du Royaume de Haute-Mésopotamie à la mort de Samsi-Addu vers 1775.

La ville d'Assur reste indépendante jusque vers 1800 av. J.-C., quand le roi Samsi-Addu d'Ekallatum (1815-1775) s'en empare, et l'incorpore dans son royaume (le royaume de Haute-Mésopotamie, avec pour capitale Shubat-Enlil dans la vallée du Khabur). Après sa mort, son fils Ishme-Dagan continue de régner sur Assur pendant une quarantaine d'années. La situation après sa mort est mal connue : Assur est peut-être à nouveau dirigée par des souverains d'origine locale, à moins que la dynastie de Samsi-Addu ne continue à régner sur la cité. Il apparaît en tout cas que l'expérience de l'intégration au royaume de Haute Mésopotamie reste forte pour l'histoire de l'Assyrie, et Samsi-Addu est toujours considéré comme un roi assyrien par la tradition historiographique de ce pays, sous le nom assyrien de Shamshi-Adad Ier, et ce en raison de son grand prestige. Ses ancêtres sont comptés parmi les premiers rois de la cité dans la Liste royale assyrienne, dans laquelle ils ont peut-être été introduits à l'initiative même de ce roi. La vie politique d'Assur à la fin de l'époque amorrite n'est donc pas connue. Le prologue du Code de Hammurabi mentionne la cité parmi les possessions de ce roi de Babylone vers 1750, mais la domination babylonienne sur la Haute Mésopotamie ne survit pas au fils de ce roi, Samsu-iluna.

### Assur dans les «âges obscurs»

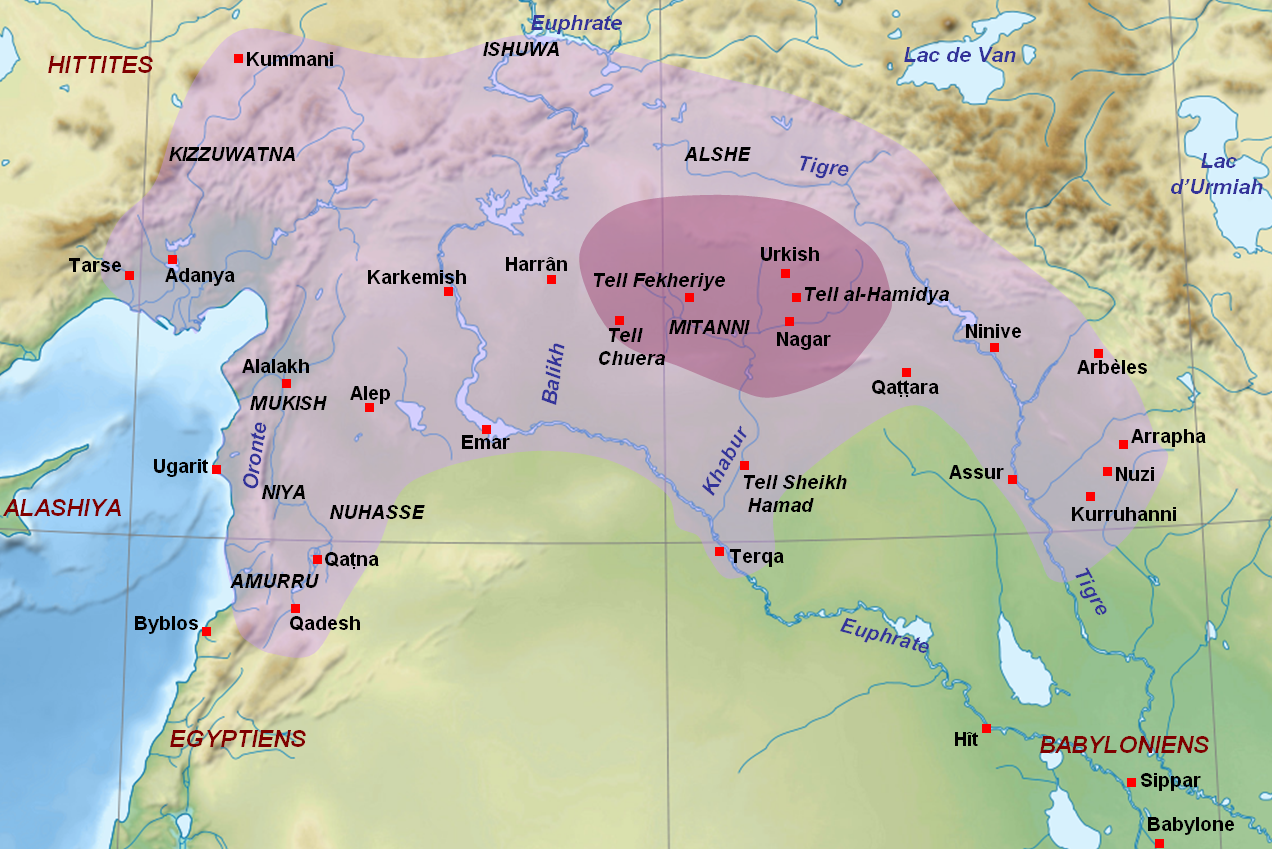
Extension approximative du royaume du Mittani à son apogée dans la première moitié du XVe siècle.

Les XVIIe et XVIe siècles, un « âge obscur » de l'histoire mésopotamienne, sont peu documentés et leur chronologie est débattue. L'histoire d'Assur à cette époque doit être reconstruite à partir de listes royales parfois contradictoires, de quelques inscriptions royales fragmentaires, des sources provenant d'autres royaumes, et de chroniques historiques postérieures relatant les relations entre Babylone et l'Assyrie. L'absence de documentation pour la première partie de la période, jusqu'au milieu du XVIe siècle av. J.-C., et le fait que les listes royales indiquent des usurpations, semble plaider en faveur d'un déclin de la cité et d'une importante instabilité politique. Dans la seconde moitié du XVIe siècle av. J.-C. la tendance semble s'inverser puisque des projets de travaux importants sont entrepris à Assur. Puzur-Assur III, régnant vers le début du XVe siècle av. J.-C., a rénové les murailles d'Assur, et passé un accord politique avec Burna-Buriash Ier, roi de la dynastie kassite de Babylone, fixant la frontière entre les deux royaumes vers le cours moyen du Tigre, ce qui indiquerait que la puissance assyrienne a pris de l'envergure.
Mais Assur doit alors faire face à l'expansion d'un royaume dont le centre est situé plus à l'ouest, dans la vallée du Khabur : le Mittani, dominé par des Hourrites, peuple non sémitique qui est très présent en Haute Mésopotamie, jusqu'aux alentours d'Assur. Selon le prologue historique du traité passé entre un roi hittite et un roi du Mittani au XIVe siècle, Assur a été prise et pillée par le roi mittanien Shaushtatar (années 1440-1430). Mais l'histoire et l'organisation du Mittani restant mal connues, on ne peut pas très bien connaître la place d'Assur par rapport à cet ensemble politique, quoi qu'il en soit la documentation assyrienne de l'époque ne porte pas de trace de cette domination, peut-être parce qu'elle se ressent peu dans les affaires locales. En faire un vassal de ce royaume sur toute la période est difficile, même si les sources extérieures à la Haute Mésopotamie montrent bien que le Mittani est la puissance dominante de la région, et que Shaushtatar étend son autorité jusqu'à Nuzi, bien à l'est d'Assur,,. Du reste d'autres sources montrent que les rois d'Assur développent des activités diplomatiques d'envergure : ainsi autour de 1400, Assur-bel-nisheshu conclut un nouvel accord frontalier avec un roi babylonien, Kara-indash. Une telle activité serait normalement impossible si Assur était toujours vassale du Mittani, et cet acte témoignerait donc de l'affaiblissement ou de l'arrêt de l'emprise mittanienne en Assyrie. Les rares activités diplomatiques des rois assyriens qui nous sont connues sembleraient en tout cas traduire une lente montée en puissance de ce royaume.

## Du royaume à l'empire: histoire de la puissance assyrienne
Le début du XIVe siècle marque le commencement d'une nouvelle phase de l'histoire assyrienne, avec la constitution d'une puissance politique qui acquiert au fil des siècles un poids croissant dans le concert international du Moyen-Orient. La première période d'expansion est celle du royaume médio-assyrien qui domine la Haute Mésopotamie, dans la continuité des constructions politiques du IIe millénaire que sont le royaume de Haute Mésopotamie et le royaume du Mittani qu'il supplante et remplace. Après un déclin marqué durant les deux derniers siècles du IIe millénaire qui sont une période de crise majeure pour tous les royaumes du Moyen-Orient, l'Assyrie se révèle être la seule à retrouver une puissance forte et relativement stable au début de la période néo-assyrienne (IXe – VIIIe siècles). Sans rival à sa taille, ce royaume dépasse alors les cadres territoriaux qu'il avait à son apogée au XIIIe siècle pour devenir un véritable empire dominant tout le Moyen-Orient au VIIe siècle. La puissance assyrienne est alors sans précédent. Cependant, une crise politique grave, probablement renforcée par des faiblesses structurelles, conduit à la fin de cet empire à la fin du VIIe siècle. La fin de la puissance assyrienne ne signifie pas pour autant la fin de l'Assyrie, puisque plusieurs éléments indiquent les évolutions de cette région après l'effondrement de l'empire.

### Le roi assyrien devient «grand»

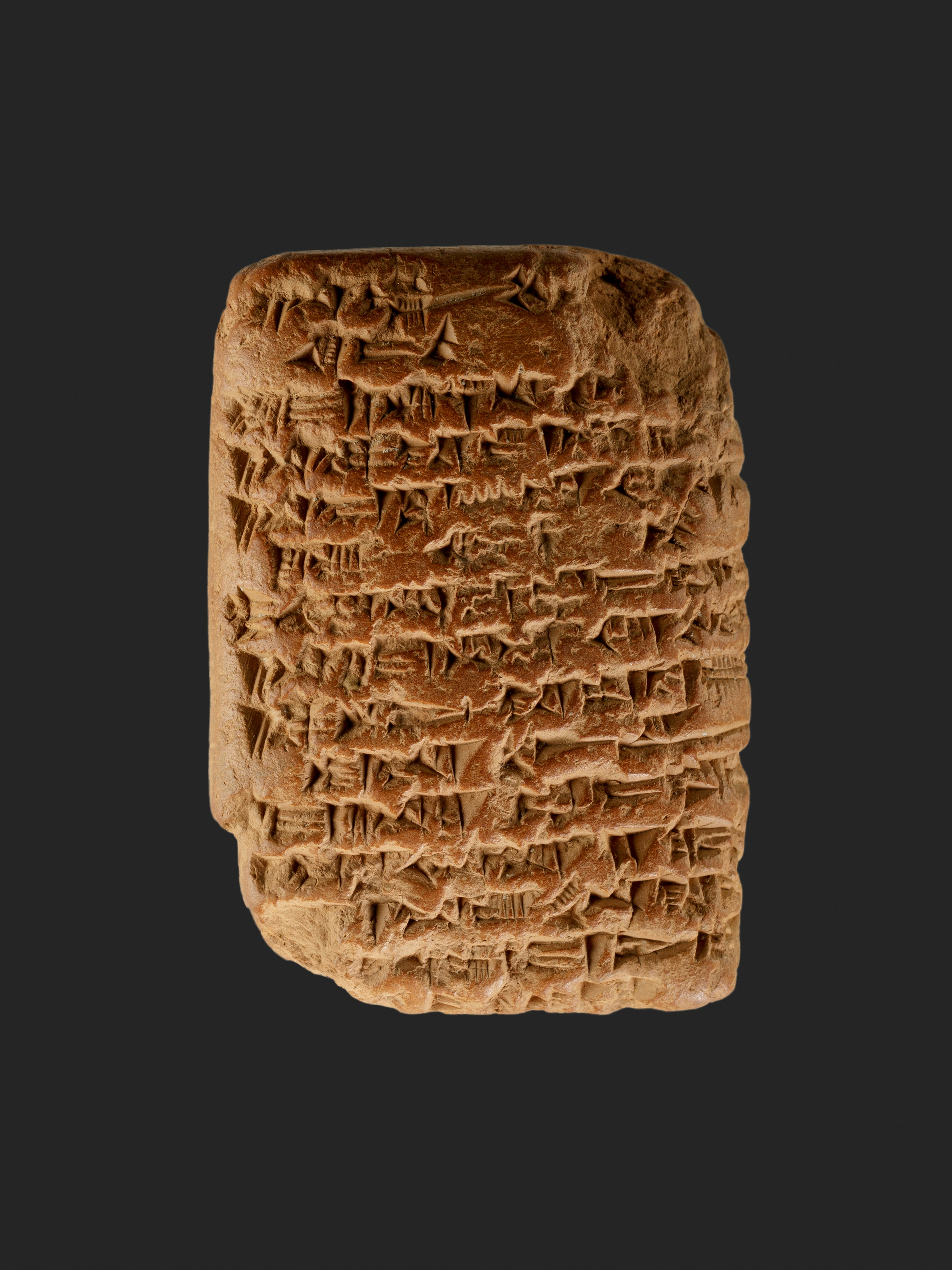
Lettre adressée par Assur-uballit Ier au roi d'Égypte (probablement Akhenaton) mise au jour à Tell el-Amarna. Metropolitan Museum of Art.

Après 1380, le Mittani subit plusieurs lourdes défaites face au roi hittite Suppiluliuma Ier, qui affaiblissent son emprise sur ses vassaux. C'est dans ce contexte que le roi d'Assur, Assur-uballit Ier (1353-1318), envoie une lettre à Amenhotep IV/Akhénaton roi d'Égypte, retrouvée à Tell el-Amarna, dans laquelle il se proclame « grand roi » (šarru rabû), titre qui fait de lui l'égal des rois du Mittani, des Hittites, des Babyloniens et de son interlocuteur. L'assurance d'Assur-uballit vient de ses succès militaires, qui lui permettent de poser les fondations du royaume « médio-assyrien » (v. 1400-1000). Il soumet la riche région du Haut-Tigre, en s'emparant notamment de Ninive. Il réussit à vaincre le Mittani, qui se déchire alors dans des guerres intestines, et à faire passer sa partie orientale sous sa vassalité, retournant ainsi la situation qui prévalait auparavant et prenant définitivement sa place sur la scène internationale. Le roi babylonien Burna-Buriash II vit mal cette situation au début, mais une alliance dynastique est finalement scellée et il épouse la fille de son homologue assyrien. Cela n'empêche pas par la suite une série de conflits entre les deux puissances, alors qu'une autre rivalité émerge à l'ouest avec les Hittites qui cherchent à dominer ce qui reste du Mittani. Assur est manifestement devenue une grande puissance politique, et le prouve dans les années qui suivent,.

### Victoires et échecs des rois médio-assyriens

Extension approximative du royaume médio-assyrien entre la fin du.

Les rois Adad-nerari Ier (1295-1264) et Salmanazar Ier (1263-1234) doivent affirmer leurs prétentions par les armes pour préserver leurs positions contre leurs deux puissants adversaires. Une politique de contrôle du territoire et même de colonisation est mise en place en Haute Mésopotamie occidentale (Hanigalbat), placée sous le contrôle d'une lignée de « rois du Hanigalbat » d'extraction assyrienne qui sont en fait des gouverneurs avec des compétences étendues. Plusieurs sites de cette région ont livré des archives pour la période, comme Tell Sheikh Hamad (Dur-Katlimmu) et Tell Chuera (Harbe). Les événements de cette époque sont mieux connus grâce au développement des inscriptions royales à partir desquelles se forme notamment le genre des Annales royales, décrivant année par année les campagnes militaires d'un roi, et qui connaît son plein développement à l'époque néo-assyrienne. Plusieurs chroniques historiques nous documentent aussi sur cette période.
Le règne de Tukulti-Ninurta Ier (1233-1197) voit la puissance assyrienne poursuivre sa croissance,. Il bat l'armée hittite de Tudhaliya IV et réussit à s'emparer de Babylone. Ces deux succès font de l'Assyrie la plus grande puissance de son temps, Tukulti-Ninurta porte les couronnes d'Assur et de Babylone. À la suite d'un complot à la cour assyrienne, il meurt assassiné, son règne s’achève dans le chaos et la Babylonie recouvre son indépendance.
Après la crise dynastique, l'Assyrie est affaiblie, et le nouveau roi Enlil-kudurri-usur (1186-1182) est vaincu et capturé par le roi babylonien Adad-shum-usur. Une autre révolution de palais survient, et une nouvelle dynastie monte sur le trône avec Ninurta-apil-Ekur (1181-1169), issu de la lignée des « rois du Hanigalbat » (donc lié à la famille royale). Son successeur Assur-dan Ier (1168-1133) voit ses positions menacées dans le Zagros par le roi élamite Shilhak-Inshushinak, mais ce dernier n'arrive pas à faire durer sa domination. Assur-resh-ishi Ier (1132-1115) réussit quelques campagnes victorieuses dans le Zagros, contre Babylone, et aussi face à des nouveaux ennemis, les nomades Ahlamû.
Après lui, Teglath-Phalasar Ier (1114-1076) monte sur le trône. C'est le dernier grand roi de cette période : il combat maintes fois en Syrie du Nord, et parvient à atteindre la côte méditerranéenne, même s'il échoue à affirmer sa suprématie face à Babylone. En Haute Mésopotamie, il doit faire face aux attaques des Araméens dont le nom apparaît alors dans les sources écrites, souvent aux côtés des Ahlamû avec lesquels ils semblent entretenir des liens dont la nature nous échappe. Ces tribus sont de plus en plus pressantes, et il est manifeste que les troupes assyriennes n'arrivent pas à les contrôler. Pourtant, Teglath-Phalasar et ses premiers successeurs réussissent à maintenir leur contrôle sur des forteresses et d'autres établissements situés loin du centre de leur royaume, sur le Moyen-Euphrate au sud (Khirbet ed-Diniye/Haradu) et sur le Haut Tigre au nord (Giricano/Dunnu-sha-Uzibi), et c'est peut être de cette période qu'il faut dater l'apogée territorial du royaume médio-assyrien.

### Le recul de l'Assyrie
Après la mort de Teglath-Phalasar en 1076, les rois assyriens sont progressivement submergés par les attaques des Araméens, qui finissent de leur enlever leurs possessions dans la Djézireh durant la seconde moitié du XIe siècle, et coupent leurs voies de communication vers l'ouest. Le royaume assyrien se replie autour d'Assur et de Ninive, mais parvient à se maintenir, à l'inverse de la plupart de ses anciens rivaux : les Hittites ont disparu complètement dans les premières décennies du XIIe siècle, tandis que Babylone est incapable de stabiliser sa situation politique, et finit par sombrer dans l’anarchie.

### Les débuts du royaume néo-assyrien: la reconquête

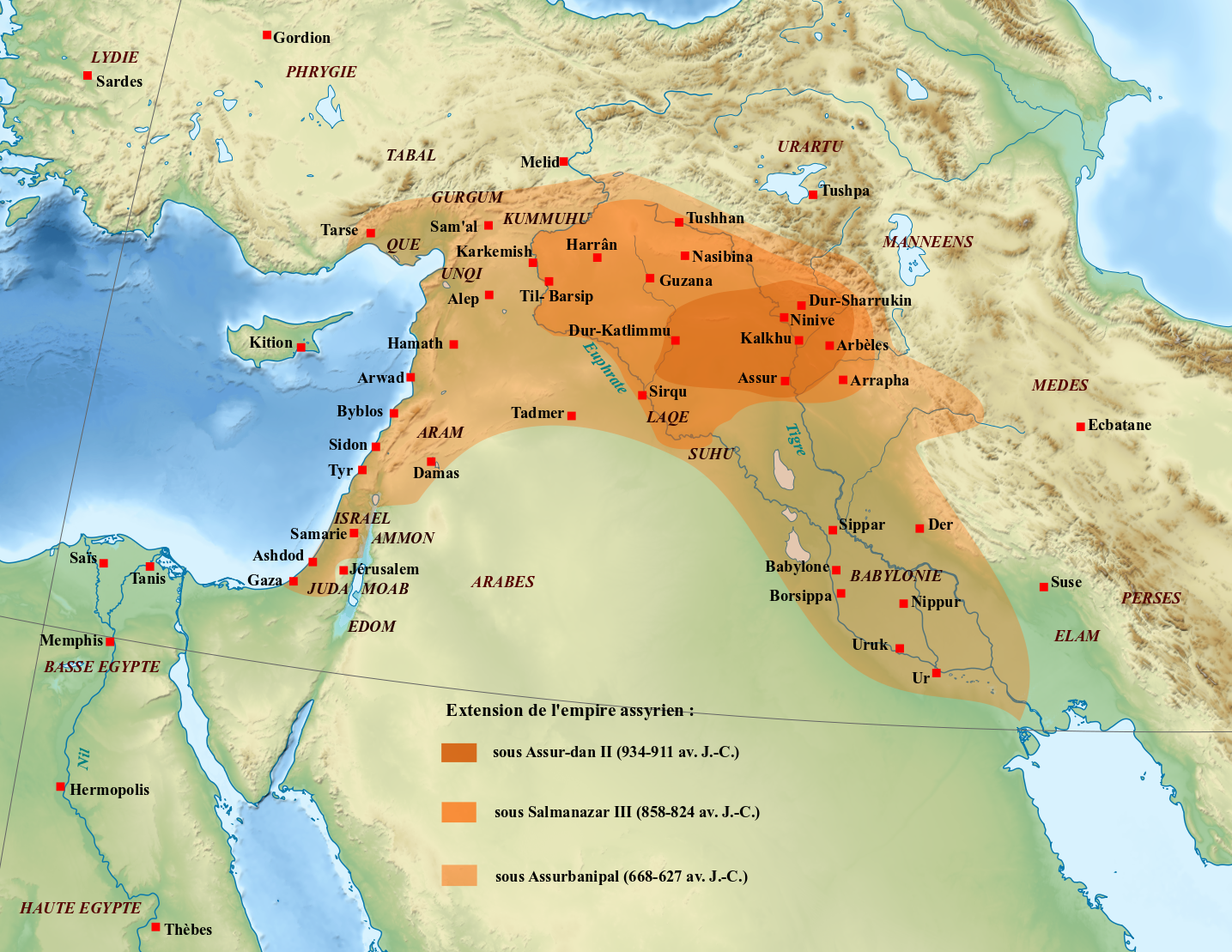
Carte des différentes phases d'expansion de l'empire néo-assyrien.

Après un Xe siècle plus que morose, l'Assyrie reprend de sa superbe vers 934, quand monte sur le trône Assur-dan II (934-912), qui entame une nouvelle phase d'expansion assyrienne. Son successeur Adad-nerari II (911-891) parvient à repousser les Araméens. Il lance ensuite des attaques dans toutes les directions, et finit par mener une campagne victorieuse contre Babylone. Avec eux débute une nouvelle dynamique expansionniste, et la période dite « néo-assyrienne » (934-609) commence. Sa première partie a les apparences d'une reconquête des territoires des rois médio-assyriens, dans la continuité desquels les nouveaux souverains s'inscrivent souvent. Cependant, en l'absence d'adversaire à la mesure de l'Assyrie, le polycentrisme qui prévalait à la période précédente n'a plus cours ; ce royaume se hisse progressivement au rang de puissance hégémonique, instaurant l'ère des empires orientaux, dont la Perse achéménide, l'Empire parthe puis sassanide, etc. sont par la suite les émules.
Les successeurs d'Adad-nerari II poursuivent sur sa lancée : les Araméens en particulier subissent plusieurs lourdes défaites. Les royaumes qu'ils ont établis aux abords de l'Assyrie sont subjugués. Le Zagros est aussi un terrain de campagnes pour les Assyriens. En 883, Assurnasirpal II (883-859) devient roi, et se lance dans une série de guerres victorieuses à l'ouest, contre les royaumes Araméens et néo-hittites (Bit-Adini, Bit-Agusi, Suhu, Laqe, Karkemish, Kummuhu et Gurgum). Il déplace sa capitale d'Assur à Kalkhu, qu'il repeuple en y déportant des habitants des royaumes vaincus. Parallèlement, la domination assyrienne sur la Haute Mésopotamie reprend sur les bases de la période médio-assyrienne. Salmanazar III (858-824) combat à son tour les royaumes de Syrie du Nord. Après quelques premiers succès (prise de Til-Barsip), il est arrêté à Qarqar par une coalition dirigée par le roi Bar-Hadad de Damas, regroupant des rois de Syrie du Nord, de Phénicie et du Levant. Quelques années plus tard, Salmanazar prend sa revanche en battant le roi de Damas et ses alliés, mais il ne peut pas garder sa mainmise sur la Syrie orientale.

### Crise de croissance
Le royaume assyrien connaît de sérieuses difficultés sous les règnes des successeurs de Salmanazar III : Shamshi-Adad V (824-811), Adad-nerari III (811-783), et ses fils Salmanazar IV (783-773), Assur-dan III (772-755) et Assur-nerari V (755-745). Une guerre civile éclate à la fin du règne de Salmanazar III, et son fils et successeur Shamshi-Adad V met plusieurs années à mater une révolte qui agite la noblesse assyrienne. Les royaumes tributaires de l'Assyrie tentent parallèlement de secouer la domination qui pèse sur eux. Les rois assyriens ont le plus grand mal à endiguer ces problèmes, et perdent une partie de leur autorité face aux nobles assyriens, qui se sont enrichis au cours des conquêtes et se sont constitué un patrimoine qui leur donne un grand pouvoir à la cour. Le cas le plus représentatif est Shamshi-ilu, grand général de l'Assyrie, qui dispose d'un grand apanage en Haute Mésopotamie autour de Til Barsip. De plus, le pays assyrien est secoué par plusieurs révoltes dont certaines menées par les villes. Pour ajouter plus de difficultés à la puissance assyrienne, cette période voit la montée en puissance d'un nouvel ennemi : l'Urartu, qui bouscule la domination des Assyriens en Anatolie.

### Reprise de l’expansion et formation de l'empire néo-assyrien

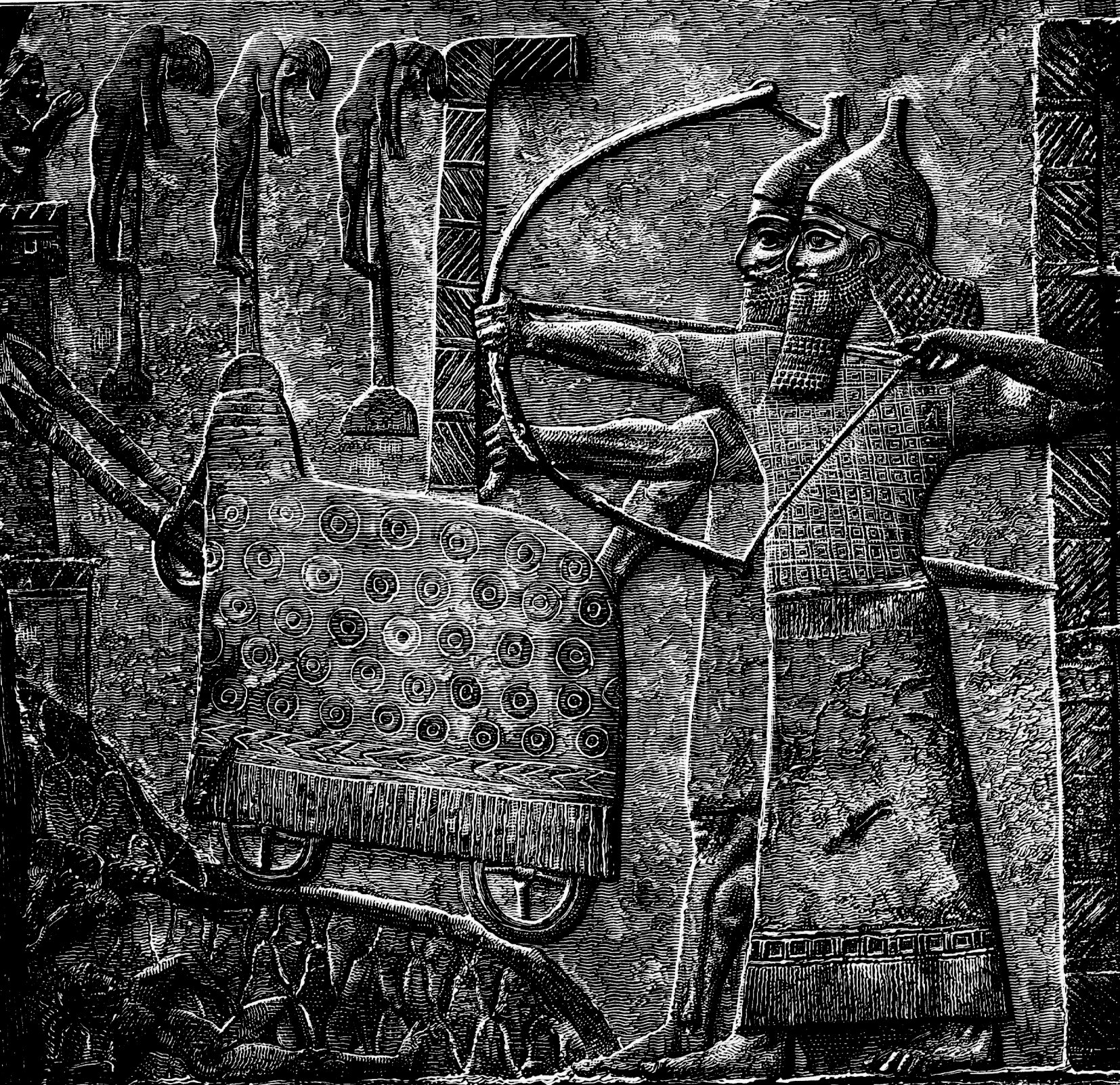
Bas-relief représentant le siège de la ville par l'armée assyrienne sous Teglath-Phalasar III.

En 745, le trône d'Assyrie est usurpé par Teglath-Phalasar III (745-727), peut-être un autre fils d'Adad-nerari III. Celui-ci réussit à restaurer la puissance assyrienne, en décidant une série de réformes structurelles qui vont renforcer l'emprise de son royaume sur les territoires dominés. Il remplace certains royaumes vassaux par des provinces administrées directement par un gouverneur assyrien. Il réforme aussi l'armée et remporte de grandes victoires : il bat l'Urartu, soumet plusieurs royaumes araméens (Syrie actuelle) et de la côte du Levant (annexions de Damas et de Gaza), et s'empare surtout de Babylone. Il en devient le roi sous le nom de Pulû, instaurant une situation de double monarchie assyro-babylonienne. Quand il meurt en 727, la puissance assyrienne n'a plus de rivale. Son fils Salmanazar V (727-722) monte sur le trône, et son règne est marqué par la destruction du royaume d'Israël. Mais il est détrôné cinq ans plus tard par Sargon II (son frère ?).

### Les Sargonides: l’apogée de l’Assyrie

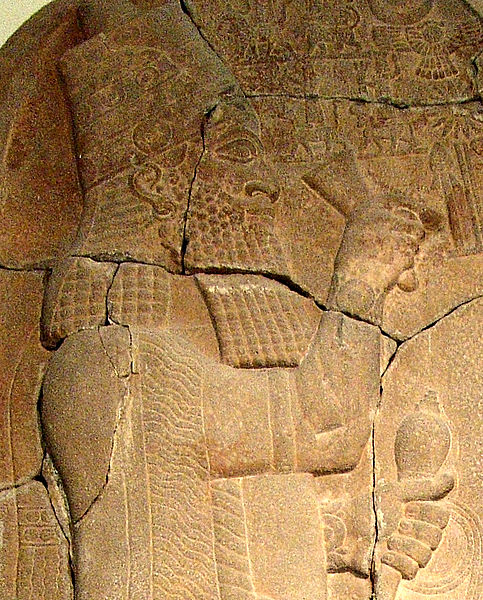
Assarhaddon, détail d'une stèle commémorant sa victoire sur l'Égypte, Vorderasiatisches Museum (Musée de Pergame) de Berlin.

Sargon II (722-705) et ses successeurs Sennacherib (704-681), Assarhaddon (680-669) et Assurbanipal (668-v. 630), que l'on regroupe sous l'appellation de dynastie des « Sargonides », vont mener l'Assyrie à un degré de puissance jusqu'alors jamais atteint, à tel point qu'on peut parler d'un « empire »,. Aucune autre puissance n'est en effet en mesure d'y faire face. Certains grands royaumes cherchent à appuyer des révoltes dans l'empire assyrien même pour l'affaiblir, mais ils subissent chacun à leur tour une cuisante défaite sur leur sol même : l'Urartu est écrasé par Sargon II en 714, et se concentre alors sur la région arménienne ; l'Égypte est envahie par Assarhaddon, qui prend Memphis, puis Assurbanipal, qui prend Thèbes ; l'Élam, après avoir soutenu de nombreuses révoltes en Babylonie, est finalement envahi par Assurbanipal, qui pille sa capitale Suse en 646. Si aucun de ces royaumes n'est incorporé durablement dans l'Empire assyrien, il n'empêche que les rois de ce dernier témoignent d'une puissance et d'un rayon d’action sans précédent.
La situation interne de l'empire n'en est pas stable pour autant. La cour assyrienne connaît quelques remous, notamment l'assassinat de Sennacherib et la guerre que son fils Assarhaddon doit mener pour monter sur le trône. De nombreuses révoltes se produisent en divers points de l’empire, et doivent être réprimées. Le plus gros problème reste la Babylonie, dominée par les Assyriens depuis Teglath-Phalasar III. De nombreuses révoltes s'y produisent, dirigées par des Babyloniens de souche, des Chaldéens (dont la figure la plus importante est Merodach-baladan II), soutenus par les Élamites. Plusieurs conflits se produisent, marqués par des moments de grande violence. Babylone est détruite par Sennacherib en 689, puis restaurée par Assarhaddon, qui tente de rétablir la paix en mettant son fils Shamash-shum-ukin sur le trône de la ville, sous la tutelle de son cadet Assurbanipal, roi d'Assyrie. Cette situation ne dure pas, car Shamash-shum-ukin se révolte, et n'est vaincu qu'après un long conflit.
L'Assyrie est alors un très vaste ensemble, qui s'étend de l'Iran occidental à la mer Méditerranée, de l'Anatolie au nord du désert d'Arabie. L'empire est constitué d'un grand nombre de provinces et de royaumes vassaux. Sa grande capitale, Ninive, rebâtie par Sennacherib, en est le cœur, et est l'une des plus grandes villes du monde à cette période. Le début de règne d'Assurbanipal marque l'apogée de la puissance assyrienne : il a vaincu en Babylonie, a assuré sa domination en Syrie, au Levant, jusqu'en Anatolie. La fin de son règne reste très mal connue, et peut avoir été difficile. L'Assyrie connaît des premiers reculs : les Cimmériens, qui ont envahi l'Asie Mineure précédemment, lancent des raids dans la partie orientale de l'empire, et ne sont repoussés que très difficilement, tandis que l'Égypte a profité des troubles pour s'émanciper de la domination assyrienne ; la révolte de Shamash-shum-ukin s'ajoute à ses difficultés.

## L'organisation de l'empire assyrien

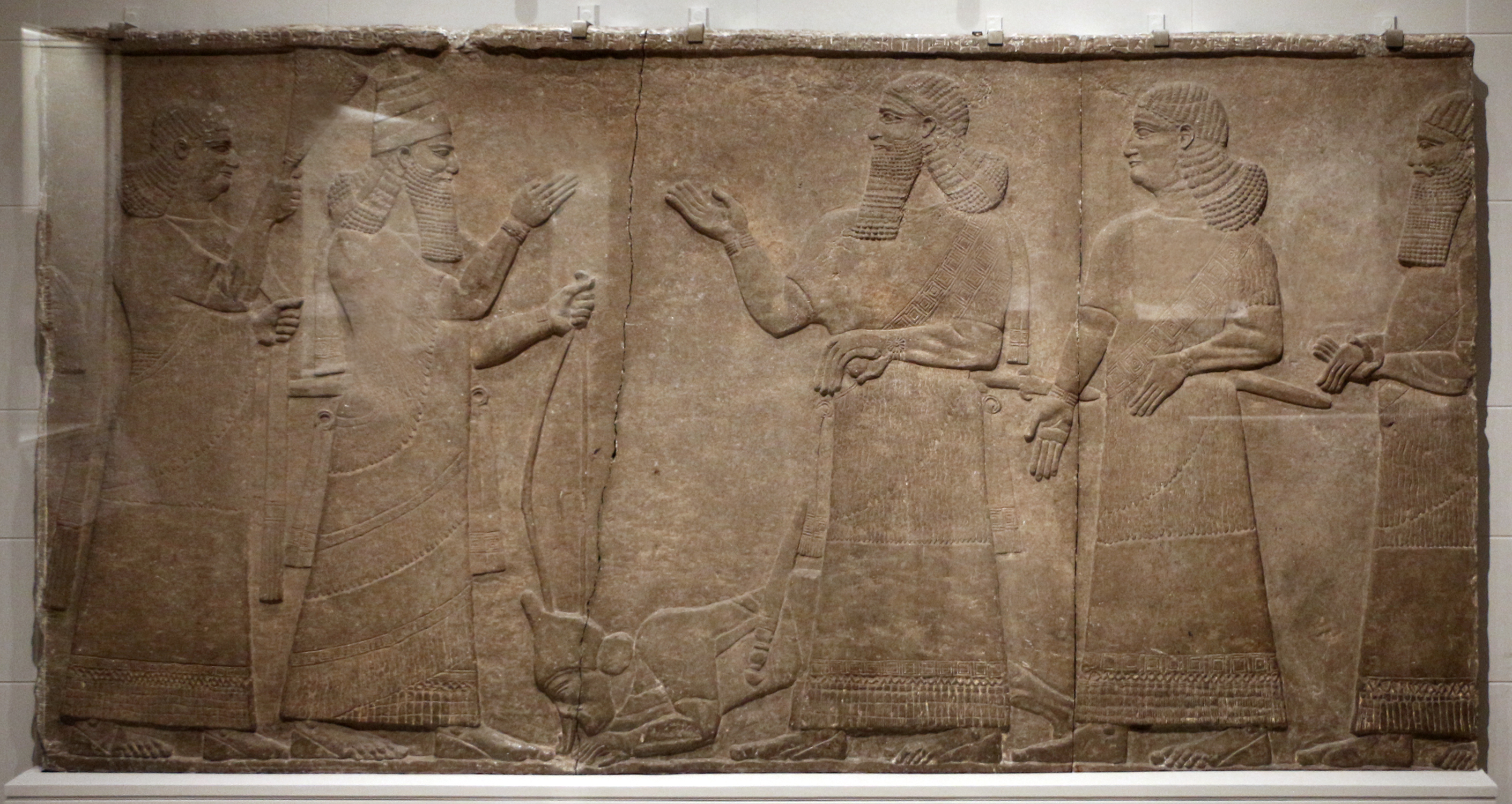
Le roi Teglath-Phalasar III (745-727 av. J.-C.) recevant l'hommage de ses sujets. Bas-relief de Kalkhu. Detroit Institute of Arts.

À partir de la période médio-assyrienne, l'Assyrie se mue en État territorial qui prend une importance croissante, évolution qui culmine dans l'empire des Sargonides à la fin de la période néo-assyrienne. Cela entraîne une affirmation de la figure royale, dont le pouvoir est de plus en plus absolu malgré certaines faiblesses récurrentes liées à des troubles dynastiques, ainsi que le développement d'un groupe que l'on peut considérer comme la « noblesse » assyrienne qui fournit les cadres de l'administration et de l'armée du royaume. Cette dernière est d'ailleurs un élément essentiel de la puissance assyrienne, de Assurnasirpal II à Sennachérib, la guerre tient une place centrale dans la société, les grandes batailles sont de véritables calamités, épuisant les ressources économiques et la démographie. Si le royaume apparaît par rapport à ses vassaux comme un État prédateur s'enrichissant sur le dos des dominés qui sont traités durement en cas de révolte, la période néo-assyrienne voit un début de mise en place d'un État impérial cherchant à intégrer de plus en plus de régions dominées, ce qui pouvait s'accompagner d'un rééquilibrage des relations et permettre aux régions dominées de prospérer dans le cadre de l'Empire.

### Le roi et l'idéologie royale

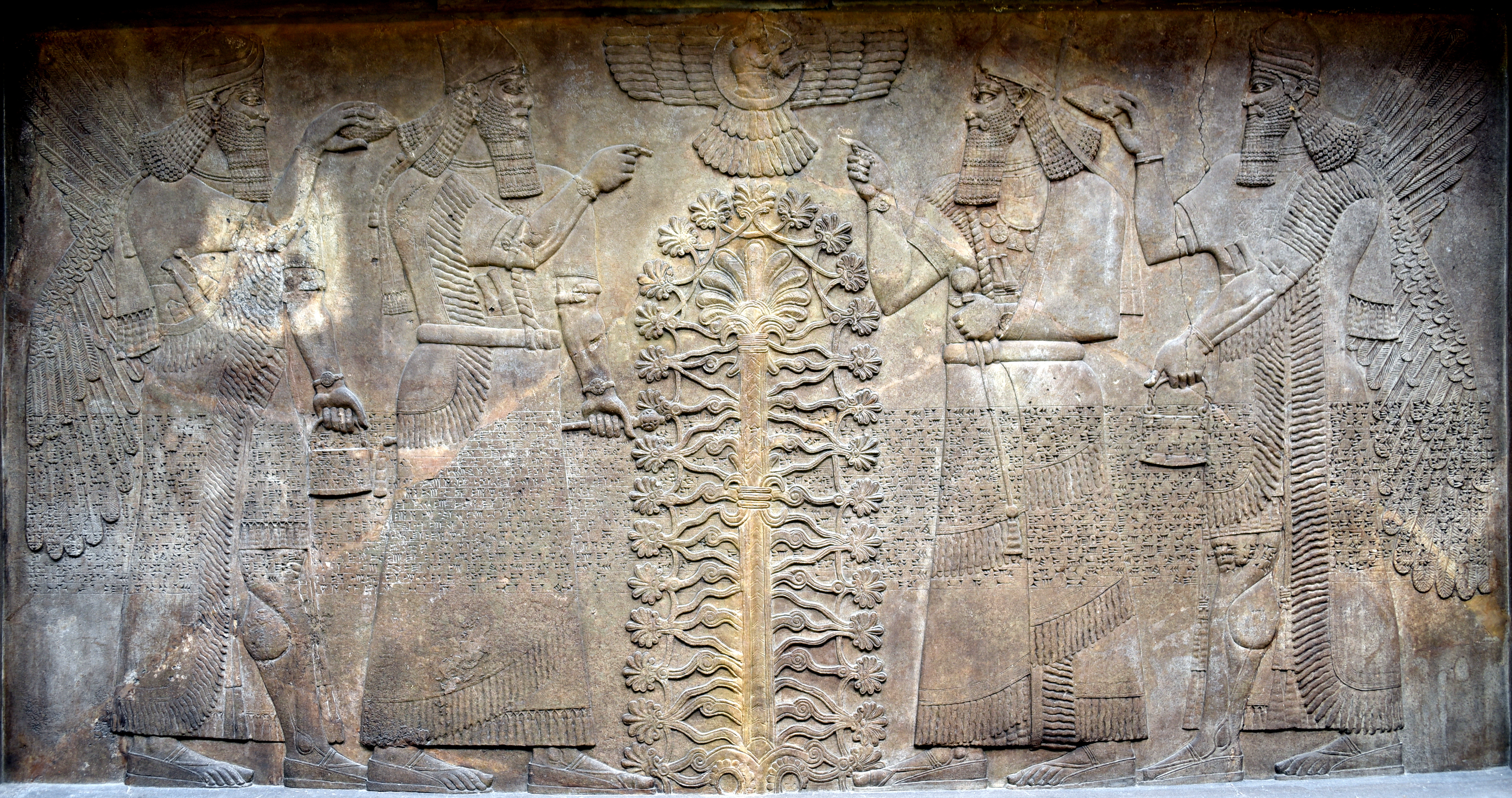
Bas-relief de la salle du trône surplombant le trône royal : le roi Assurnasirpal II est représenté deux fois, autour d'un arbre sacré, rendant hommage à un dieu représenté dans un disque ailé (Assur ou Shamash). British Museum.

#### Légitimité divine et dynastique
En accord avec la tradition mésopotamienne, le roi d'Assyrie tire principalement sa légitimité de son élection divine. La spécificité assyrienne est la place qu'occupe le dieu national Assur, vu comme l'incarnation divine du royaume et le véritable roi de l'Assyrie : les textes de rite de couronnement connus sont marqués par la proclamation « Assur est roi ! », qui rappelle la place subordonnée du souverain humain,. Celui-ci est donc considéré comme le délégué du dieu national sur terre, ce qu'indique un de ses titres, « vicaire d'Assur » (iššiak Aššur). Le souverain est également considéré comme détenteur de la « prêtrise » (šangûtu) du dieu,.
En pratique la légitimité divine se double d'une légitimité dynastique, puisque les rois se succèdent de père en fils et font constamment référence à leurs ancêtres dans leurs inscriptions. Il est possible que la primogéniture ait été la règle de succession théorique, mais il se peut aussi qu'il n'y ait pas eu de règle successorale stricte. Dans les faits la désignation du successeur semble de plus en plus dépendante de la volonté du souverain à la période néo-assyrienne. Quoi qu'il en soit cela n'a jamais empêché les contestations et les conflits successoraux. Le prince héritier dispose alors d'un rang particulier, notamment sous les Sargonides, et de responsabilités qui visent à le préparer dans son futur rôle souverain,.

#### Fonctions et qualités
Le roi assyrien reprend les principales fonctions et qualités attribuées à la figure royale en Mésopotamie, avec des aspects plus ou moins prononcés :
- Il est l'exécutant des volontés divines : en raison de son mandat divin il se tient au courant des volontés divines par le biais de procédures divinatoires, leur adresse des prières, participe à des rituels à coloration politique (couronnement, banquets divins, bains purificateurs) et assure la bonne marche du culte divin en supervisant et entretenant les temples, notamment par le biais d'offrandes[94],[91].
- Il est le chef de l'administration : en tant qu'administrateur du domaine que lui ont confié les dieux, il est l'autorité (terrestre) suprême qui dirige l'administration du royaume de manière personnelle, nomme et révoque les fonctionnaires à sa guise, prend connaissance des affaires les plus importantes du royaume et donne les ordres les plus importants ; la « parole du roi » (abat šarri) prime sur toute autre décision[87],[95].
- Il est un chef de guerre et un conquérant : il a reçu du dieu Assur et des autres grands dieux la mission d'étendre les frontières de l'Assyrie et de soumettre les pays qui refusaient de reconnaître l'autorité d'Assur, ce qui crée une idéologie de la conquête soutenant l'expansionnisme militaire assyrien ; les rois sont souvent présentés comme des guerriers accomplis (ce dont relève aussi l'image du roi chasseur, populaire en Assyrie), même si en pratique tous les rois assyriens n'ont pas personnellement pris part aux combats[96],[97].
- Il est un bâtisseur : les inscriptions royales mettent en avant les travaux publics entrepris par les souverains, notamment les murailles, les canaux, les temples, les palais, et des villes et campagnes lors des projets les plus importants[98].
- Il est un garant de la justice : il doit faire régner la justice, s'assurer que les forts n'oppriment pas les faibles, ce qui explique qu'en principe tous ses sujets puissent faire appel à lui pour trancher un litige particulièrement complexe (même si on ne sait pas si cela était courant en pratique)[87],[95].
- Il est garant de la sécurité et de la prospérité de ses sujets : les rois assyriens reprennent la figure du « bon pasteur » dirigeant les populations de son royaume comme le veulent les divinités[99] ; leur mandat divin suppose plus largement qu'ils assurent l'ordre, la concorde et la stabilité dans son royaume, le protègent face aux forces du chaos qui le menacent, et qu'ils développent l'Assyrie, centre du monde, avec ses villes et ses campagnes, afin que leurs sujets vivent dans l'aisance matérielle[100].

#### L'élévation et la glorification de la figure royale
S'il conserve tout le long de l'histoire ses titres de « vicaire » et de « grand prêtre » du dieu Assur, le roi assyrien se dote d'autres titres marquant son pouvoir croissant. Dès le début de la période médio-assyrienne, Assur-uballit Ier se fait appeler « grand roi » (šarru rabû), de la même manière que les autres grands souverains de l'époque comme ceux de Babylone et des Hittites qu'il cherche à égaler. Arik-den-ili y ajoute le titre de « roi puissant » (šarru dannu), et Tukulti-Ninurta Ier celui de « roi des quatre régions du monde » (šar kibrat erbetti), et sous leurs successeurs apparaît l'expression « roi de l'univers » (šar kiššati), les deux dernières montrant une ambition à la domination universelle, à la prééminence sur tous les autres souverains,,.
La littérature, l'architecture et l'art produits par le milieu de la cour assyrienne tendent à élever la figure royale de plus en plus, en constituant un « système célébratoire » sophistiqué et cohérent, destiné à noter ses exploits, en les gonflant et les idéalisant, et à faire reconnaitre par tous sa grandeur et celle de son empire. Il se retrouve certes en priorité dans les palais royaux, mais se retrouve aussi aux marges de l'empire, par les stèles que font ériger les rois pour marquer le fait qu'ils ont repoussé les frontières impériales. Chaque souverain assyrien a pour ambition de dépasser la gloire de ses prédécesseurs par la taille des monuments qu'il fait construire et par les contrées qu'il parcourt et soumet avec ses armées. Sous les Sargonides, le roi peut être considéré comme un monarque absolu, doté par les dieux de qualités sans pareil qui le séparent du reste des humains.
L'aspect absolu du pouvoir du roi se voit dans le fait que ses paroles ont valeur d'ordre, que ses sujets lui doivent obéissance et loyauté, et dépendent de sa volonté et de ses faveurs. En cas de trahison, de complot, de rébellion, la sentence est la mort. Il est de moins en moins accessible à ces sujets et le rite de l'audience royale est de plus en plus strict. Des serments collectifs (adê) peuvent être organisés en plusieurs occasions au cours desquels des sujets de l'empire réaffirment leur loyauté envers le souverain. Ils surviennent notamment à deux reprises pour faire proclamer la légitimité d'Assurbanipal en tant qu'héritier du trône, car c'est dans les querelles successorales que la faiblesse du pouvoir royal assyrien est la plus visible.

### L'entourage du roi
Le roi vivait entouré d'une cour, constitué de ses épouses et concubines, de grands dignitaires, dont des eunuques, et d'un nombre très important de subalternes. C'est un lieu à la vie strictement régulée, ce qui n'empêche pas que les intrigues y soient courantes, comme l'indiquent les assassinats et purges qui s'y produisent à l'époque néo-assyrienne,. L'étude de l'administration de l'empire assyrien est complexifiée par le fait que les charges qui relèvent pour nous de l'administration centrale et de l'administration palatiale sont souvent couplées avec des charges de l'administration provinciale ou militaire, et que les attributions précises d'une fonction ne sont pas toujours bien connues.

#### Les épouses royales et le harem

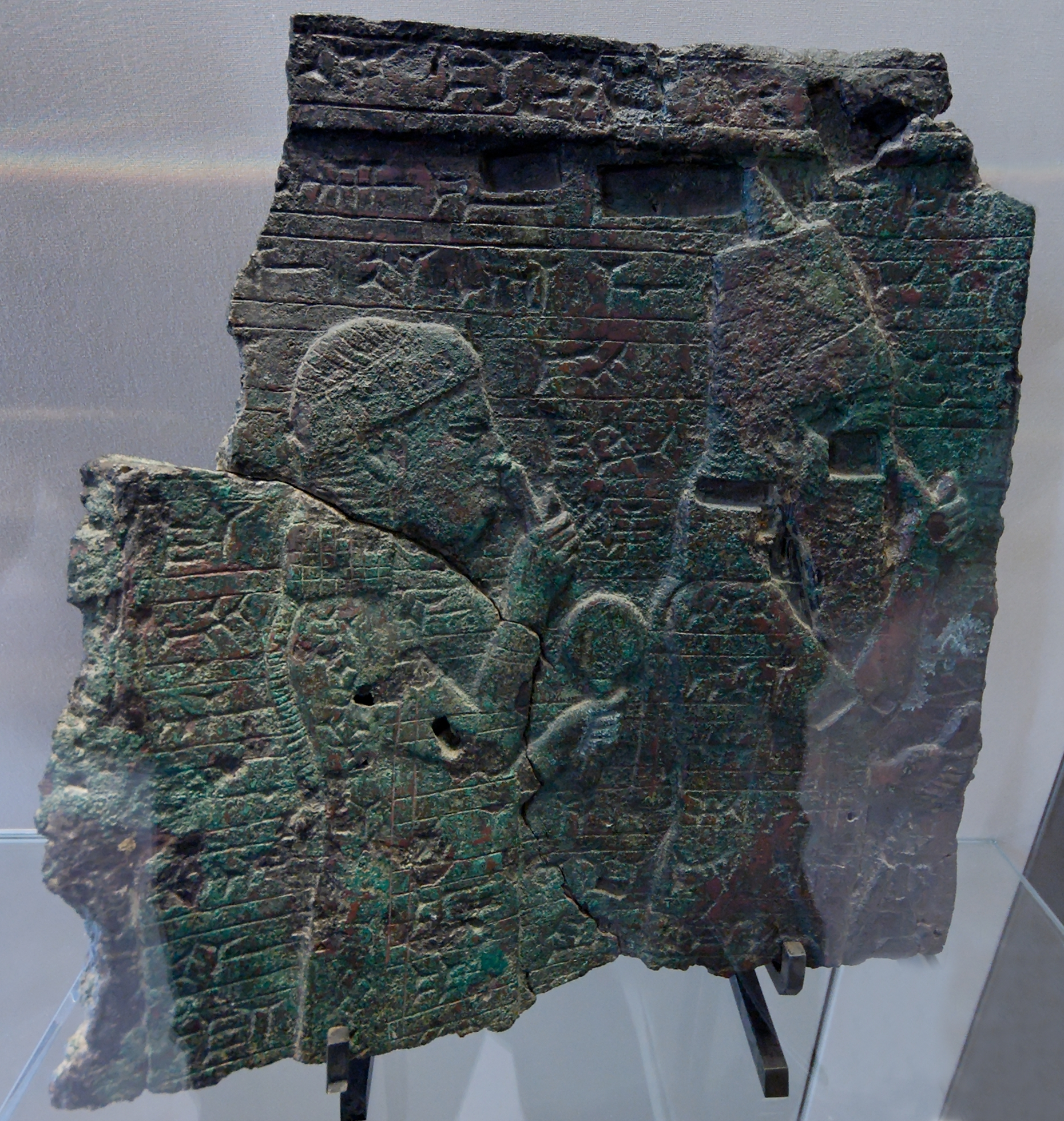
Plaque en bronze portant une représentation de la reine mère Naqi'a/Zakutu, derrière son fils Assarhaddon.

Comme le veut la tradition de l'Orient ancien, le roi pratique la polygynie. Ses épouses sont aussi bien des filles de rois de rang égal (quand il y en a) ou de vassaux, des filles de nobles assyriens ou encore des femmes enlevées lors de conquêtes, et leurs servantes. Elles disposent d'espaces de vie réservés et dont l'accès était contrôle, attesté dans les différents palais assyriens, qui peuvent être caractérisés comme des « harems » en raison de leurs nombreuses similitudes avec ces institutions connues pour des périodes plus tardives.
Le harem royal occupe une grande partie du secteur privé des palais royaux. Il est régi par un ensemble de principes, qui sont compilés sous Teglath-Phalasar Ier, appelés « édits de harem », qui concernent en fait plusieurs aspects de la vie palatiale. On y apprend ainsi que les épouses sont classées hiérarchiquement. Au premier rang se trouvent la reine-mère, et les « épouses royales » (aššat šarri), parmi lesquelles le roi a une favorite, qui est souvent la mère de l'héritier présomptif. Après se trouvent les épouses ou concubines qui occupent un rang secondaire, en premier lieu celles appelées « dames du palais » (sinnišāti ša ekalli), puis un ensemble de servantes. Les enfants en bas âge se trouvent aussi dans le harem. Les règles des édits du harem doivent être appliquées par le maire ou majordome du palais.
Les règles du harem sont très strictes, et visent à limiter les contacts des épouses du roi avec l'extérieur, ainsi que les querelles intestines qui troublent le harem, grand lieu d'intrigues. Souvent des reines pouvaient voir leur position menacée par d'autres cherchant à acquérir les faveurs du roi. Les épouses de premier rang pouvaient parfois quitter le harem et même voyager loin du palais, tandis que les épouses secondaires y étaient visiblement recluses à vie à l'époque néo-assyrienne, les règles des édits médio-assyriens étant moins restrictives pour elles. On cherche en tout cas à éviter qu'elles aient un contact physique avec les autres membres de la cour royale. Les grandes épouses royales disposaient d'un domaine foncier parfois important, qu'elles géraient elles-mêmes avec leur propre service administratif. À la fin de l'époque impériale, la Maison de la reine est administrée par une catégorie spécifique de dignitaire, appelée šakintu (« préposée »), des femmes au statut important qui dirigent une administration qui comprend des femmes scribes et d'autres types de femmes fonctionnaires, ainsi que des eunuques, et de nombreuses travailleuses des palais, probablement employées dans des activités textiles. La richesse dont disposaient les épouses royales est également perceptible dans les tombes de trois d'entre elles découvertes sous un palais de Kalkhu et qui ont livré un matériel très opulent, d'autant plus remarquable qu'il ne s'agit que d'épouses secondaires.

Objets mis au jour dans les tombes des reines de Nimroud.
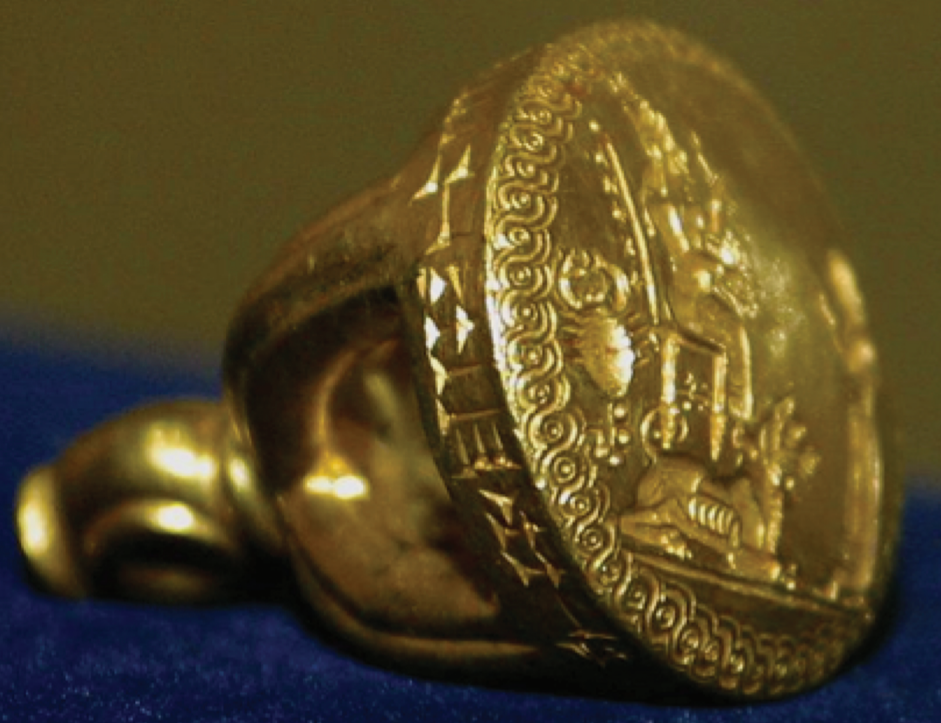
Sceau en or de la reine Hama (antichambre de la tombe III, sarcophage n°2). Musée national d'Irak.
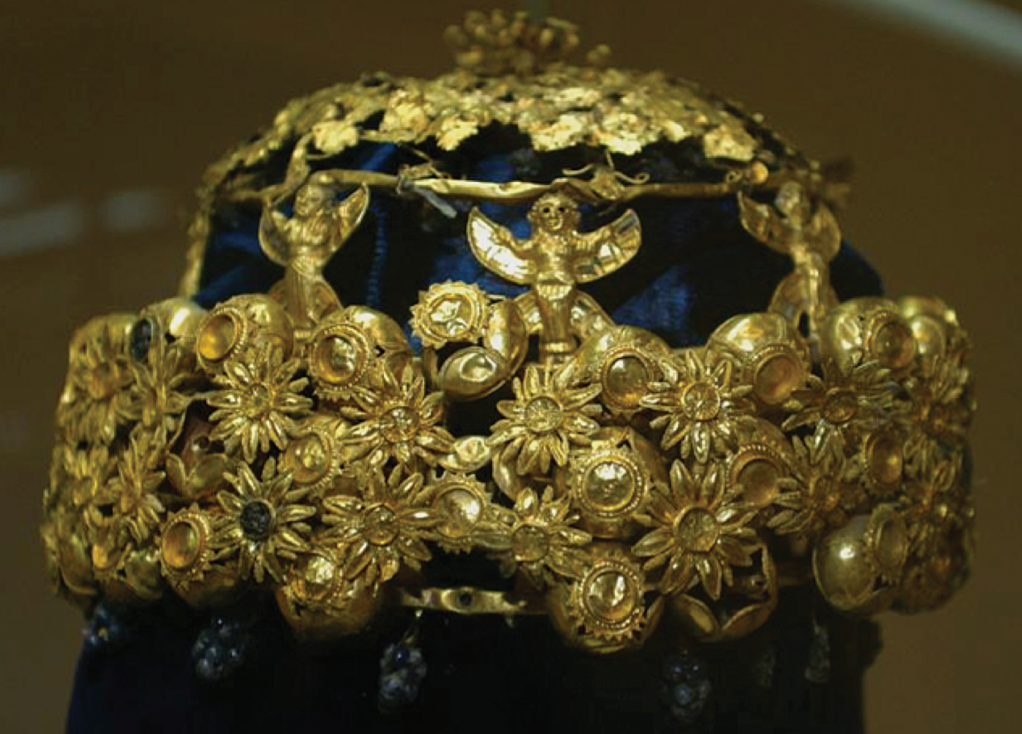
Couronne d'or de la reine Hama (antichambre de la tombe III, sarcophage n°2). Musée national d'Irak.
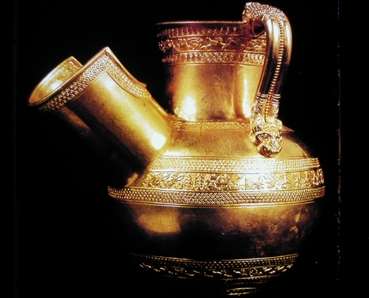
Aiguière en or de la reine Hama (antichambre de la tombe III, sarcophage n°2). Musée national d'Irak.
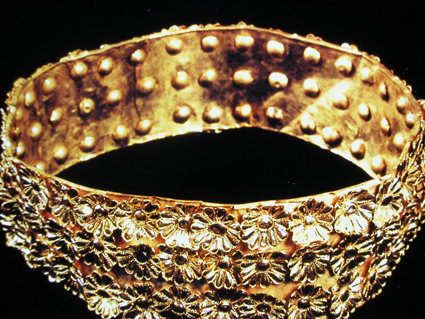
Couronne mise au jour dans la tombe II. Musée national d'Irak.

Certaines reines ont réussi à exercer un rôle très important à la cour d'Assyrie, en particulier en tant que reines-mères. Les deux cas les plus connus sont ceux de Sammuramat, mère d'Adad-Nirari III, passée à la postérité sous le nom de Sémiramis, et celui de Zakutu, épouse d'origine araméenne de Sennachérib, qui réussit à faire de son fils Assarhaddon l'héritier de son royal époux, avant de permettre à son petit-fils Assurbanipal de monter à son tour sur le trône.

#### Les grands dignitaires

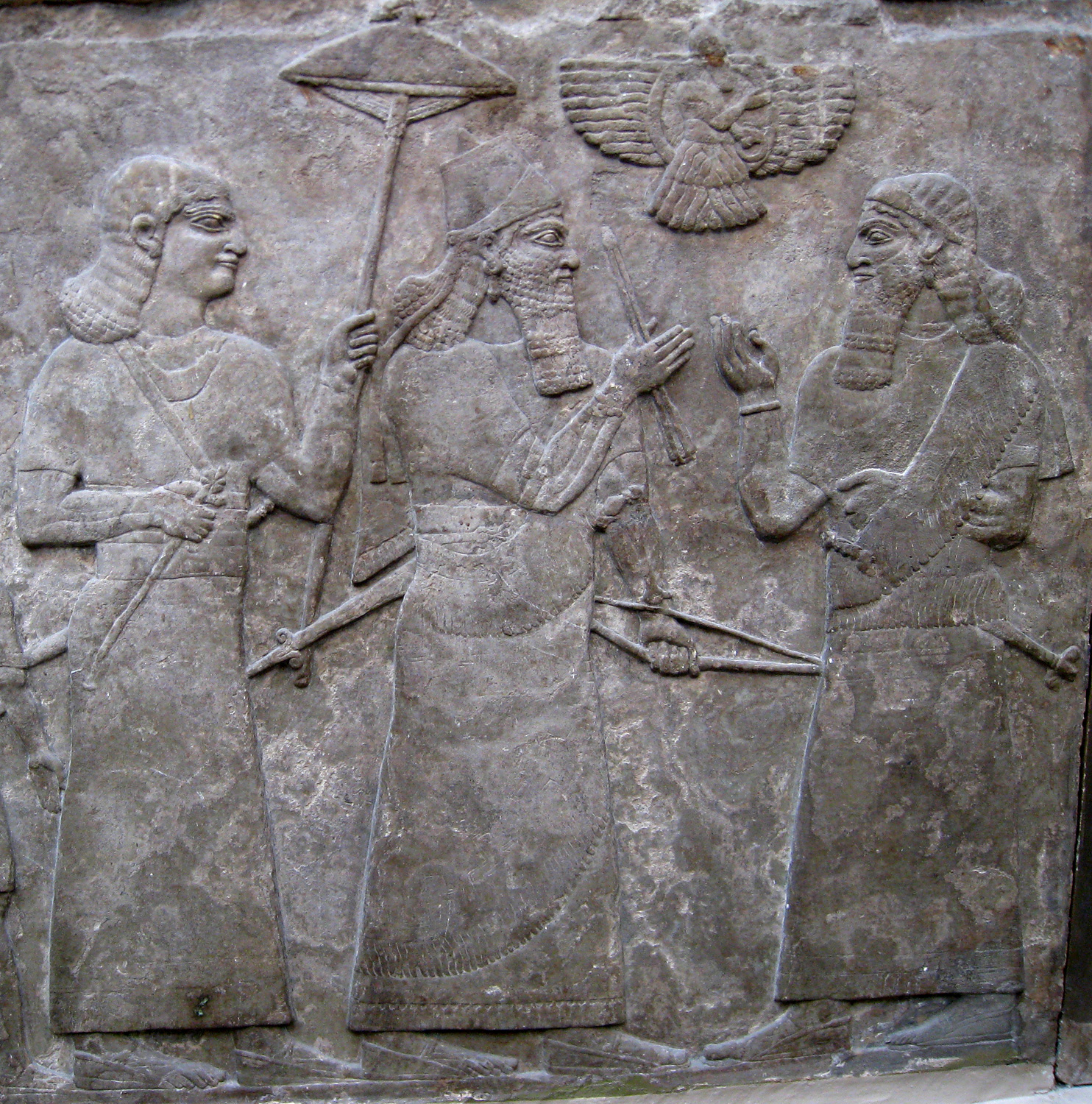
Assurnasirpal II et un dignitaire, bas-relief du palais nord-ouest de Kalkhu.

Les souverains assyriens sont secondés par des personnages qui sont chargés d'exécuter ses ordres et de le représenter. Plusieurs titres majeurs ressortent des sources : le « grand vizir » (sukkallu rabi'u) à l'époque médio-assyrienne, le « grand général » (turtānu), le « trésorier » (abarakku ou masennu), le « héraut du palais » (nāgir ekalli), et le « grand échanson » (rab šaqê), à l'époque néo-assyrienne. Leur titre ne doivent pas être pris au pied de la lettre puisque les fonctions ne semblent pas clairement définies ; chacun de ces personnages peut ainsi prendre la direction de troupes, même s'il porte un nom qui est plutôt lié à une fonction domestique au palais. Pour l'époque néo-assyrienne les historiens distinguent un groupe de « Grands » ou « Magnats » qui disposent des principales charges, même s'il ne semble pas avoir existé de conseil du roi. Le prince héritier est également associé à l'exercice du pouvoir, au moins à la fin de la période. Plusieurs des principaux courtisans disposent aussi de charges provinciales. Les gouverneurs et d'autres courtisans proches du roi (notamment sa garde et ses représentants spéciaux) complètent le groupe des principaux personnages assurant la direction de l'empire. Ce cercle comprend une part importante d'eunuques, qui sont nombreux dans l'administration néo-assyrienne, plusieurs d'entre eux intégrant le groupe des Magnats. L'importance de cette élite dirigeante se voit dans le fait que ses membres sont sélectionnés pour être des « éponymes » (limmu) donnant le nom à une année, poursuivant ainsi la pratique assyrienne ancestrale, bien qu'elle ne soit plus liée à l'exercice d'une magistrature et soit purement honorifique,.
Dès les débuts du royaume assyrien, c'est donc cette aristocratie assyrienne, dont la base de la fortune est essentiellement foncière puis financière, qui fournit les cadres administratifs étatiques, fonctions dont elle tire sa puissance. La séparation entre affaires publiques et privées est donc toujours floue : chacun des principaux personnages de l'empire, y compris des membres de la famille royale, sont à la tête d'une « Maison » (bētu) qui constitue une structure essentielle de l'organisation politique, économique et sociale. C'est un terme polysémique, qui peut comme en français désigner un bâtiment d'habitation, ou bien une unité sociale et économique formée autour d'un personnage (généralement un homme), de sa famille, de ses dépendants et de ses biens (sa « maisonnée »). Elles disposent de leurs propres personnels administratifs, dépendants et domaines, pouvant être employées aussi bien par leurs possesseurs dans le cadre de leurs fonctions publiques que pour leurs affaires privées (les archives qui y ont parfois été retrouvées indiquent que les deux ne sont pas strictement séparés), et sont donc en quelque sorte des extensions de l'administration impériale (ou des « administrations parallèles » selon Fales).
Les sources des capitales néo-assyriennes mettent également en lumière les rapports complexes entre les hauts dignitaires et les rois Sargonides. Le pouvoir est très personnalisé : le roi sélectionne ses proches et leur confie des missions plus ou moins importantes en fonction de leur loyauté et de la confiance qu'il leur accorde, ce qui explique pourquoi le nom des fonctions qu'ils portent ne définisse pas leur rayon d'action. Plus le pouvoir royal se renforce, plus cet aspect semble se prononcer : les serviteurs du roi se voient imposer des serments de fidélité (adê), leur place tend à dépendre entièrement de la volonté royale et les disgrâces semblent courantes. Les souverains s'inquiètent tout autant (si ce n'est plus) de la loyauté de leurs serviteurs que de leurs compétences, tandis que ces derniers cherchent à s'assurer la proximité du roi afin de renforcer ou du moins maintenir leur position et, dans une logique patrimoniale, augmenter leur richesse et transmettre une bonne situation à leurs héritiers, si possible un poste équivalent au leur à la cour. Cela renforce la compétition et les rivalités au sein de la cour assyrienne.
Enfin, l’aspect religieux du pouvoir royal impliquait que le souverain ait également des conseillers religieux en plus de conseillers politiques : des devins, des exorcistes et des lamentateurs. Les plus importants de ces prêtres constituant un collège résidant à la cour, chargé d’organiser les rituels majeurs. Leur présence à la cour augmente sous les derniers Sargonides, ce qui ne doit pas pour autant les faire considérer comme un groupe disposant d'une grande influence sur le roi, car il existe diverses factions, et que les disgrâces sont courantes.

#### Les palais: cadres et relais du pouvoir
Les rois assyriens ont certes possédé à un moment donné un palais principal, mais l'exercice de leur pouvoir impliquait qu'ils se déplacent et résident donc de façon temporaire dans d'autres palais que celui de leur capitale. Cela explique que chaque grande ville du royaume dispose d'un palais à même d'accueillir le roi et sa suite. En particulier les capitales provinciales disposent d'un palais, occupé par le gouverneur local. Ces différents palais regroupent de nombreuses fonctions : lieux de résidence des détenteurs du pouvoir, lieux de cérémonies officielles, centres administratifs et militaires, lieux de stockage des ressources et du trésor de l'État. Le « palais » apparaît aussi dans les textes en tant qu'institution, qui donne et reçoit des instructions : ce terme peut parfois servir à désigner le roi, mais il s'agit plus souvent du corps administratif du palais. Dans le dispositif d'organisation spatiale du pouvoir central, ils sont complétés par d'autres lieux servant à des fonctions plus circonscrites : les « arsenaux », qui sont avant tout des lieux de revues militaires et de stockage, les bibliothèques, qui sont surtout situées dans les temples, et les jardins royaux.

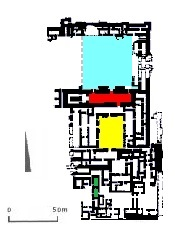
Plan du palais nord-ouest de Kalkhu. En jaune, la cour principale de la zone privée, en bleu la cour principale de la zone publique, et en rouge la salle du trône.

Le plus ancien palais assyrien est le « Vieux Palais » de la capitale historique, Assur, construit à l'époque paléo-assyrienne. Ce bâtiment se présente alors selon le même plan qu'une résidence normale, seule sa taille confirme sa fonction de résidence royale. À l'époque médio-assyrienne, Tukulti-Ninurta Ier fait construire à Assur le « Nouveau Palais », situé dans l'angle nord-ouest de la citadelle. Il n'a pas pu être fouillé, car il n'en reste plus que la terrasse servant pour ses fondations.
À l'époque néo-assyrienne, les rois déplacent à plusieurs reprises leur palais royal, parfois en gardant la même capitale, parfois en changeant celle-ci. Les palais royaux deviennent alors les monuments principaux érigés par les Assyriens, qui nous ont laissé un récit détaillé de la construction de plusieurs d'entre eux. Ce sont les fouilles de ces édifices qui ont été effectuées à partir du XIXe siècle qui nous ont permis de redécouvrir et de bien connaître l'histoire et le fonctionnement de l'Empire assyrien.
Le premier grand palais royal de l'époque néo-assyrienne est bâti à Kalkhu par Assurnasirpal II. À sa suite, d'autres souverains construisent ou restaurent des palais dans la citadelle de cette ville : Adad-Nerari III, Teglath-Phalasar III, Sargon II et Assarhaddon. Sargon II construit à son tour un grand palais dans sa capitale, Dur-Sharrukin. Cette construction est vite supplantée par le grand « Palais Nord-Est » construit par Sennacherib dans la nouvelle capitale assyrienne, Ninive. C'est sans doute le plus grand palais royal néo-assyrien. Assurbanipal fait à son tour restaurer un palais à l'angle opposé de la citadelle de Ninive. Un exemple de palais de province a été retrouvé à Til Barsip, dans la région du Khabur.
L'organisation interne des palais royaux néo-assyriens est généralement présentée comme bipartite, opposant une partie publique à une partie privée. On entre par une porte monumentale qui dirige vers une première cour autour de laquelle s'organise l'espace public du palais (babānu) : magasins, ateliers, bureaux de l'administration palatiale. La salle du trône sépare cette zone de l'espace privé (bītānu), comprenant les appartements royaux et le harem, lui aussi organisé autour d'un grand espace central. Il semblerait néanmoins qu'une telle opposition ne soit pas systématique et que les grands palais présentent une organisation plus complexe que cela. La décoration des palais royaux consistait en de longs bas-reliefs sculptés sur des orthostates. À Til-Barsip, palais provincial, on leur avait substitué des fresques peintes. D'une manière générale les sujets avaient un but identique : glorifier la personne du roi.

### L'armée assyrienne
Durant l'époque médio-assyrienne, les rois d'Assyrie ont fortement développé les récits de leurs exploits militaires, conséquence logique de leur mission d'extension du royaume du dieu Assur et de soumission de ceux qui lui sont insoumis. Dès le début de l'époque néo-assyrienne (voire un peu avant) cela se double du développement des représentations de scènes de combat (et également de chasses). La redécouverte de l'histoire de l'Assyrie s'est d'abord faite à partir de ces sources, alors que ce royaume était déjà vu comme un État conquérant et oppresseur par le biais des sources bibliques. Le fait que les récits et images néo-assyriens se complaisent à mettre en scène les supplices infligés aux vaincus a conforté cette impression. L'Assyrie est donc souvent présentée comme un État militariste, avant tout voué à conquérir, dont la survie dépend de sa capacité à enchaîner les succès militaires, et qui gouverne en bonne partie en inspirant la peur à ses sujets. Cette impression perdure, bien que certains y apportent des nuances.
L'armée assyrienne est l'une des plus puissantes du Proche-Orient à l'époque médio-assyrienne, en mesure d'infliger plusieurs défaites aux Hittites et aux Babyloniens. Son organisation reste mal connue. Elle est constituée de troupes généralement levées pour des campagnes militaires, même s'il semble qu'elle ait eu un noyau de troupes professionnelles permanentes. Il s'agit en majorité d'une infanterie, équipée de cuirasses, de boucliers, de lances et d'épées. Des textes mentionnent aussi des archers et des frondeurs. Les chars de combat, dont l'équipage comprend un conducteur et un archer, sont présents mais semblent jouer un rôle secondaire. La cavalerie montée ne semble pas employée au combat, mais pour les missions d'escorte et les courriers. Les textes indiquent la présence de sapeurs employés lors des sièges, ainsi que de corps chargés de la logistique, disposant d'ânes pour le transport des cargaisons. La hiérarchie militaire est très mal connue. Le commandement est assuré par les principaux personnages du royaume, notamment le (grand) vizir, le héraut du palais et le tartennu/général.
L'armée du début de l'époque néo-assyrienne semble fonctionner sur des bases similaires : les troupes sont levées quelques mois dans l'année pour des campagnes qui s'apparentent à des « tournées » visant à obtenir la soumission de royaumes et leur tribut, de gré ou de force, qui se répètent chaque année. Mais des changements se produisent avec l'implantation de garnisons permanentes en pays soumis, l'essor de la cavalerie et des unités spécialisées, notamment les auxiliaires intégrés à partir certaines populations vaincues, notamment des nomades. Puis à partir du milieu du VIIIe siècle av. J.-C. la professionnalisation semble s'être accélérée. La « cohorte royale » dirigée personnellement par le roi comprend les unités d'élite, les autres corps de troupes sont placés sous le commandement de magnats ou de gouverneurs provinciaux.
La base de l'armée néo-assyrienne reste l'infanterie, divisée entre des lanciers et des archers, les chars de guerre sont toujours présents et la cavalerie se développe de plus en plus, notamment pour les campagnes menées en montagne. La guerre de siège est très développée, les Assyriens utilisant des tours de siège, des béliers, des sapeurs. En revanche la marine n'est quasiment pas développée, l'Assyrie étant un empire continental ; quand elle a besoin de bateaux, elle fait appel à ses vassaux du Levant, notamment des cités phéniciennes.

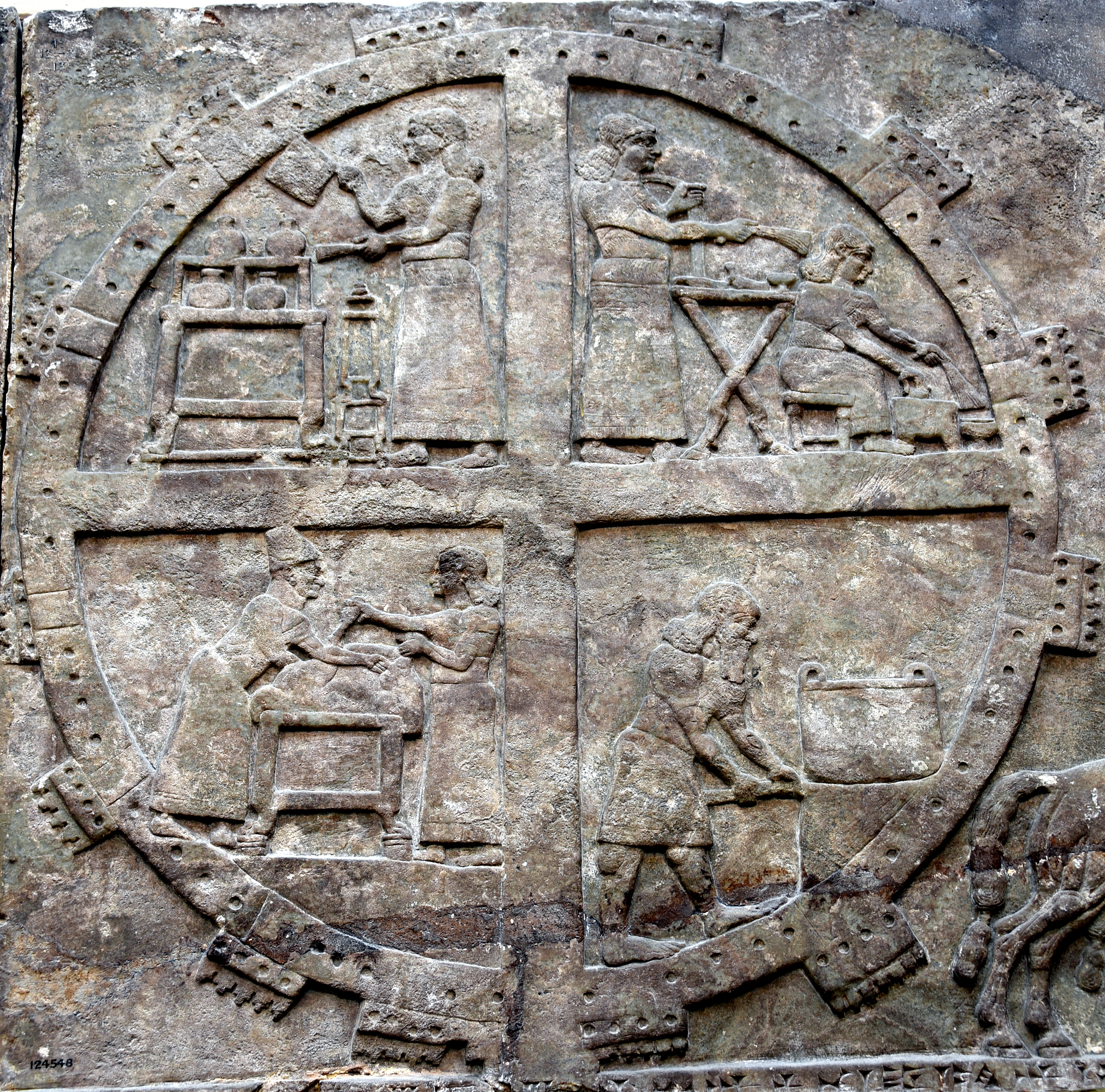
Campement assyrien. Bas-relief du palais nord-ouest de Nimroud. British Museum.
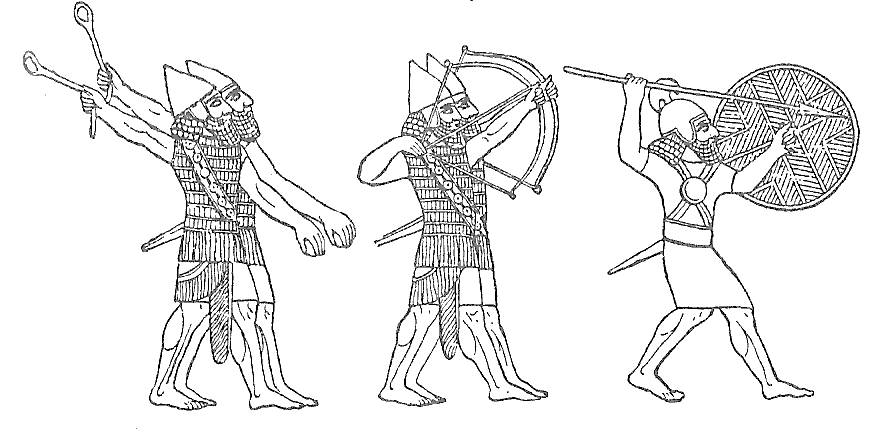
Représentations de soldats assyriens d'après les bas-reliefs des palais royaux : frondeurs, archers et lancier.
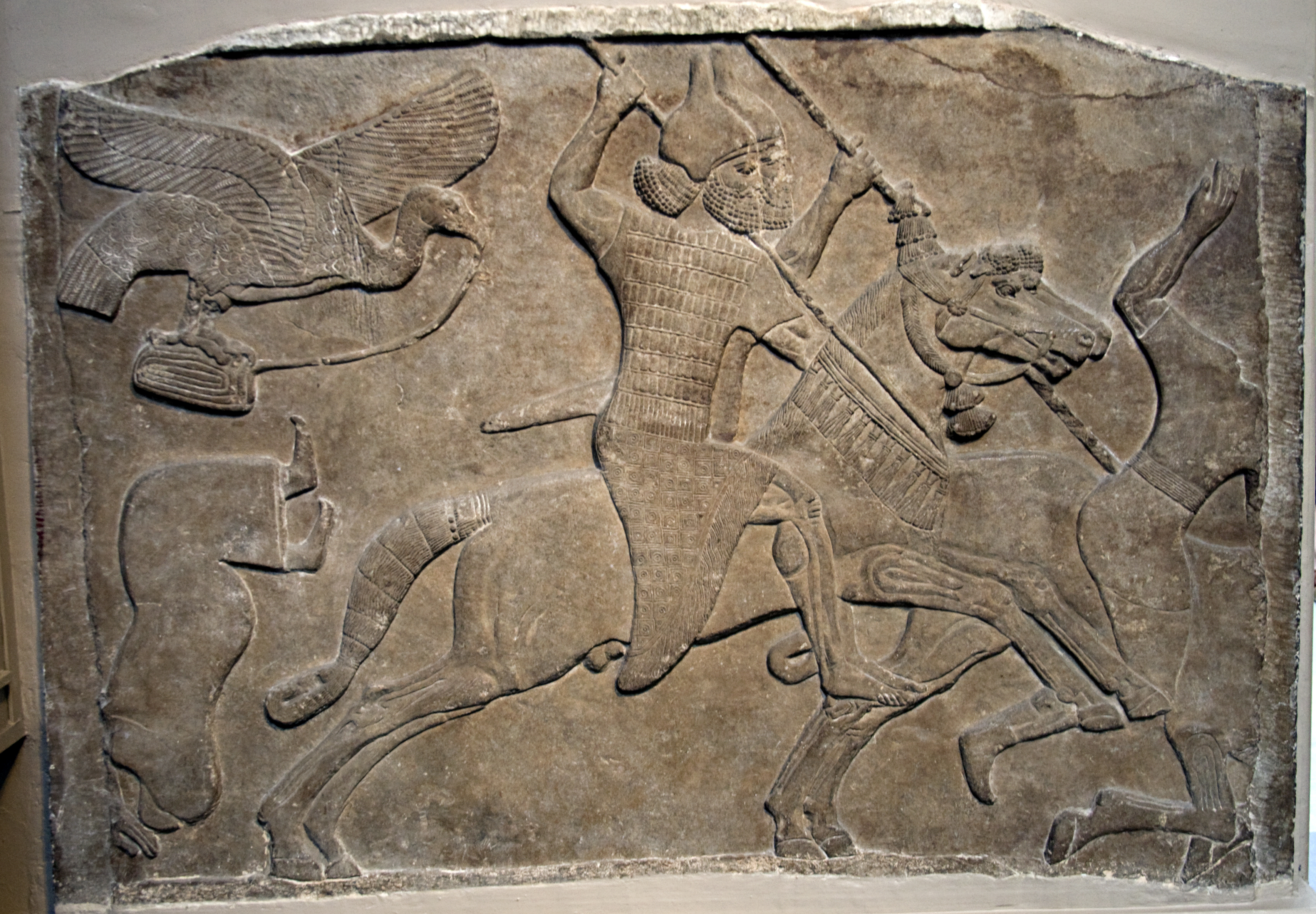
Cavaliers assyriens armés de lances, bas-relief du Palais central de Nimroud, VIIIe siècle av. J.-C. British Museum.
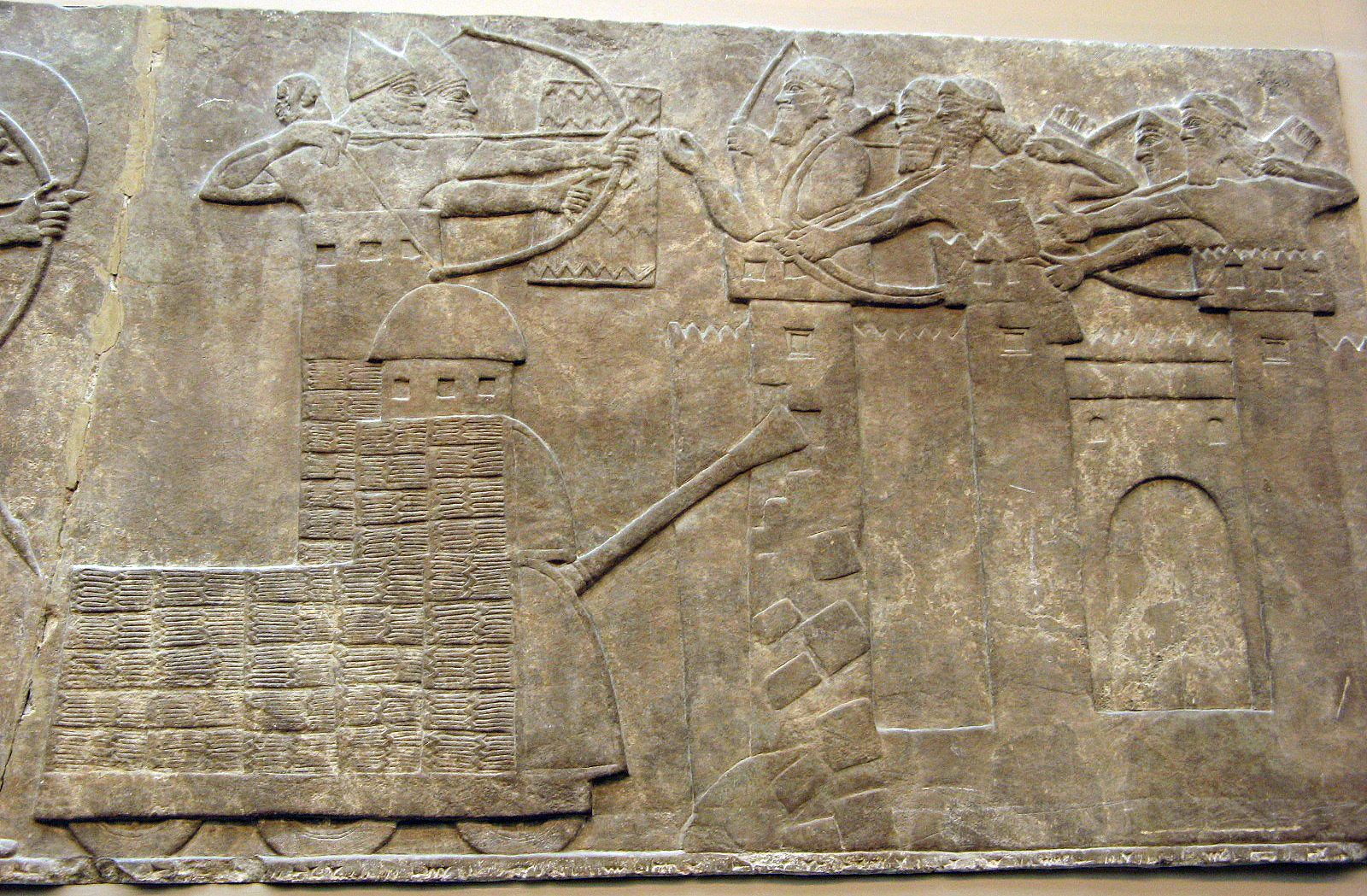
Représentation du siège d'une ville par les Assyriens, avec tour de siège et bélier, bas-relief du Palais nord-ouest de Nimroud, IXe siècle av. J.-C.

Les succès de l'armée assyrienne s'expliquent en grande partie par son organisation. Elle dispose de nombreux corps de troupe et peut conduire simultanément des conflits sur plusieurs théâtres d'opérations sans démunir la protection des autres régions. Son organisation logistique et très développée, un important personnel d'appui accompagnant ses soldats. Les Assyriens ont également organisé un réseau d'informations très poussé, reposant sur les gouverneurs, les rois vassaux, les commissaires royaux, ainsi que des sortes d'espions qui vont en territoire ennemi. Ils développent également leur technologie militaire, comme cela se voit dans l'art des sièges.

### Le contrôle des territoires soumis

#### L'organisation des provinces et des royaumes vassaux
À partir du XIVe siècle et surtout au siècle suivant, l'Assyrie devient une puissance politique qui se constitue en vaste État territorial en quelques décennies, et s'organise de façon flexible autour de provinces contrôlées de manières plus ou moins directes, de royaumes vassaux, parfois séparés par des régions peu occupées. Le système de découpage provincial est mis en place à l'époque médio-assyrienne, sans doute après l'intégration des territoires du Mittani, et suivant des principes qui perdurent par la suite : on crée des provinces (pāḫutu), administrées par des gouverneurs (bēl pāḫāti, plus tard aussi appelé šaknu). Tout ce système faisait sans doute l'objet d’une surveillance par le pouvoir central, effectuée par des « commissaires » (qēpu). Le principal dignitaire de la cour, le grand vizir, dispose durant la première partie de la période de larges prérogatives dans l'administration provinciale, puisqu'il est surnommé « roi du Hanigalbat », la partie occidentale du royaume. Au niveau local, on trouve d'autres agents royaux : les « maires » (ḫāzānu), et les « chefs de villages » (rab ālāni). Ce réseau administratif est complété par un important réseau routier, reliant les principaux centres provinciaux assyriens de Haute Mésopotamie.
Au début de l'époque néo-assyrienne se met en place un principe suivant lequel les principaux magnats de la cour disposent d'une province, ce qui leur donne un pouvoir important, certes probablement pas suffisant pour menacer le pouvoir royal et son emprise croissante. Les sources de cette époque fournissent de plus amples informations sur le fonctionnement de l'administration provinciale, notamment grâce à la correspondance des rois Tiglath-Phalazar III et Sargon II avec leurs gouverneurs, mise au jour à Ninive. Le gouverneur est à la tête de l'administration de sa province, et y exerce des fonctions variées : ils doivent en assurer la sécurité et la défense, et dirigent pour cela des troupes et plusieurs garnisons établies dans des points sensibles, fonction qui est particulièrement affirmée dans les provinces frontalières ; ils doivent lever des taxes et des hommes pour les besoins civils ou militaires de l'empire, fonctions pour lesquelles leurs relais locaux sont les maires et chefs de villages ; ils doivent également assurer le développement de ces régions, où du moins de certaines parties d'entre elles, en planifiant une mise en valeur agricole, le développement de villages, de lieux d'échanges,. Le réseau de communication a connu un important développement, en particulier de manière à faciliter la circulation des informations si cruciales à la conduite de l'empire, avec des relais disposés à des intervalles réguliers.

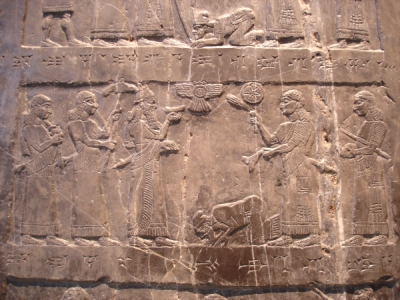
Le roi Jéhu d'Israël faisant sa soumission à Salmanazar III, détail de l'« Obélisque noir » retrouvée à Kalkhu.

À côté des provinces administrées directement par des gouverneurs assyriens, on trouvait un ensemble de royaumes vassaux. Leurs rois avaient prêté serment de fidélité au roi assyrien (māmītu à l'époque médio-assyrienne, adê à l'époque néo-assyrienne), en échange de sa « protection ». Ils devaient verser un tribut. De nombreux textes de tels traités datant de la période néo-assyrienne ont été mis au jour dans les capitales assyriennes. C'est une manière de dominer des régions de façon indirecte parce que le coût de leur conquête est jugé trop lourd, ou bien des populations nomades qui se fondraient mal dans l'appareil administratif assyrien. Les Assyriens attendaient de leurs vassaux qu'ils leur fournissent des informations sur la situation de leur royaume et de leurs voisins, qu'ils leur versent régulièrement un tribut, constitué de manière privilégiée par leurs spécialités d'intérêt stratégique (notamment des chevaux, du métal), en échange de quoi ils appuyaient leurs vassaux loyaux contre les menaces intérieures et extérieures,. Le roi assyrien place ses propres hommes dans les cours de ses vassaux, pour qu'ils orientent leur politique en sa faveur et l'informent de la situation de ces pays (et peuvent être très envahissants).
La dynamique de l'époque néo-assyrienne, en particulier à partir du règne de Tiglath-Phalazar III, consiste à convertir plus systématiquement les royaumes vassaux en provinces administrées directement. Au VIIe siècle av. J.-C., le système provincial assyrien dépasse largement son cadre traditionnel, la Haute Mésopotamie, et s'étend de la Méditerranée jusqu'à l'Iran, et les centres provinciaux y sont de plus en plus marqués par la culture assyrienne. Néanmoins jusqu'à la fin cohabitent différentes formes de domination, le principe des royaumes vassaux restant appliqué aussi bien pour les « petits » (certaines cités phéniciennes) que les « grands » (Babylone, l'Égypte), et sur ses marges la domination assyrienne s'exerce de manière discontinue, comprenant des zones moins bien administrées séparant des poches situées stratégiquement et mieux tenues.

#### Idéologie impériale et pratiques de domination
Le projet impérial assyrien semble reposer sur un sens aigu de l'ordre : dans leur idéologie impériale, le Monde doit être organisé de façon hiérarchique, les Assyriens en sont les maitres et organisateurs, conformément aux desseins des dieux, les autres peuples étant voués à être leurs sujets et à intégrer leur mise en ordre du Monde, une sorte de pax assyrica,,.
La domination assyrienne s'appuie principalement sur ses troupes, qui à l'époque néo-assyrienne constituent une machine de guerre à peu près invincible. Mais la victoire seule ne suffit pas aux yeux des Assyriens, qui accompagnent leurs succès militaires de diverses pratiques vissant à châtier ceux qui s'étaient opposés à leur domination et à les dissuader de refaire de même à l'avenir. C'est une véritable politique de terreur qui repose sur des pillages, des destructions, des exécutions et mutilations infamantes et exemplaires, quand il ne s'agit pas de massacres, et dans certains cas des régions ressortent durablement ravagées. En plus de cela, les Assyriens ont la particularité d'avoir intégré ses actes à leur propagande, aussi bien dans les textes que les images, ce qui a contribué à leur réputation sinistre, rapportée notamment par les passages de la Bible hébraïque,.
Les ponctions et réorganisations des territoires vaincus sont également importants. Les pillages et tribus servent à enrichir le pouvoir assyrien et en particulier ses capitales, les rois insistant sur le fait qu'ils les érigent avec toutes les ressources de l'empire, matérielles comme humaines. Les proches du roi prennent les principaux postes provinciaux, qui servent en grande partie à capter les ressources des pays dominés, et avec eux ils s'enrichissent aussi et se constituent d'importants domaines dans différentes régions. L'empire néo-assyrien peut donc apparaître comme un vaste système de collecte de tributs et de répartition de richesses au sein de son élite,.
L'autre aspect par lequel la domination assyrienne a profondément marqué les pays soumis est sa politique de déportation. C'est certes une pratique répandue depuis longtemps au Proche-Orient, pratiquée à l'époque médio-assyrienne, mais elle prend avec l'expansion néo-assyrienne des proportions considérables : des dizaines de milliers de personnes peuvent être déplacées d'un coup, parfois d'un bout à l'autre de l'empire, et des mouvements complexes sont organisés par le pouvoir impérial de manière à remplacer les populations chassées par d'autres venues d'ailleurs qui ont subi de le même sort. C'est une manière de punir les pays révoltés et d'affaiblir les résistances, c'est aussi un procédé très employé pour peupler les capitales et campagnes assyriennes, qui captent la majorité des flux de déplacés. Mais cela participe aussi des projets de mise en ordre de l'empire, de réorganisation et de remise en valeur des pays dominés, voire de constituer un « nouvel homme » assyrien, les discours assyriens insistant aussi sur le fait qu'il s'agissait d'une opportunité pour les déportés, qui recevaient des terres et la protection des autorités assyriennes. En tout cas, ces déportations ont profondément bouleversé le paysage ethnique du Moyen-Orient, contribuant fortement à diffuser la langue araméenne,.
Certaines études ont cherché à tempérer l'image négative de la domination assyrienne, en mettant en avant le fait qu'une sorte de « pax assyriaca » s'est effectivement mise en place après la phase de grandes conquêtes et de destructions, accompagnant une meilleure mise en valeur des provinces conquises et l'essor des échanges à longue distance, stimulant alors le développement de l'économie de certaines régions. Cela se ferait en partie de façon volontaire, ce qui trouve là encore un écho dans la rhétorique impériale sur la mise en ordre du monde. L'Assyrie même s'ouvre aux influences extérieures, visibles dans l'art ou l'architecture. De plus, on remarque qu'elle incorpore dans l'administration centrale un nombre croissant d'éléments non-assyriens, avant tout araméens : les transferts culturels se font donc dans plusieurs sens.
L'empire assyrien pose donc les bases des constructions impériales postérieures, pluri-ethniques, pluri-culturelles, avec des relations centre-périphérie qui ne sont pas à sens unique. Il est une « matrice » pour les constructions impériales postérieures,.

## Fin et survivances

### La chute de l'empire assyrien
L'événement déclencheur de la chute de l'Assyrie est pourtant interne, et c'est sans doute là le facteur le plus important. À la mort d'Assurbanipal en 627 (peut-être dès 630), son fils Assur-etil-ilâni règne sur l'empire. Il disparaît rapidement, dans des circonstances indéterminées. Sa succession met aux prises son frère Sîn-shar-ishkun (625-612), sans doute roi de Babylone (comme Shamash-shum-ukin avant lui), et Sîn-shum-limur, chef des eunuques, qui est défait. Ce conflit a profité en Babylonie à Nabopolassar, gouverneur du Pays de la Mer, qui réussit à monter sur le trône de Babylone. Quand le dernier roi assyrien décide de rétablir la situation en Babylonie vers 620, il ne peut vaincre le Babylonien, qui le repousse avant de l'attaquer en Assyrie. En 616, un nouvel intervenant apparaît en la personne de Cyaxare, roi des Mèdes, qui s'allie au maître de Babylone contre l'Assyrie. Cette coalition scelle le destin de cette dernière. Assur tombe en 614, puis Ninive en 612, et Sîn-shar-ishkun disparaît. Un militaire assyrien du nom de Assur-uballit II tente de résister, et se réfugie à Harran, d'où il espère combattre les Mèdes et les Babyloniens avec l'aide de l'Égypte. Mais son règne est de courte durée puisqu'il est vaincu en 609,,.

### L'Assyrie après l'empire
Après la chute de l'empire assyrien, la Haute Mésopotamie ne connaît pas de reprise et cesse d'être le foyer d'un royaume puissant : c'est donc l'effondrement de tout un « système » politique et social lié à l'impérialisme assyrien qui se produit. L’État assyrien disparu, avec la plupart de ses institutions et élites sociales, laisse la place à une société moins hiérarchisée, lettrée et urbanisée qu'auparavant. De ce fait, très peu de sources documentent les trois siècles suivant la chute de l'empire assyrien : cette période est un « âge obscur » pour cette région, comme cela se constate souvent après la chute d'une entité politique antique. Ce phénomène semble partagé par d'autres régions voisines qui ont elles aussi vu leurs structures politiques et sociales bouleversées (Urartu, Syrie et Palestine intérieures).
C'est donc une nouvelle situation politique, économique et démographique qui se met en place pour plusieurs siècles. Le pays devient majoritairement rural, les grandes villes assyriennes ne survivant pas à la fin de l'empire qui avait fait leur croissance, souvent de façon très volontariste. Après les destructions de la fin du VIIe siècle, on ne trouve que quelques traces de réoccupations de parties des anciennes acropoles des capitales assyriennes. Il est possible que le nomadisme prenne alors une place plus importante. La culture matérielle de la période, notamment la céramique, n'ayant pas été bien identifiée et différenciée de celle de la période précédente, les prospections archéologiques sont difficilement mobilisables pour connaître l'évolution du peuplement rural aux VIe – Ve siècles.
Il est probable que les Mèdes et les Babyloniens se sont partagé la Haute Mésopotamie mais on n'y trouve que très peu de traces attestant d'une tentative de contrôle d'un des deux sur cette région. La maigre documentation textuelle pour cette période indique que ce sont les Babyloniens qui ont récupéré la domination de la Haute Mésopotamie : une poignée de tablettes de Tell Sheikh Hamad date du règne de Nabuchodonosor II, un gouverneur babylonien est présent à Guzana (Tell Halaf), les archives du temple du dieu Shamash à Sippar semblent indiquer que celui-ci disposait de terres dans la région du Khabur, aux côtés d'autres temples de Babylonie (ceux de Marduk à Babylone et de Nabû à Borsippa), qui pourraient être issus de distributions de terres par le pouvoir royal après la conquête de la région dans le but d'y asseoir son contrôle. Le dernier roi babylonien, Nabonide, fils d'une Araméenne qui est née en Haute Mésopotamie à Harran à la fin du règne d'Assurbanipal, s'assure la domination de cette cité et y restaure le grand temple du dieu-lune Sîn, dont il est un fervent dévot, comme on l'apprend par deux inscriptions trouvées sur place.
Après 539, l'empire babylonien est vaincu et incorporé dans l'Empire perse achéménide de Cyrus II, et l'Assyrie (en perse Aθurā) passe sous le contrôle de cet empire. Cette région est un peu mieux attestée dans les sources de cette époque,,. Dans une inscription datant de la guerre de succession perse de 520, Darius Ier dit avoir fait exécuter un usurpateur à Arbèles « en Médie », mais l'interprétation de ce passage est discutée. Les Assyriens apparaissent dans les représentations et listes de peuples tributaires retrouvées en Perse, et les tablettes de Persépolis nous apprennent que des travailleurs assyriens sont présents dans cette région. Le témoignage contenu dans l'Anabase du grec Xénophon qui traverse l'Assyrie au cours de la retraite des Dix Mille vers 400, rapporte la présence de quelques villes encore habitées dans la région, comme une Kanai qui est probablement Assur, et les ruines de Ninive et Kalkhu sont encore frappantes même si elles sont désertées. Le cœur de l'ancienne Assyrie est donc un pays à dominante rurale. La seule ville importante pour l'Empire achéménide qui s'y trouve est Arbelès (Erbil), siège du gouverneur provincial, qui est un nœud de communication majeur d'où partent des routes cruciales vers Suse et Sardes. La feuille de route de Nehtihor, intendant du satrape d'Égypte Arsamès à la fin du Ve siècle, indique que les relais de poste des anciennes routes stratégiques assyriennes sont toujours en usage, incorporés dans le système de la voie royale perse.

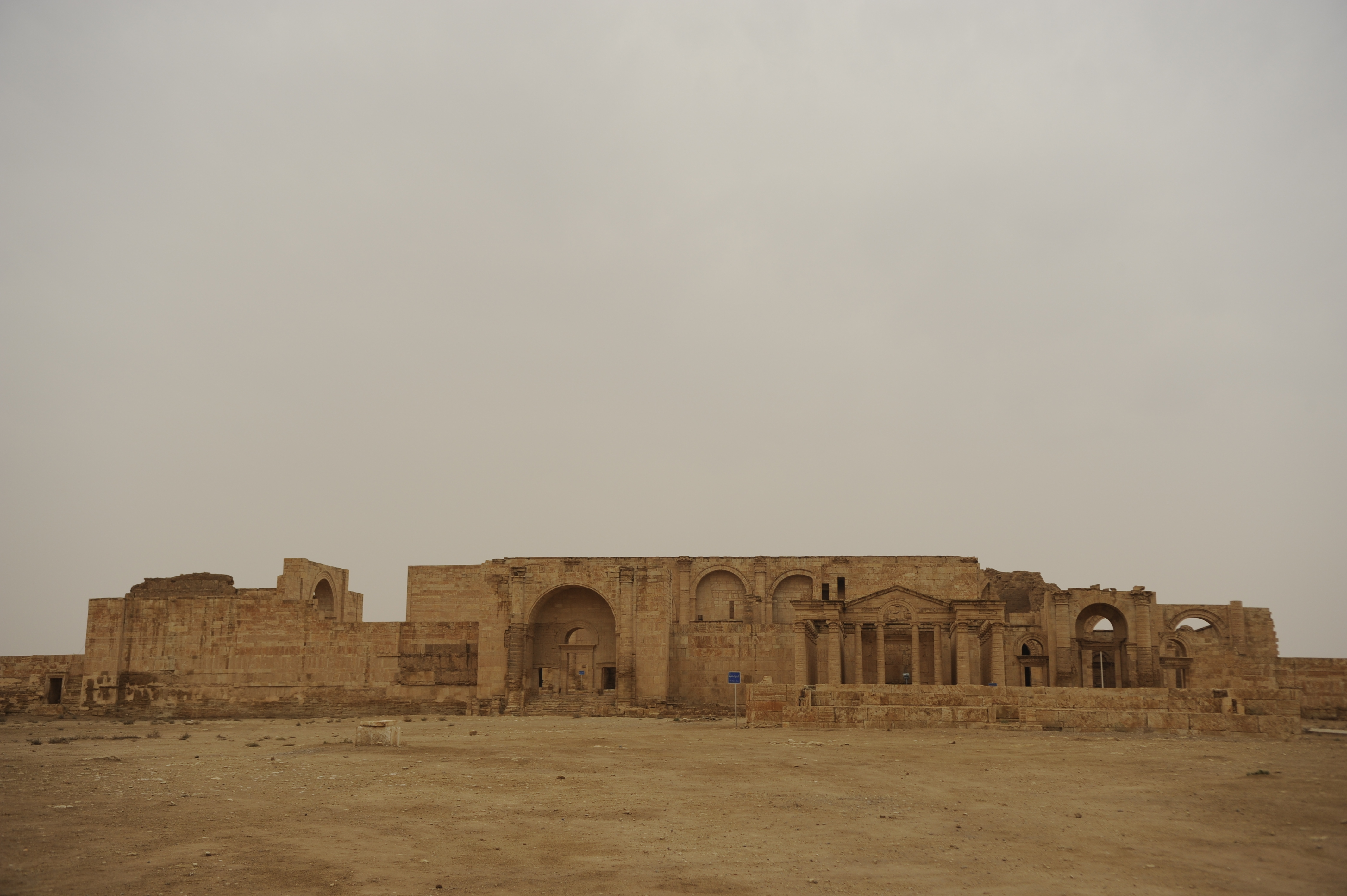
Le groupe monumental de l'enceinte sacrée de Hatra, II ap. J.-C.

C'est en Assyrie qu'a lieu la bataille de Gaugamèles (sans doute dans la plaine de Ninive), remportée par le Macédonien Alexandre le Grand contre l'armée perse en 331, et qui marque la fin définitive de l'Empire achéménide. La période hellénistique, durant laquelle les Séleucides dominent la Mésopotamie, ne voit pas de modifications majeures survenir en Haute Mésopotamie, à moins qu'il ne faille dater du règne de Séleucos Ier le moment où Ninive devient cité grecque. Quelques localités de la région commencent en tout cas à s'helléniser légèrementet ce processus se poursuit sous la domination des Parthes qui s'établissent à partir de la seconde moitié du IIe siècle. Les anciennes cités assyriennes connaissent alors un renouveau, redeviennent prospères, accueillent une administration : cela concerne Assur, Ninive et Arbelès. C'est dans cette dernière que s'installe une dynastie locale, dirigeant le royaume d'Adiabène, première puissance politique à émerger dans la région depuis la chute du royaume assyrien. Mais elle reste vassale des Parthes, avant que l'Empire romain ne vienne la leur disputer. Les Romains réussissent à y établir une province éphémère sous le règne de Trajan en 115 ap. J.-C., qui prend le nom d'Assyrie, et y constituent une frontière fortifiée (limes). Par la suite, l'Adiabène reste tiraillée entre Romains et Parthes, auxquels s'ajoutent les Arméniens. Plus à l'ouest, un autre royaume émerge en basse Djézireh, à Hatra à partir de 100 ap. J.-C., dirigé par des princes arabes, d'abord vassaux des Parthes, puis alliés aux Romains avant leur destruction sous les coups des Perses sassanides.
Dans les décennies suivantes, l'Empire parthe décline et est remplacé par celui des Perses Sassanides, qui deviennent les nouveaux rivaux des Romains en Haute Mésopotamie. À cette période, les Assyriens sont des locuteurs d'une langue araméenne, même si certaines de leurs élites sont hellénisées, et l'antique religion continue à être pratiquée, comme on le voit dans le fait que les populations d'Assur et Hatra continuent de vénérer Assur, Nergal, Ishtar, Nanaya et d'autres divinités du panthéon mésopotamien antique.

### Des Assyriens antiques aux Assyriens modernes
Mais la christianisation fait reculer ces pratiques, qui disparaissent sans doute durant l'Antiquité tardive, période à laquelle on peut considérer que la page de l'histoire ancienne du peuple assyrien est définitivement tournée. Le terme « Assyrien », en araméen ʾāthorāyā, n'est quasiment plus utilisé en Syrie et Haute Mésopotamie pour désigner une population à l'époque pré-moderne, puisqu'il sert surtout à désigner les Assyriens antiques, et dans une moindre mesure les habitants de la région de Mossoul. Les Chrétiens syriaques se désignent plus couramment par les termes « Araméen », ʾārāmāyā, et « Syrien », suryāyā. Le terme « Assyrien » ne commence à servir à désigner les Chrétiens originaires des territoires correspondant à l'ancienne Assyrie qu'à compter du milieu du XIXe siècle, d'abord chez des auteurs et missionnaires anglais. Puis il est adopté par les populations concernées qui se désignent dès lors principalement par le terme « Assyrien », ʾāthorāyā, et développent une identité nationale « assyrienne ».

## La civilisation assyrienne
L'Assyrie fait partie de la civilisation mésopotamienne antique, dont elle occupe la partie septentrionale, et qu'elle domine dans sa totalité durant les derniers temps de l'époque néo-assyrienne. On y retrouve donc les traits caractéristiques de cette civilisation : une base agricole régie par des structures agraires inégalitaires, l'importance des villes et de la société urbaine, l'usage de l'écriture cunéiforme écrite dans un dialecte de l'akkadien, une religion polythéiste mais dominée par la divinité tutélaire du royaume, le dieu Assur, qui se déroule essentiellement dans des lieux de culte urbains sous le patronage des souverains, et dont les prêtres sont les principaux savants, disposant de bibliothèques répertoriant une grande partie des savoirs de l'ancienne Mésopotamie. La culture assyrienne présente pourtant des spécificités, dues notamment aux héritages des traditions de Haute Mésopotamie qui sont distinctes de celle de la Basse Mésopotamie malgré l'influence prépondérante de cette dernière à toutes les périodes, tandis qu'on remarque des emprunts croissants aux peuples soumis par le royaume assyrien. Rien ne reflète mieux cette particularité que l'art néo-assyrien, illustration de la puissance du royaume, des influences extérieures qu'il assimile, mais aussi de sa capacité d'innovation.

### Les campagnes assyriennes

#### Paysages et aménagements agricoles

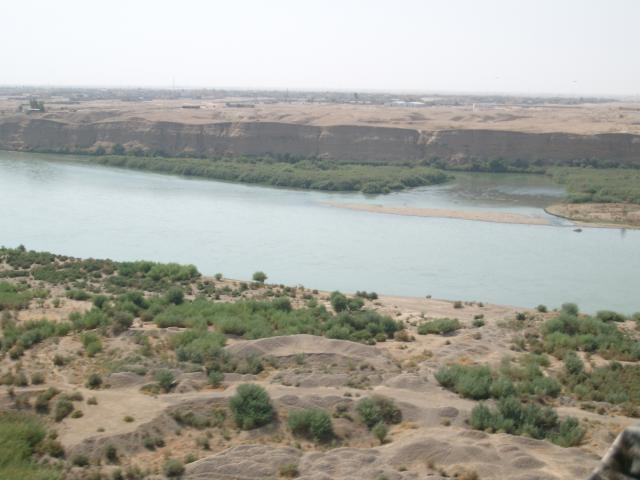
Le Tigre dans la région de Mossoul de nos jours.

Les ensembles régionaux de l'agriculture mésopotamienne antique.

La Haute Mésopotamie est une région de plateaux incisés par quelques cours d'eau. Les sols, bruns ou rouges, sont potentiellement bien fertiles, mais il faut pour cela que l'eau soit disponible, et c'est cette question qui est cruciale pour comprendre les enjeux de l'agriculture dans la région. Celle-ci est en effet située entre les zones d'agriculture sèche, où les précipitations sont suffisantes pour que l'irrigation ne soit pas nécessaire pour faire pousser des céréales, et les zones où l'irrigation est nécessaire. Il faut en gros plus de 250 millimètres de précipitations par an pour pouvoir espérer faire pousser de l'orge, un peu plus pour du blé. La zone de transition entre les deux espaces est en fait fluctuante selon les années, ce qui fait que l'agriculture est soumise à de nombreux aléas dans une bonne partie de la frange méridionale de la Haute Mésopotamie, notamment la région appelée basse Djézireh, entre Tigre et Euphrate, où les pluies ne surviennent qu'en hiver, la sécheresse empêchant la culture non irriguée le reste de l'année et réduisant la plaine à l'état de steppe. Le cœur de l'Assyrie et les plateaux du nord de la Haute Mésopotamie, dans la région appelée haute Djézireh, peuvent pratiquer l'agriculture sèche avec sécurité, même si l'irrigation peut servir de complément pour augmenter les rendements. Les pluies sont surtout concentrées en hiver là aussi. Hormis les deux grands fleuves que sont le Tigre et l'Euphrate, aux régimes capricieux, il y a très peu de cours d'eau pérennes permettant une irrigation toute l'année : les deux Zab, le Khabur, alors que le Balikh est à sec en été. Les zones montagneuses qui bordent ces régions sont plus froides et humides en hiver, mais sèches en été ; on y trouve du bois d'œuvre tiré de conifères comme les cèdres ou les pins qui y poussent.
Les conditions climatiques ont du reste fluctué durant l'Antiquité : on considère généralement que la période 1200-900 av. J.-C. est marquée par un climat plus sec, mais il se pourrait que les siècles antérieurs (donc toute période médio-assyrienne) aient aussi été concernés par des conditions similaires (certes moins prononcées) rendant l'agriculture plus difficile ; en revanche la période 900-750 semble caractérisée par un climat plus humide permettant la mise en culture de plus de terres, expliquant l'essor agricole néo-assyrien. À partir de 700 la situation semble s'inverser, avec plus d'épisodes arides durant le VIIe siècle av. J.-C., ce qui pourrait avoir participé au déclin de l'empire ; mais c'est discuté.
Les campagnes assyriennes font l'objet de plusieurs opérations de mise en valeur d'échelle régionale initiées par le pouvoir royal, qui accompagnent la fondation de capitales impériales ou provinciales, avec la constitution de réseaux de canaux de grande ampleur et la fondation de villages peuplés par des populations déplacées. Ainsi à l'époque médio-assyrienne, à partir du règne de Salmanazar Ier (1275-1245), on implante de nouveaux établissements ruraux aux côtés de nouveaux centres administratifs dans la Djézireh, et on crée de nouveaux canaux d'irrigation comme autour de Tell Sheikh Hamad. Quand cette région est reconquise par les rois néo-assyriens à partir du IXe siècle, des opérations similaires s'y produisent, avec la déportation et l'établissement de colons agricoles. Les souverains font également réaliser des canaux d'irrigation pour tenter de cultiver de nouvelles terres ou d'en rendre plus productives autour des grandes capitales qu'ils construisent en Assyrie même, dans le but d'assurer leur approvisionnement. Le système réalisé autour de Ninive au temps de Sennachérib en est l'illustration la plus remarquable.
Le peuplement des campagnes de la Haute Mésopotamie connaît des changements importants entre le IIe et le Ier millénaire, décelables dans les résultats des prospections archéologiques effectuées dans plusieurs zones, et qui sont sans doute dus en partie à l'action volontariste des souverains néo-assyriens. Durant l'Âge du Bronze récent, qui prend fin avec la fin de la période médio-assyrienne dans la région, le peuplement rural est dominé par un habitat nucléaire construit sur des tells dominant les zones de culture, ce qui correspond au peuplement traditionnel de la Haute Mésopotamie depuis plusieurs siècles. Un changement se produit au début de l'Âge du Fer, dans les premiers siècles du Ier millénaire, surtout aux VIIIe et VIIe siècles. La plupart des tells déclinent et le peuplement se disperse en plusieurs petits villages ou hameaux situés sur les collines ou dans les basses vallées, qui sont sans doute les établissements ruraux que les textes nomment kapru. De petites villes ou bourgades (ālu) peuvent également servir de centres de peuplement en milieu rural. Une dernière forme d'habitat des campagnes assyriennes est l'habitat fortifié pouvant servir de centre d'une grande exploitation, comme c'est le cas pour les lieux appelés dunnu à l'époque médio-assyrienne connus notamment par les archives de Tell Sabi Abyad, où a été dégagé un groupe de bâtiments d'une soixantaine de mètres carrés entouré d'une muraille et intégrant une tour, qui couronne le tell et domine donc la campagne environnante. Ce type d'établissement servait de centre économique et administratif mais aussi d'avant-poste militaire.
Le paysage des campagnes assyriennes est donc marqué par divers types d'habitats hiérarchisés, les canaux d'irrigation là où on en a construit, auxquels on peut ajouter des constructions d'exploitation comme des enclos pour parquer quelques têtes de bétail, des aires de battage, des citernes. Les zones cultivées des fonds de vallées sont constituées de champs céréaliers qui dominent largement, mais aussi de vignes, de jardins, tous de taille généralement réduite, et opposés à la steppe (madbaru à l'époque néo-assyrienne) qui sert pour faire paître les troupeaux d'ovins et de caprins. Du fait des aléas climatiques, mais aussi socio-économiques, la taille de l'espace cultivé et celle de l'espace de steppe varient selon les années.

#### Productions agricoles

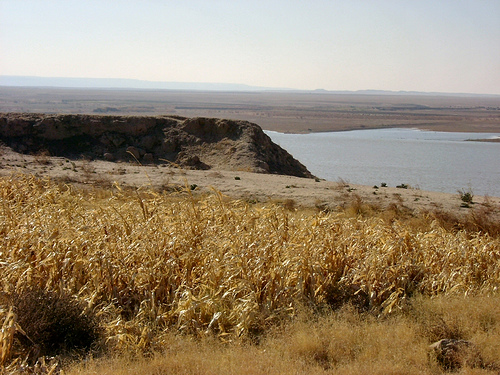
Champ de céréales près de l'Euphrate dans l'ouest de l'Irak de nos jours.

La base de la production agricole est la culture céréalière, essentiellement celle de l'orge (sumérien ŠE, akkadien še'u(m)), qui nécessite le moins d'eau pour arriver à maturité. Elle est cultivée en jachère biennale. Les outils agricoles utilisés pour travailler les champs céréaliers sont ceux qui sont employés depuis plusieurs siècles en Mésopotamie : l'araire à semoir (epinnu) tirée par des bœufs, la houe et la faucille. Les rendements des champs céréaliers de la Haute Mésopotamie ont pu être estimés à partir des données de tablettes médio-assyriennes, donc une période qui semble avoir été marquée par un climat plus aride donc des rendements agricoles sans doute globalement faibles Ils proviennent de divers sites de la Djézireh, qui nous montrent des situations très contrastées selon la région où l'on se trouve, l'appoint de l'irrigation, la qualité des terres. À Nemad-Ishtar, en zone d'agriculture sèche, on trouve des rendements de 1/9 à 1/7,3, tandis qu'en région d'agriculture irriguée à Tell Sabi Abyad le rendement moyen semble être de 1/7,35 et à Dur-Katlimmu de 1/3 (mais on remarque des variations de 1/1 à 1/9 selon les champs),.
Les cultures arbustives sont également attestées, notamment à la période néo-assyrienne. Dans le Recensement de Harran, on trouve des vignobles de taille importante, comportant entre 4 500 et 29 000 pieds de vigne,. Il s'agit manifestement d'une culture spéculative aux mains de nobles, en plein essor à cette période en Haute Mésopotamie occidentale, notamment autour du Djebel Sinjar. Le vin est un produit de luxe, très prisé dans les capitales assyriennes où il fait partie des produits distribués aux dignitaires par le palais royal, et aussi en Babylonie où on en importe encore depuis la Haute Mésopotamie au VIe siècle. Le Recensement de Harran mentionne aussi la présence de vergers. Les agriculteurs pouvaient cultiver à côté de cela une grande variété de plantes dans des potagers, mais en quantité faible : cresson, sésame, divers légumes secs, des oignons, des épices (coriandre, cumin, etc.), sont ainsi attestés dans les textes de Tell Sabi Abyad.
Les animaux élevés sont essentiellement des moutons et des chèvres, aux côtés desquels on trouvait des bovins, des ânes, ainsi que de la volaille et parfois des cochons. Les tribus nomades de Haute Mésopotamie étaient spécialisées dans l'élevage de moutons et de chèvres. L'époque néo-assyrienne voit l'introduction en Assyrie du dromadaire depuis l'Arabie, ce qui permet l'ouverture de routes à travers les espaces désertiques.
Finalement, l'agriculture de l'Assyrie est plus extensive et donc moins productive que celle de Basse Mésopotamie, malgré une possible augmentation de la production au cours de la période néo-assyrienne, essentiellement par l'extension des terres et de l'irrigation. Mais à cette vision optimiste de l'évolution des campagnes assyriennes peut être opposée une lecture plus pessimiste, mettant en avant les faiblesses structurelles de la paysannerie, liées essentiellement à sa vulnérabilité, à l'endettement, accentués au cours du temps par la croissance des prélèvements, voire les déportations et mobilisations militaires, et durant les derniers temps du royaume le développement de grandes villes consommatrices dont la demande croissante a pu constituer une pression trop importante pour les campagnes voisines. Quoi qu'il en soit, ce système s'arrête à la chute du royaume assyrien, qui prive les campagnes du Nord mésopotamien de la politique volontariste d'extension des terres agricoles mise en place par les rois. Quand il traverse la région vers 400, Xénophon est face à une zone de peuplement rural clairsemé.

### Les villes assyriennes

#### Évolution de l'urbanisation

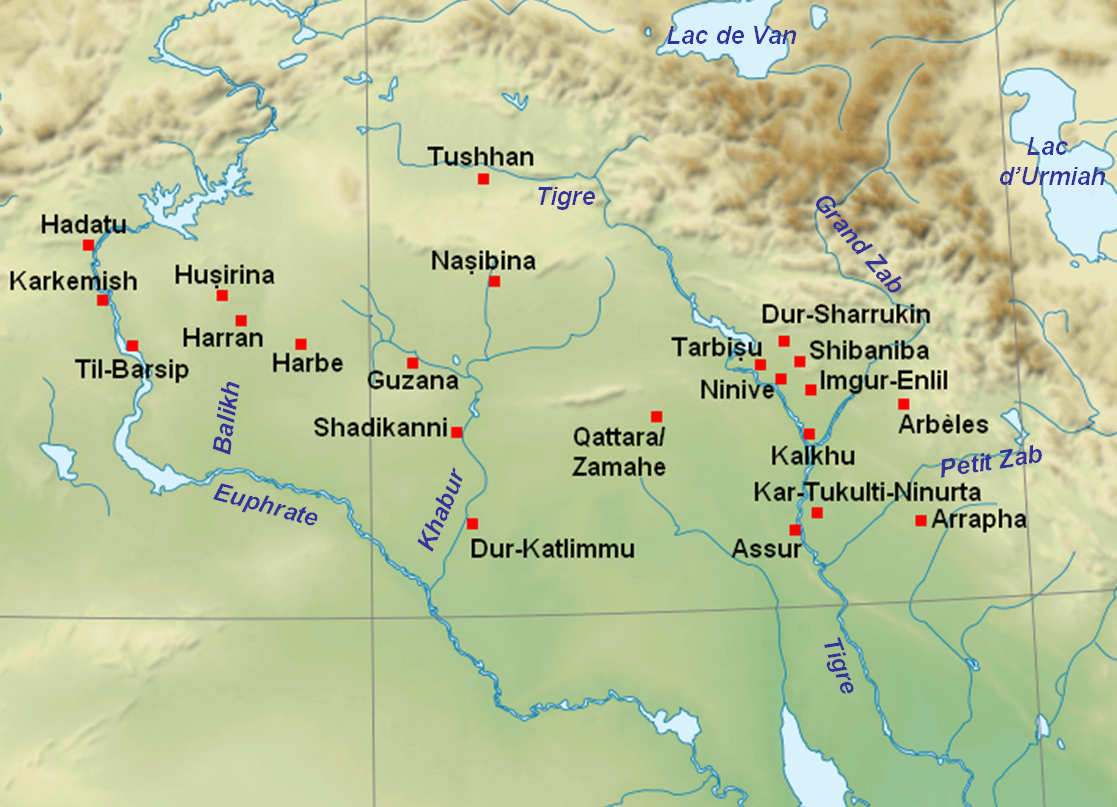
Localisation des principales villes assyriennes.

Le royaume assyrien se développe à partir du XIVe siècle en reprenant l'armature urbaine développée dans les périodes précédentes en Haute Mésopotamie. Plusieurs cités déjà existantes deviennent des centres administratifs, comme Ninive, Shibaniba (Tell Billa), Qattara (Tell Rimah), Dur-Katlimmu (Tell Sheikh Hamad), Harbe (Tell Chuera) et d'autres. Le très ancien site de Tell Brak, occupé un temps au début de la période médio-assyrienne, est abandonné peu après. Cette première phase peut avoir modifié le réseau urbain, mais pas son organisation générale, hiérarchisée entre centres administratifs, bourgades et villages. La capitale de l'Assyrie reste Assur durant la majeure partie de cette période. L'innovation la plus marquante est la ville neuve que crée sur un sol vierge Tukulti-Ninurta Ier (1233-1197) pour en faire sa capitale, et qu'il nomme Kar-Tukulti-Ninurta (« Fort Tukulti-Ninurta »). Cette tentative ne dépasse pas la durée de son règne, mais crée un précédent qui inspire peut-être les créations urbaines de la période néo-assyrienne.
La crise dans laquelle s'enfonce le royaume assyrien à la fin du IIe millénaire modifie les structures de l'habitat de la Haute Mésopotamie, et de nombreuses anciennes villes connaissent un déclin prononcé voire des abandons. Les Araméens fondent des principautés à partir de certains sites de la Djézireh comme Guzana (Tell Halaf). La phase de reconquête assyrienne qui débute en 911 amène l'établissement de nouveaux centres administratifs, dans plusieurs cas sur d'anciens sites comme Zamahe (le nouveau nom de Tell Rimah) ou Dur-Katlimmu. Les Assyriens y érigèrent plusieurs palais et contribuèrent sans doute au développement de certains sites, comme on le voit à Til Barsip (Tell Ahmar) ou Hadatu (Arslan Tash), et comme on peut le supposer pour le centre religieux et commercial de Harran qui prend une importance croissante durant la dernière phase du royaume. Ces centres de pouvoir assyrien connaissent alors un essor marqué, comme Dur-Katlimmu qui atteint les 60 hectares, voient l'installation d'un gouverneur, qui siège dans un palais, et d'autres représentants du pouvoir assyrien, qui s'installent dans des résidences cossues construites suivant un style assyrien.
Le phénomène le plus marquant de l'urbanisation de la Haute Mésopotamie durant la période néo-assyrienne est la création des nouvelles capitales par plusieurs souverains dans le cœur du pays assyrien. Assurnasirpal II (883-859) transfère la capitale d'Assur à Kalkhu (Nimrud), située plus au nord, une ancienne ville secondaire qui est totalement refondue, mesurant environ 350 hectares et peuplée d'au moins 63 000 résidents. Vers 714, Sargon II déplace à son tour la capitale dans une ville créée ex nihilo, Dur-Sharrukîn (Khorsabad). Celle-ci n'a pas le temps de s'installer à ce rang car le souverain suivant, Sennachérib, transfère la capitale dans la vieille ville de Ninive, qui est totalement refondée, et dont la taille passe de 150 à 750 hectares. On est donc en présence d'un phénomène sans précédent dans l'histoire mésopotamienne, à savoir les créations successives de plusieurs capitales, dont une à partir de rien, mais impliquant à chaque fois une planification de l'espace urbain, l'implantation d'une population très nombreuse (on estime à au moins 75 000 personnes la population de Ninive contre 15 000 avant les travaux) souvent amenée là par la force. Les villes secondaires du cœur de l'Assyrie sont également concernées par ces grands réaménagements, comme l'ont montré les fouilles de Qasr Shemamok, l'antique Kilizu, ville d'environ 70 hectares restructurée sous Sennachérib.
Ces programmes de construction et l'apparition de villes d'une taille sans précédent dans une région jusqu'alors peu urbanisée ont bouleversé l'équilibre de celle-ci : il fallait nourrir les résidents de ces cités qui ne produisaient pas eux-mêmes leur nourriture, ce qui a créé une demande croissante pour des campagnes voisines dont on a cherché à augmenter la productivité. Il est possible que ces villes aient été hypertrophiées par rapport au pays dans lequel elles se trouvent, et aient créé un déséquilibre contribuant à affaiblir les campagnes voisines du fait de la croissance des prélèvements nécessaires pour nourrir leur population croissante.
La chute de l'empire assyrien met fin à ce réseau urbain, ce qui peut être dû à des massacres et déportations succédant à la période des guerres qui conduisent à cette fin, et/ou bien aux conséquences de la chute de l'empire qui ne permet plus le maintien de telles agglomérations. Les centres urbains connus pour les siècles suivant la fin de l'empire sont très peu nombreux, même à l'échelle de toute la Haute Mésopotamie : en Assyrie même, on ne trouve guère dans les textes que des mentions certaines (mais rares) d'Assur et surtout d'Arbèles qui devient le principal centre administratif, mais excentré par rapport à l'ancien cœur du royaume assyrien. L'urbanisation ne reprend avec certitude qu'à partir du Ier siècle av. J.-C., sous la domination des Parthes, avant le développement de nouveaux centres comme Hatra et le nouvel essor d'Assur. Dans la Djézireh, les principaux centres urbains connus pour la période post-assyrienne sont, dans la région du Khabur, Harran et Nisibe, auxquelles on peut ajouter Thapsaque sur le Moyen-Euphrate syrien.

#### L'urbanisme assyrien
L'urbanisme assyrien est difficile à étudier étant donné la longue histoire des villes de la région, et du fait de la complexité des stratigraphies. Les fouilles se sont essentiellement concentrées sur les quartiers centraux des grandes capitales, et quasiment pas sur les espaces résidentiels. Depuis quelques années cependant, les fouilles de la Haute Mésopotamie syrienne apportent de nouveaux éléments à la connaissance des villes du royaume assyrien, même si là encore la documentation concerne surtout des bâtiments administratifs.
Traditionnellement, l'habitat urbain de la Haute Mésopotamie, Assyrie incluse, est organisé autour d'une ville haute située sur un tell dominant une extension plus récente, la ville basse. Chacune de ces deux parties est généralement entourée par une muraille. La ville d'Assur répond à ce modèle : le centre politique et religieux est bâti sur un promontoire rocheux dominant le Tigre, et est appelé libbi āli, littéralement « le cœur de la ville », tandis que l'espace à dominante résidentielle se situe en contrebas au sud du centre ancien, mais les deux ne sont pas séparés par une muraille, même s'il existe une séparation intra-urbaine isolant la « Ville neuve » plus récente. Ninive et Kalkhu suivent également cette organisation. Probablement à partir de l'exemple d'Assur, la ville nouvelle de Kar-Tukulti-Ninurta, reprend le schéma d'une division entre un centre politico-religieux à l'écart du reste de la ville, mais cette fois-ci la limite entre les deux est matérialisée par un mur. Il n'y a pas de distinction topographique entre les deux puisque la ville est édifiée sur un terrain plat. Les nouvelles capitales néo-assyriennes, Kalkhu, Dur-Sharrukin et Ninive, confirment et prolongent le triomphe de cette conception de l'espace urbain : le centre politico-religieux devient une véritable citadelle entourée de murailles, surplombant le reste de la ville. On y trouve un ou plusieurs palais royaux, des résidences des élites du royaume, et des temples souvent associés à une ziggurat. À la différence des villes mésopotamiennes traditionnelles, c'est le palais qui est l'édifice principal, celui qui fait l'objet du plus d'attentions, et non les constructions religieuses. On trouve encore dans ces villes une autre citadelle bien distincte du centre, constituant un arsenal (ekal mašarti), dont le cas le mieux connu est le « Fort Salmanazar » de Kalkhu. Avec le développement de cette dernière apparaît un autre élément caractéristique des nouvelles capitales assyriennes, précédé par des expériences à l'époque médio-assyrienne : les jardins royaux, servant parfois de sortes de zoos, auxquels Sennachérib porte une très grande attention à Ninive.

Plans schématiques des capitales néo-assyriennes
Assur à la période néo-assyrienne : la Ville haute comprend le centre politico-religieux au nord, sur la partie la plus élevée du site.
Kalkhu (Nimroud) au VIIIe siècle : centre politico-religieux sur le tell de Nimroud, et arsenal, le « Fort Salmanazar » (tell ʿAzar), surplombant la ville basse qui s'étend au nord.
Dur-Sharrukin (Khorsabad) à la fin du VIIe siècle.
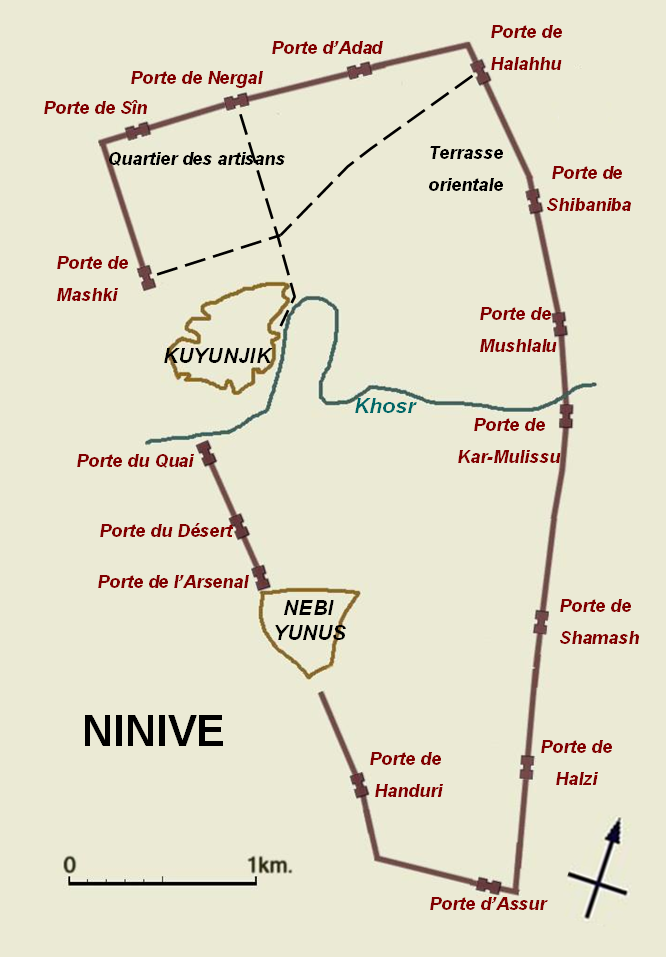
Ninive au VIIe siècle av. J.-C. : centre politico-religieux sur le tell de Quyunjik, arsenal sur le tell Nebi Yunus.

Constructions monumentales des capitales néo-assyriennes
L'acropole de Dur-Sharrukin.
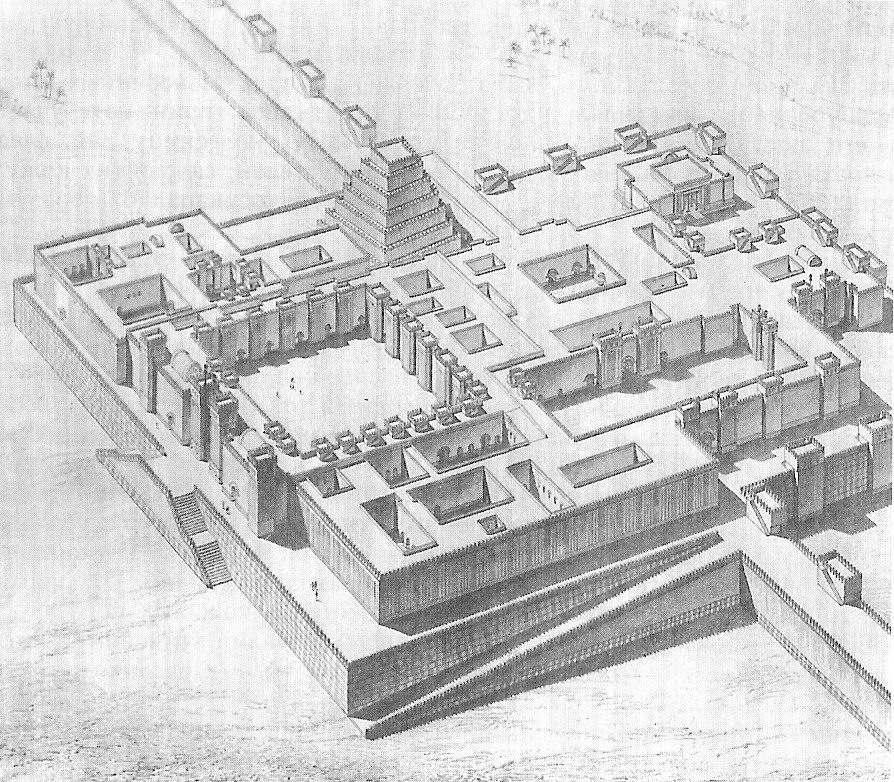
Tentative de reconstitution de la citadelle principale de Dur-Sharrukin avec le palais royal de Sargon II et divers édifices religieux.
Plan de localisation des zones fouillées des bâtiments principaux du tell de Quyunjik, le centre politico-religieux de Ninive (une grande partie des palais n'a pas été dégagée).
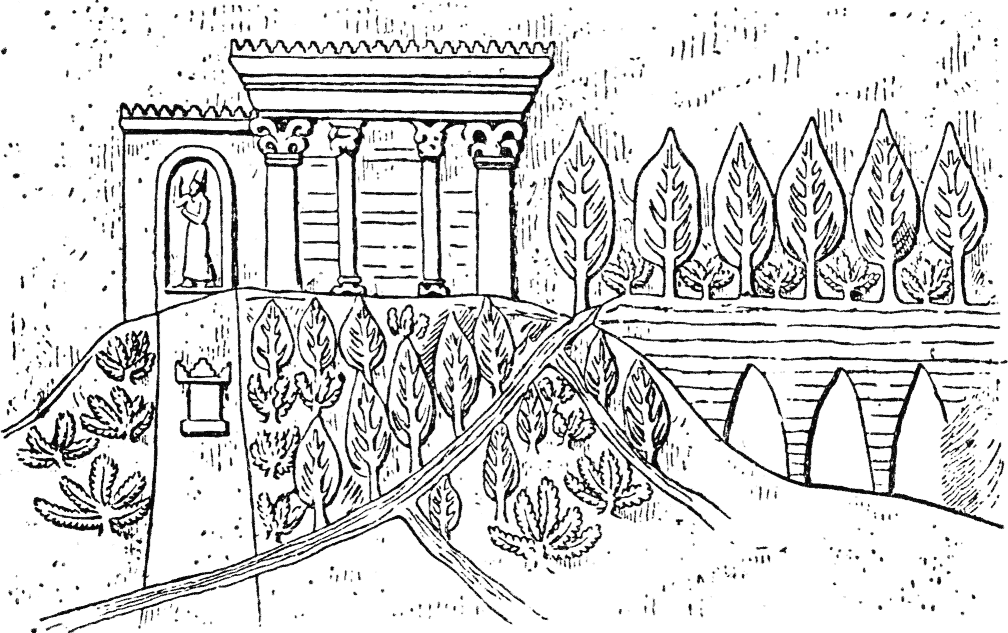
Représentation des jardins royaux de Ninive, d'après un bas-relief du palais de Sennachérib.

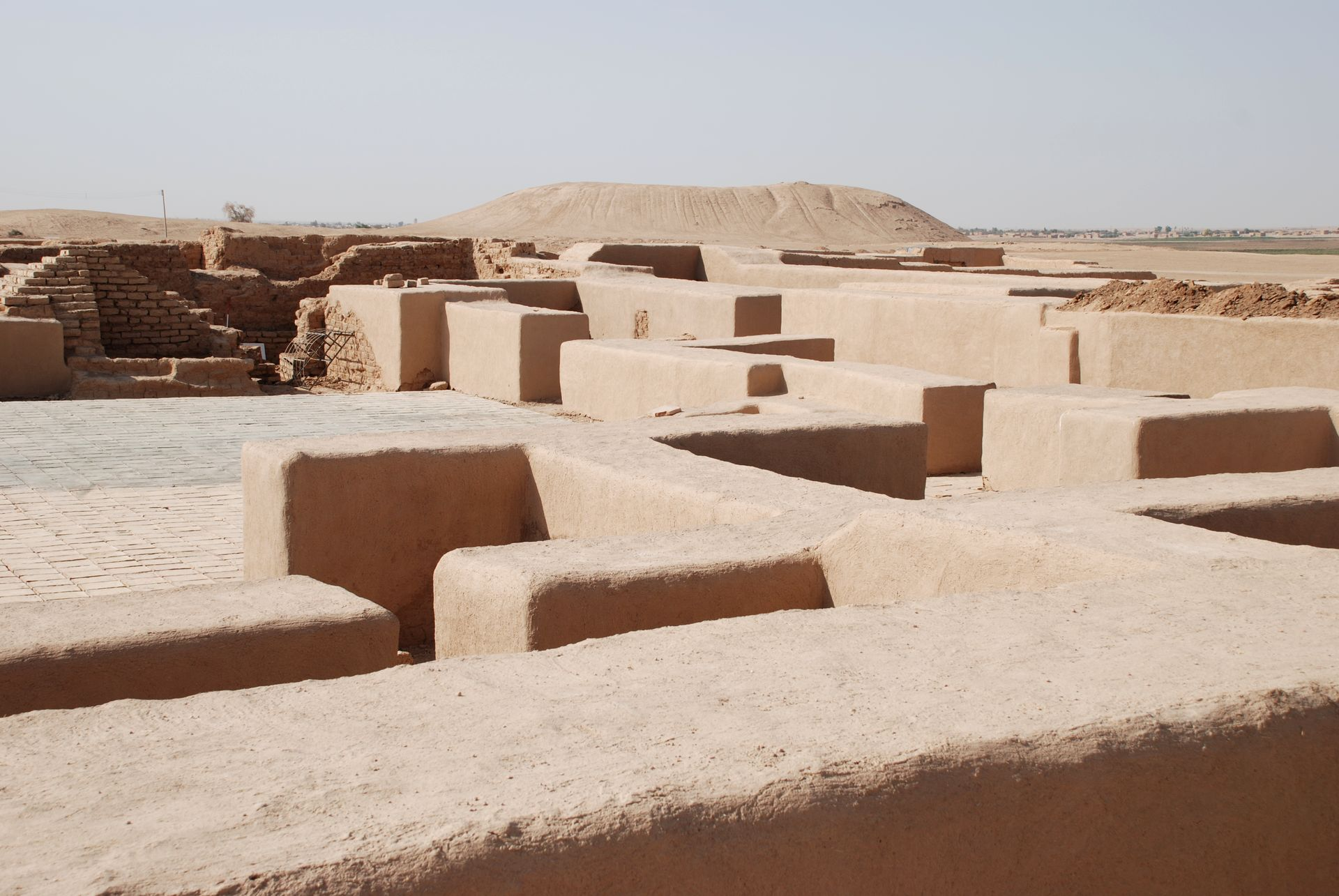
Ruines de la « Maison Rouge » de Dur-Katlimmu (Tell Sheikh Hamad).

Les fouilles d'Assur ont mis au jour environ 80 maisons de la période néo-assyrienne, alors que seulement une dizaine de résidences ont fait l'objet de fouilles sur les autres sites assyriens réunis. On y distingue deux types de maisons en fonction de l'organisation des pièces. Le premier consiste en des résidences à organisation linéaire, plus petites (78 m2 au sol en moyenne), constituées d'une succession de pièces alignées, au nombre de 4 à 6 en moyenne. Le second type est constitué par des maisons à cour, plus vastes (192 m2 au sol en moyenne), comportant en général au moins une dizaine de pièces, disposées autour d'une cour centrale qui organise la circulation interne. Les contrats de vente donnent le nom et la fonction d'une partie des espaces ou salles de certaines résidences, qui ne sont pas toujours évidents à comprendre : on y trouve des magasins, des espaces de réception, des ateliers, des salles d'eau, et des pièces où on se couche qui sont sans doute à l'étage. À Dur-Katlimmu, la « Maison Rouge » où réside Shulmu-sharri, un haut dignitaire de l'époque d'Assurbanipal, est un exemple de vaste demeure de l'élite : elle s'étend sur 5 400 m2, comprend trois ailes séparées organisées de cours intérieures, une grande salle de réception centrale, deux puits, plusieurs espaces destinés à la cuisine, quatre salles d'eau, et un étage.

### Langues et écritures

#### L'écriture cunéiforme en Assyrie

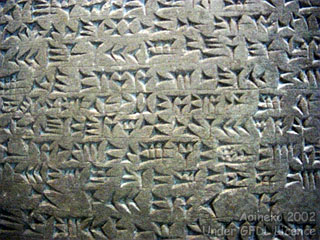
Inscription royale en cunéiforme sur pierre, d'époque néo-assyrienne avec une graphie très régularisée.

L'écriture pratiquée en Assyrie à partir du début du IIe millénaire est l'écriture cunéiforme, comme dans le reste de la Mésopotamie et de la Syrie du Nord à cette période. Elle tire son nom du fait qu'elle est généralement inscrite à l'aide d'un calame en roseau dont l'extrémité est taillée en biseau sur une tablette d'argile, ce qui laisse des caractères composés d'incisions en forme de « coins ». Cette écriture est transposée sur d'autres supports, avant tout la pierre qui a servi à de nombreuses inscriptions royales, ou encore des tablettes de cire dont le contenu est perdu car cette matière ne survit pas à l'épreuve du temps, mais dont on connaît l'existence par des restes de cadres en matériaux non périssables. Bien que réservée à une frange réduite de la population, la pratique de cette écriture et sa compréhension ne sont pas limitées à une seule élite, et plus de personnes qu'on ne le croit couramment peuvent s'en servir.
L'écriture cunéiforme est un système mêlant des phonogrammes, signes représentant des sons (généralement une syllabe : [i], [tu], [šar], etc.) et des logogrammes, signes signifiant une chose, que l'on qualifie généralement d'idéogrammes, signes signifiant une idée, même s'ils sont plus que cela car on y trouve également des pictogrammes représentant des choses concrètes. Les logogrammes sont un héritage de l'époque reculée (au IIIe millénaire) où le système cunéiforme servait à noter avant tout du sumérien, langue qui n'a jamais été parlée en Assyrie mais dont les bases devaient être maîtrisées par la majorité des scribes voulant utiliser l'écriture cunéiforme. Chaque région pratiquant ce système d'écriture avait développé ses propres habitudes dans la valeur donnée aux signes, avait défini un corpus de signes courants plus ou moins étendu, et une façon spéciale de le représenter, même si cela ne modifie pas le système. Il y a aussi des évolutions selon la période : le corpus de la période paléo-assyrienne est limité en nombre (150 à 200), notamment parce qu'il comporte très peu d'idéogrammes, privilégiant l'écriture phonétique, et les signes sont surchargés de clous, tandis que la période néo-assyrienne voit le nombre de signes croître (300 environ) et la graphie se régulariser considérablement.

#### La langue assyrienne
La grande majorité des textes cunéiformes exhumés en Assyrie transcrivent la langue « assyrienne », qui est un dialecte de l'akkadien, terme par lequel on désigne la langue du groupe occidental des langues sémitiques parlée en Mésopotamie dans l'Antiquité. La langue assyrienne est généralement opposée au dialecte que l'on trouve dans les tablettes de la moitié méridionale de la Mésopotamie à la même époque, appelé « babylonien », les deux étant connus par des textes des IIe et Ier millénaires av. J.-C. On distingue trois phases de la langue assyrienne, correspondant aux trois grandes phases de son histoire : le paléo-assyrien (XIXe – XVIIIe siècles), le médio-assyrien (XIVe – XIIe siècles), et le néo-assyrien (Xe – VIIe siècles). Si elle reprend les structures générales de l'akkadien, la langue assyrienne se différencie du babylonien sur plusieurs points : le subjonctif est marqué par le suffixe -ni au lieu de -u, le wa- initial devient de plus en plus un u- comme dans wardu/urdu « serviteur », certains aspects ne se conjuguent pas de la même manière, etc. Le dialecte néo-assyrien est de plus en plus marqué par l'influence de l'araméen. Dans la plupart des textes littéraires, les Assyriens emploient cependant le « babylonien standard », forme littéraire de l'akkadien élaborée en Babylonie.

#### L'«aramaïsation» des Assyriens auIermillénaire

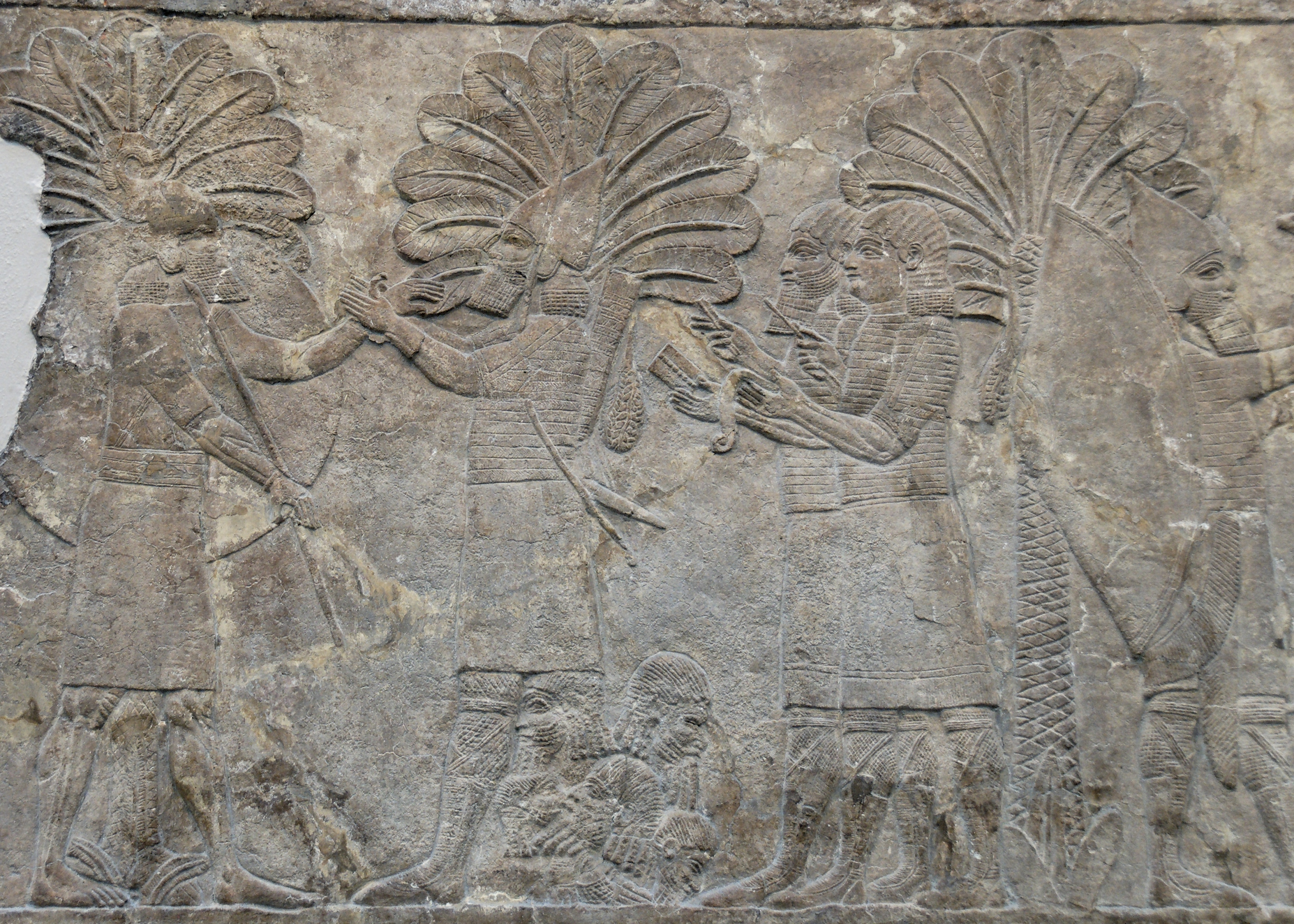
Bas-relief néo-assyrien représentant un scribe écrivant en assyrien cunéiforme sur une tablette d'argile et un autre écrivant en araméen alphabétique sur un papyrus ou parchemin.

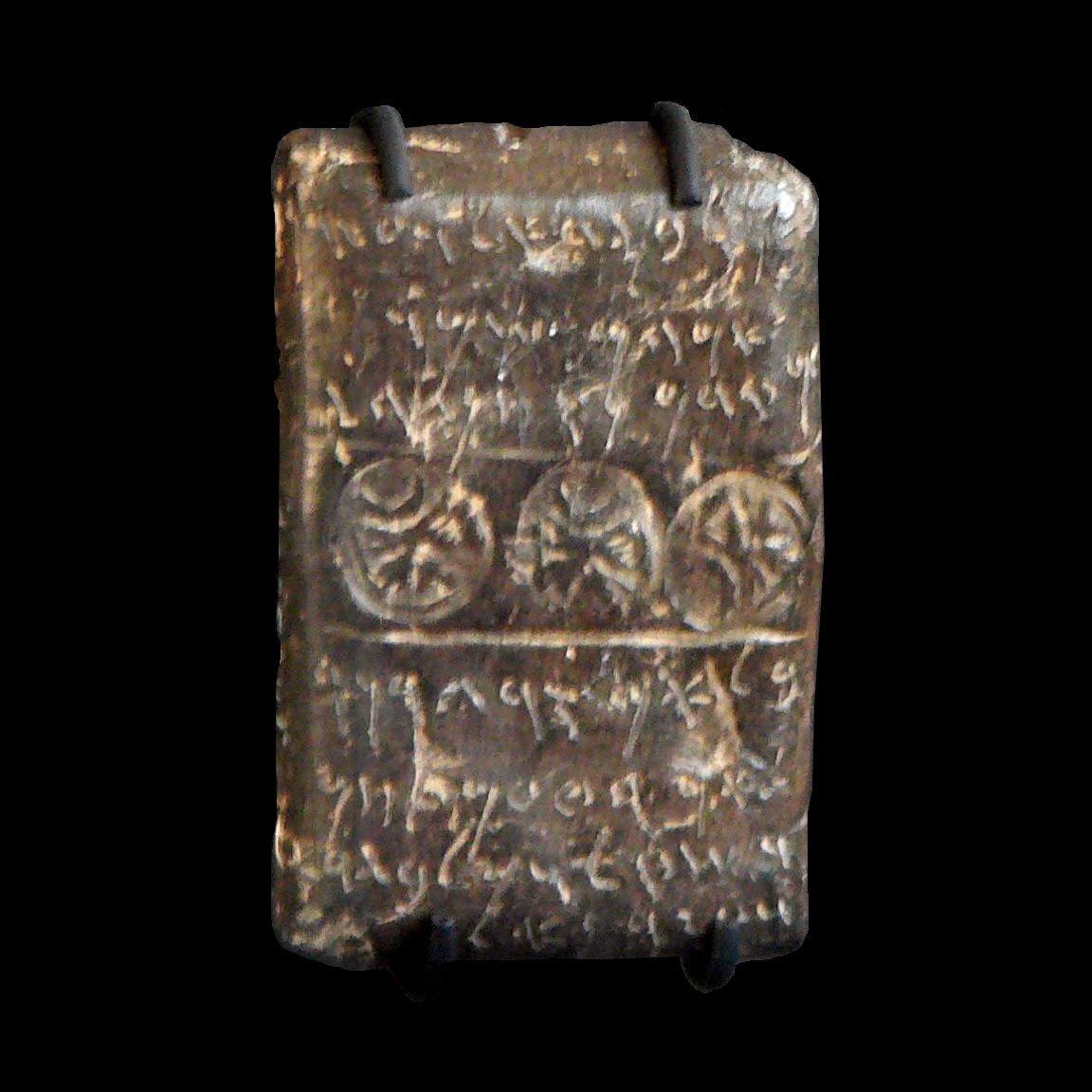
Tablette juridique en alphabet araméen provenant de la Djézireh de Syrie, période néo-assyrienne (635 av. J.-C.). Musée du Louvre.

Les premiers Araméens apparaissent dans la Djézireh et en Assyrie vers la fin du IIe millénaire, et constituent une part notable de la population de ces régions au début du Ier millénaire. Une fois les royaumes araméens définitivement éliminés après le règne de Sargon II à la fin du VIIIe siècle, cette population est progressivement intégrée, l'administration royale comprenant de plus en plus d'Araméens, jusqu'à la famille royale avec la reine Naqi'a/Zakutu, tandis que les déportations amènent un plus grand nombre d'Araméens en Haute Mésopotamie et jusqu'en Assyrie même. C'est de ce phénomène dont témoigne le Roman d'Ahiqar, récit araméen écrit au VIe siècle et relatant les déboires d'un Araméen à la cour d'Assarhaddon. Les résultats de cette évolution sont l'adoption progressive de l'araméen comme lingua franca de l'empire, et l'emploi croissant de son écriture alphabétique dans l'administration aux côtés du traditionnel cunéiforme assyrien, ce qu'illustrent plusieurs représentations de deux scribes écrivant l'un en cunéiforme sur une tablette et l'autre en araméen sur un parchemin. L'araméen étant écrit sur un matériau périssable, ces archives ont disparu, même si quelques inscriptions en araméen sur des tablettes d'argile sont connues. Au VIIe siècle, on peut considérer que l'araméen est en position dominante : on qualifie cette évolution d'« aramaïsation » de l'Empire. Tout cela a contribué à une homogénéisation culturelle de l'empire assyrien, car l'araméen est la seule langue qui trouve des locuteurs en tout point du territoire dominé par les Assyriens. Cela explique pourquoi l'araméen est par la suite la langue administrative de l'empire perse achéménide. Après la chute de l'empire assyrien, l'Assyrie est devenue un pays où la population parle en majorité ou en totalité l'araméen, ce qui est à l'origine du fait que les aramophones de Haute Mésopotamie sont nommés dès l'Antiquité « Assyriens » (parfois) ou « Syriens » (bien plus souvent ; aujourd'hui Syriaques), car même le second terme est manifestement lui aussi dérivé du mot akkadien aššurāiu servant à désigner les habitants de l'Assyrie.

### La religion d'Assyrie

#### Assur, le dieu national

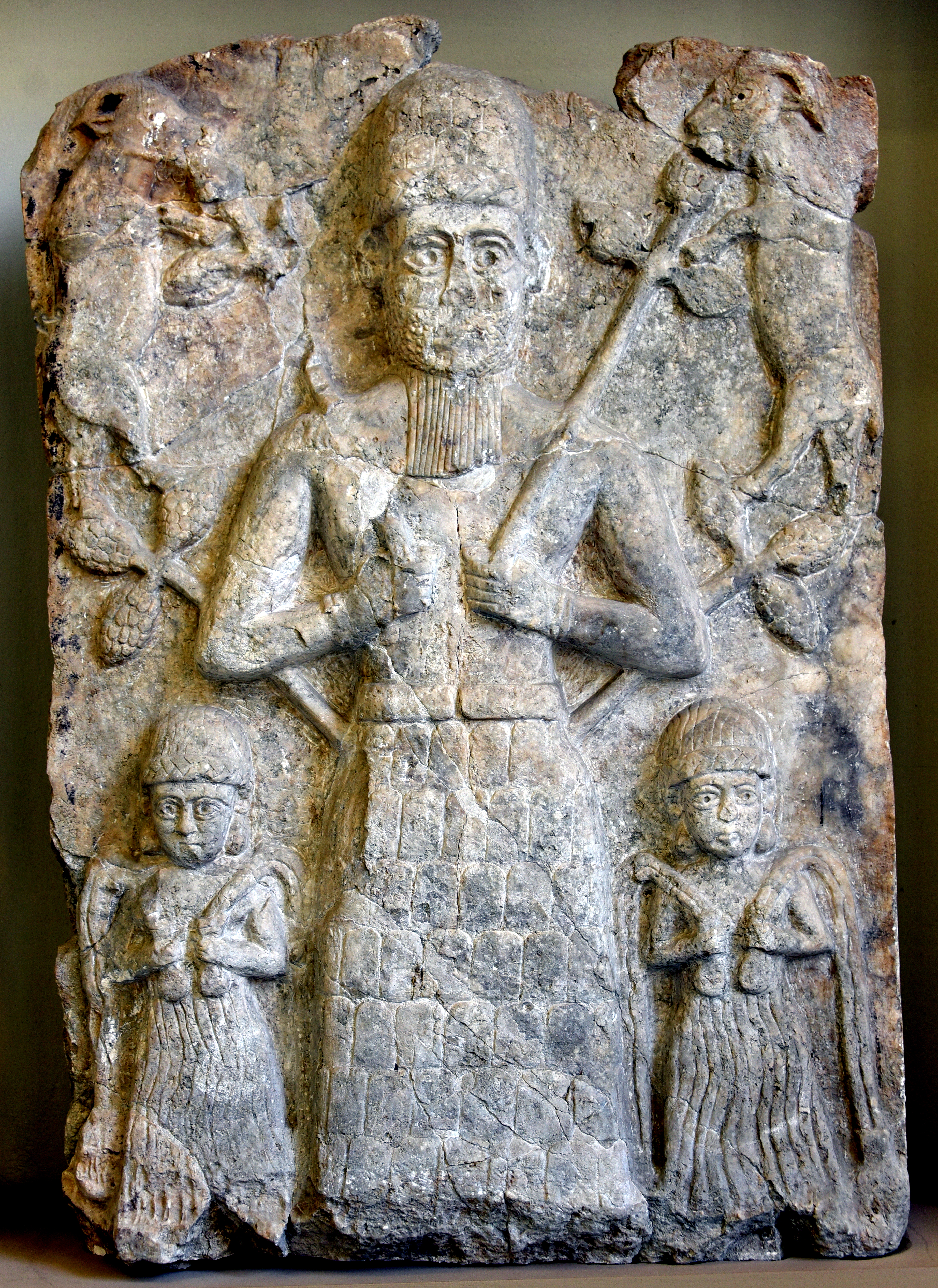
Bas-relief médio-assyrien représentant le dieu Assur nourrissant deux caprins, avec deux déesses aux vases jaillissant à ses pieds, découvert à Assur et conservé au Vorderasiatisches Museum (Musée de Pergame) de Berlin.

La divinité principale de l'Assyrie était Assur, dieu éponyme de la ville à partir de laquelle s'est formé ce royaume, où se trouve son grand temple. C'est peut-être à l'origine le promontoire rocheux sur lequel est construite la cité qui a été divinisé, ou bien une divinité de la végétation. Dans la théologie assyrienne, il est le véritable maître du royaume, et le roi n'est que son « vicaire » et son « grand-prêtre ». C'est le dieu qui lui ordonne ce qu’il doit faire, et le souverain doit lui rendre des comptes, comme en témoignent les rapports de campagnes qui lui sont parfois adressés. Les vassaux vaincus sont parfois amenés dans le grand temple d'Assur pour prêter allégeance au dieu, les statues de divinités des pays vaincus y sont à plusieurs reprises déposées, symbolisant la suprématie du dieu national assyrien sur ceux des autres contrées, tandis que les offrandes qui lui sont destinées sont prises en charge à tour de rôle par chacune des provinces du royaume, encore une fois en signe de soumission (alors que les ressources des seules provinces proches suffiraient à y pourvoir). Assur prend une dimension de plus en plus importante au fur et à mesure que son royaume grandit, jusqu'à devenir une sorte de « divinité impérialiste ». Il prend divers traits du caractère d'Enlil, grand dieu du Sud-mésopotamien, et c'est pour cela que son temple d'Assur est nommé aux époques récentes Esharra ou Ekur, tout comme le temple d'Enlil à Nippur. Par la suite, c'est le grand dieu du royaume rival de Babylone, Marduk, qui devient le modèle. Dans les derniers temps du royaume, Assur devient le Roi des dieux, notamment sous le règne de Sennachérib, qui reprend la cérémonie babylonienne de l'akītu qui a lieu lors du Nouvel An, exaltation de la prééminence de Marduk, pour la transposer à Assur en l'honneur de son dieu national.
| |  |  |
| Plans du temple d'Assur à Assur, à gauche sous le règne de Shamshi-Adad Ier (début XVIIIe siècle av. J.-C.) et à droite sous le règne de Sennachérib (début VIIe siècle av. J.-C.). |  |  |

#### Les autres divinités et centres religieux importants
D'autres divinités ont une certaine importance en Assyrie, celles du panthéon mésopotamien. Le grand dieu traditionnel de Haute Mésopotamie est le dieu de l'Orage, Adad pour les Assyriens (mais Addu pour les Amorrites, Teshub pour les Hourrites et Haddad pour les Araméens). Il occupe encore une place importante en Haute Mésopotamie à l'époque assyrienne. Il dispose de lieux de culte dans des centres religieux secondaires comme Kurba'il, Kilizi et aussi Guzana.
Mais les deux grands lieux de culte du centre de l'Assyrie aux côtés d'Assur sont destinés à deux déesses que l'on considère comme des aspects d'Ishtar, la planète Vénus, déesse de l'Amour et de la Guerre. La première est Ishtar de Ninive (Shaushga quand les Hourrites peuplent en majorité cette ville), dont le culte est attesté par des textes depuis la fin du IIIe millénaire et qui a un rayonnement international dans la seconde moitié du IIe millénaire puisqu'elle est vénérée jusque chez les Hittites. La seconde est Ishtar d'Arbelès, dont le temple est à l'époque des rois Sargonides un lieu où résident de nombreuses prophétesses. À l'époque néo-assyrienne, Assurbanipal dédie un hymne à leur gloire. L'autre divinité disposant d'un centre de culte majeur en Haute Mésopotamie est le dieu-lune Sîn, à Harran dans la région du Khabur.
On peut ajouter à cette liste le dieu Ninurta, présent dans le nom de plusieurs souverains, qui l'appréciaient particulièrement en raison de son caractère de dieu des combats et de la victoire. À l'époque néo-assyrienne, le dieu babylonien de la sagesse et de l'écriture, Nabû, occupe une place croissante parmi les élites assyriennes. Il dispose de grands temples à Kalkhu et à Dur-Sharrukin. Les capitales assyriennes sont toutes dotées de lieux de culte importants, même s'il ne s'agit pas de « villes saintes » comme Assur et Ninive, et leurs édifices religieux font l'objet de grandes attentions de la part des rois, qui les pourvoient en offrandes comme ils le font pour les centres religieux majeurs traditionnels.

Représentations de divinités d'époque néo-assyrienne sur des sceaux-cylindres.
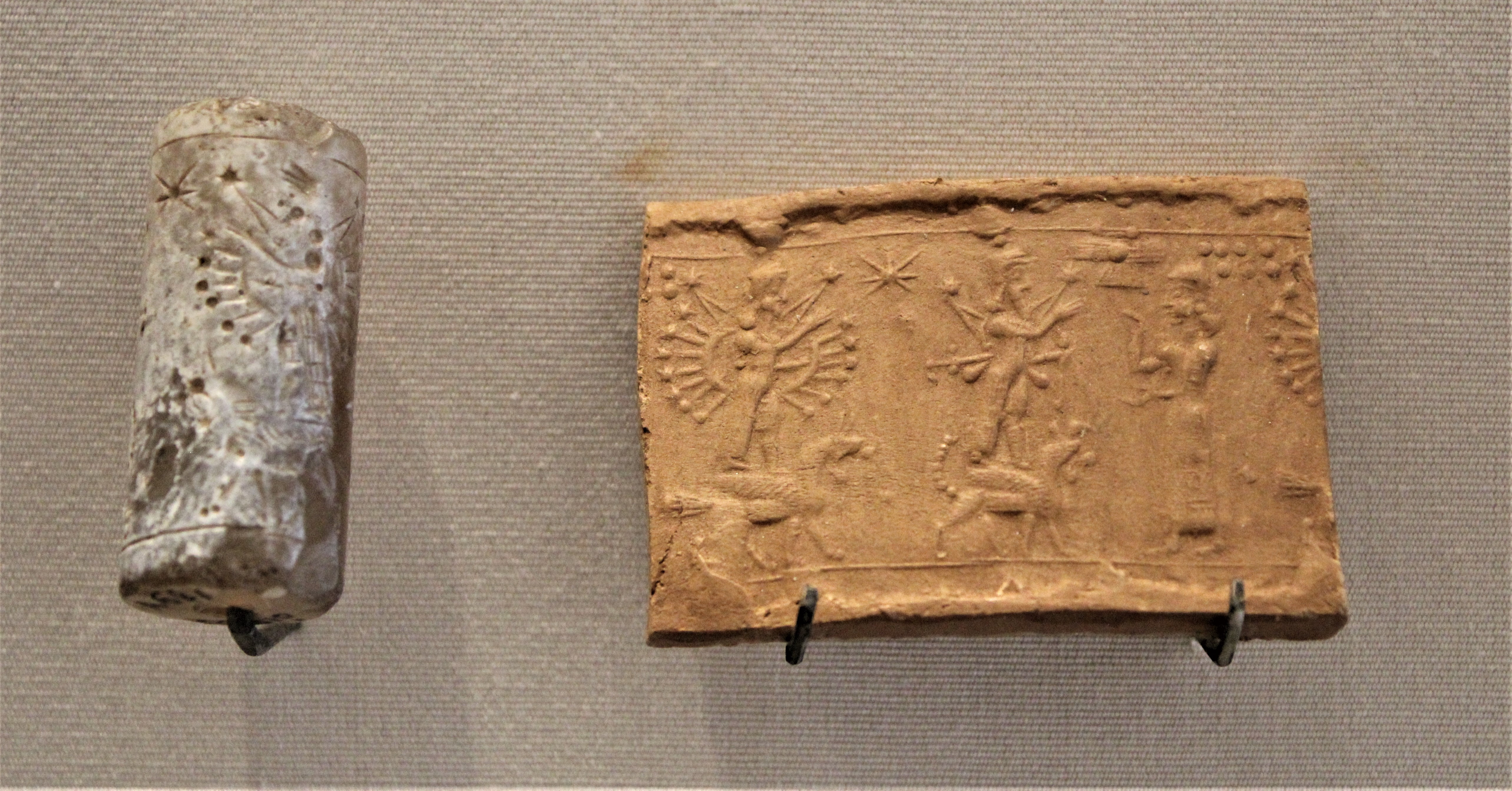
Sceau-cylindre en calcédoine représentant scène de culte à Assur et à Ishtar, debout sur deux dragons. Musée du Louvre.
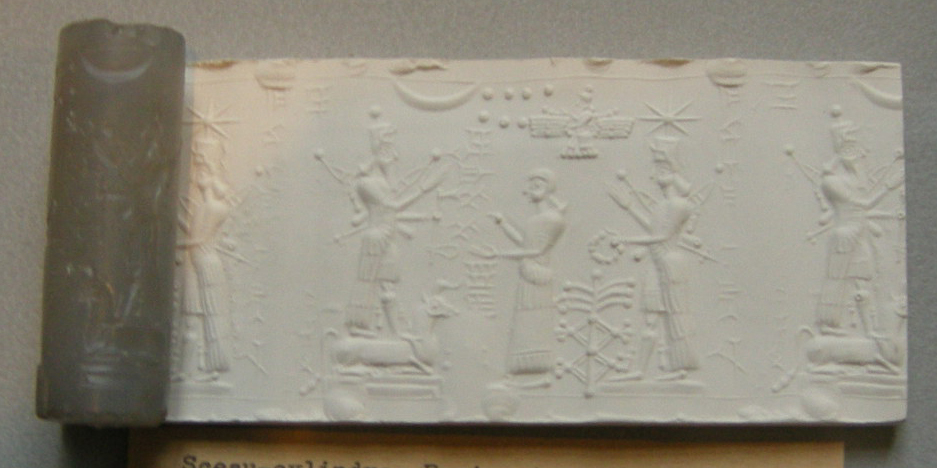
Sceau-cylindre en calcédoine représentant scène de culte à Adad et à Ishtar. Cabinet des médailles.
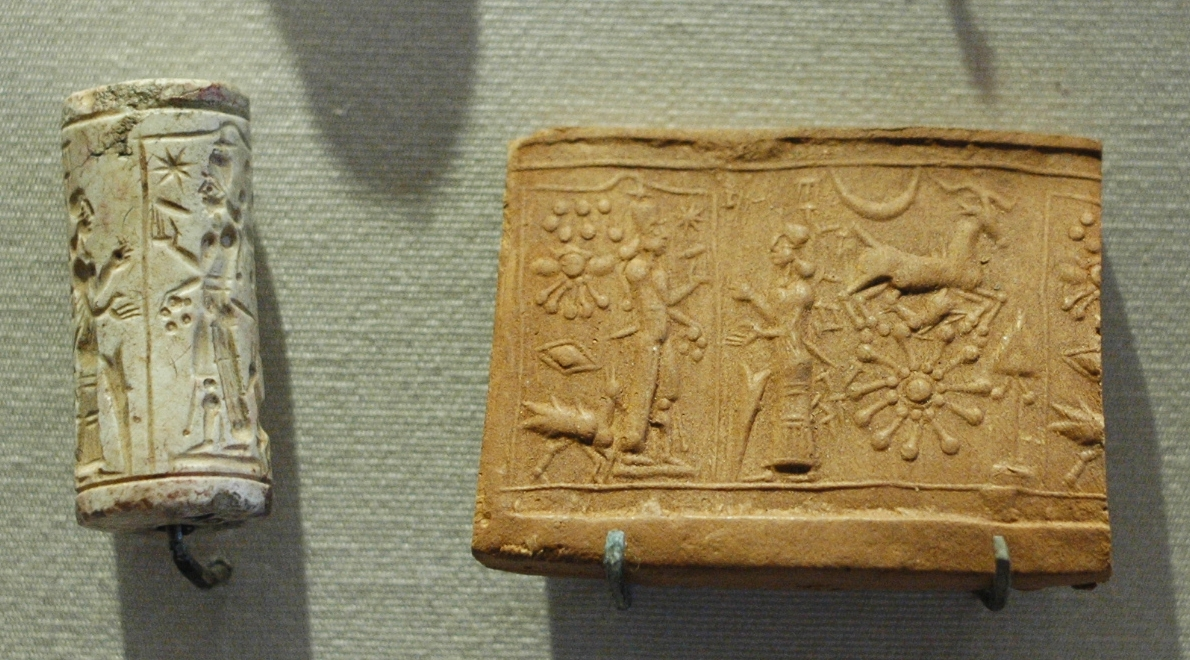
Sceau-cylindre en calcaire représentant une scène de culte du dieu-soleil Shamash, situé dans un temple stylisé. Musée du Louvre.
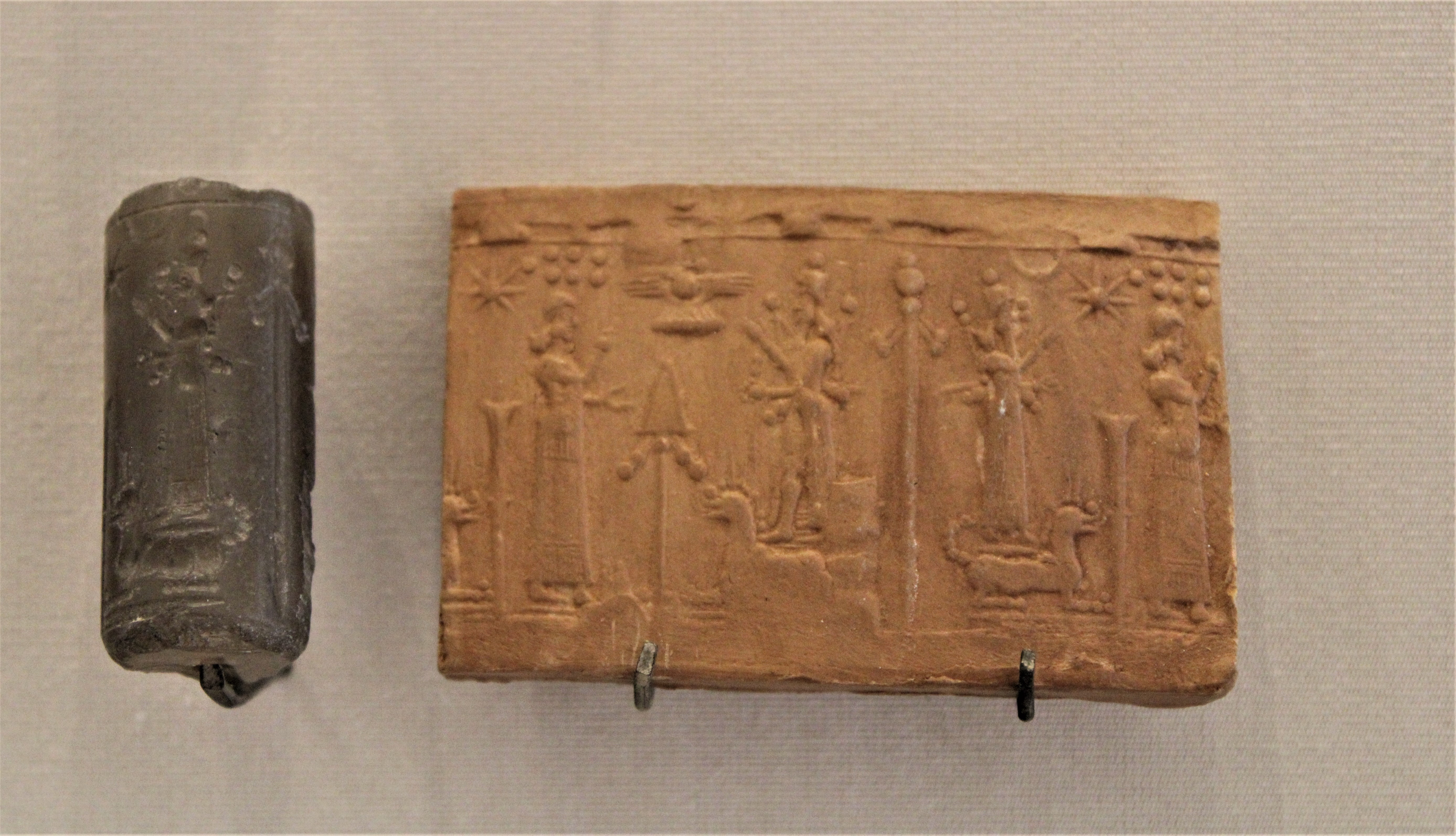
Sceau-cylindre en calcédoine représentant une scène de culte rendu aux dieux babyloniens Marduk et Nabû. Musée du Louvre.

#### Le culte en Assyrie

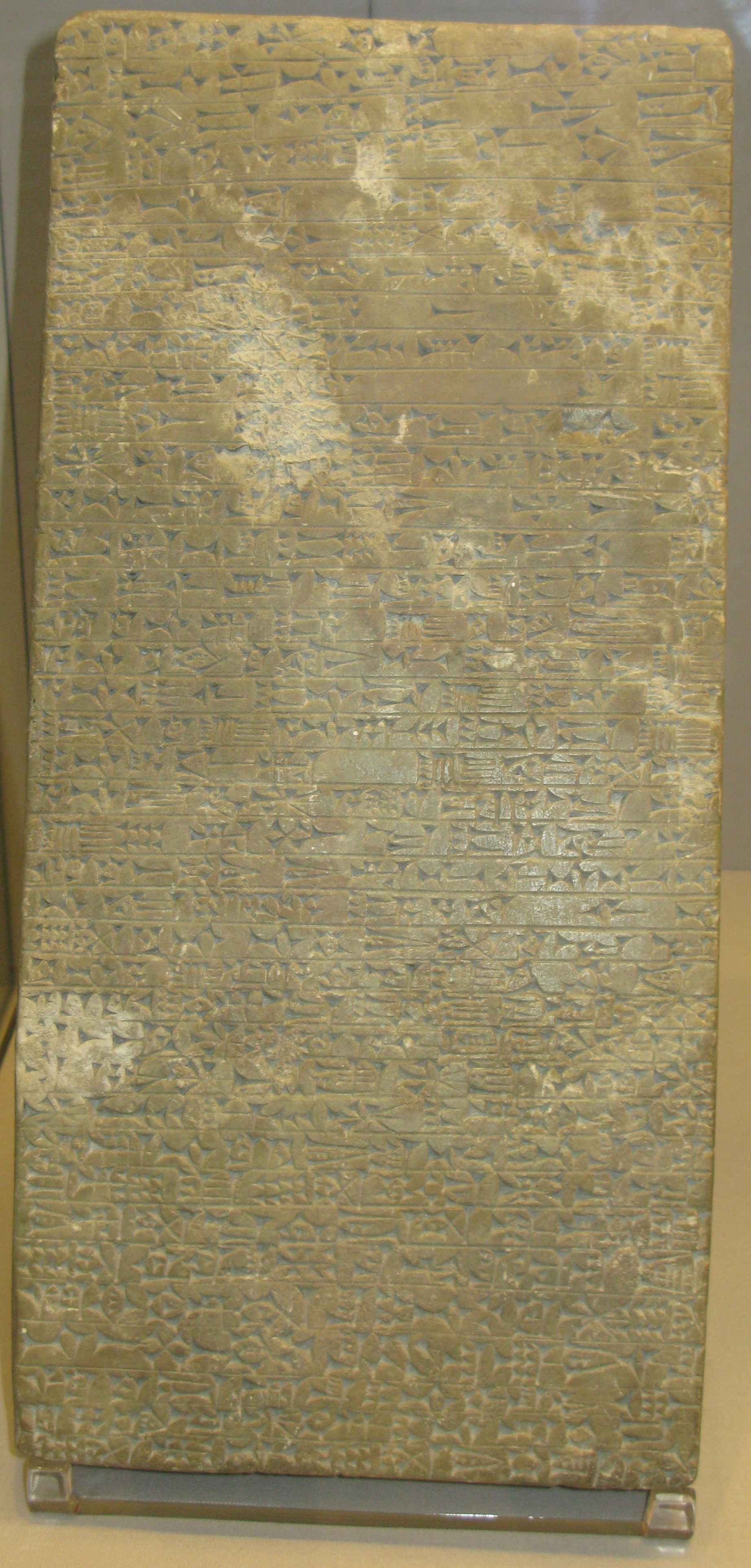
Tablette commémorant la reconstruction du temple d'Assur à Assur par Adad-nerari Ier (1308-1275).

La religion assyrienne reprend les aspects traditionnels de la religion mésopotamienne, et elle s'inspire constamment au cours de son histoire de la religion de la Mésopotamie méridionale. Les lieux de culte de l'Assyrie sont des temples comprenant une (parfois deux) cella (ou lieu saint) de forme généralement oblongue, où se trouve la statue du dieu tutélaire de l'édifice, et tout autour s'organise un ensemble de pièces et de cours formant des ensembles architecturaux divers reprenant des types d'organisation que l'on retrouve dans d'autres sanctuaires de Syrie et d'Anatolie d'un côté, et de Mésopotamie du Sud de l'autre. Ces temples sont parfois flanqués d'une ziggurat (à base carrée dans cette région). Le personnel du culte et les cérémonies qu'il doit exécuter, compilées dans des textes techniques, sont ceux qui sont courants en Basse Mésopotamie : des prêtres-officiants, des lamentateurs (kalû), des chantres (nâru) et acteurs sacrés (kurgāru), ou encore des spécialistes de la divination (barû qui font de l'hépatoscopie, des astrologues). D'une manière générale, on observe une forte influence des cultes babyloniens en Assyrie, due à l'importation de textes religieux depuis le Sud mésopotamien, et aussi au fait que les deux régions partagent un fonds culturel commun qui facilite les échanges.
Mais la religion assyrienne présente certaines spécificités, à cause de la force des influences syriennes et hourrites en Haute Mésopotamie, et également de l'affirmation de l'idéologie impériale. Les rituels spécifiquement assyriens qui sont connus ont déjà été évoqués, car il s'agit de ceux qui sont liés à la fonction sacerdotale du roi. Ils se déroulent essentiellement à Assur, parfois dans les autres villes saintes de Ninive et Arbèles. La grande fête-akītu, originaire de Basse Mésopotamie, est accomplie en plusieurs lieux de l'Assyrie, comme Arbèles, Ninive, Harran ou encore Assur, où elle est dédiée à la divinité tutélaire du lieu. Cette cérémonie s'achève par une procession rejoignant un édifice spécifiquement destiné pour cette fête, le bīt akīti.
Le domaine du culte le mieux connu pour la période néo-assyrienne est celui de la divination, qui occupe une place majeure dans les textes religieux techniques des bibliothèques de Kalkhu, Sultantepe ou Ninive, et aussi dans la correspondance des rois Sargonides, en premier lieu Assarhaddon et Assurbanipal. Les types de divination les plus attestés sont l'hépatoscopie ou haruspicine, qui consiste à lire l'avenir dans les entrailles de moutons, l'astrologie qui lit l'avenir dans les phénomènes astraux et célestes, pratiqués par des devins spécialistes de la cour royale ou en contact avec celle-ci. À ces pratiques s'ajoute le prophétisme, où le message du dieu est transmis de façon spontanée par l'intermédiaire d'un prophète (raggimu) et plus souvent d'une prophétesse (raggintu) qui dépend du temple d'Ishtar d'Arbèles qui est censée être l'origine de ses discours. Il s'agit donc d'un aspect mystique de la religion assyrienne. Là encore, ces pratiques religieuses nous sont connues parce qu'elles sont utiles à l'exercice du pouvoir royal, et la religion populaire nous échappe.

### Le milieu lettré
Parmi les dizaines de milliers de tablettes découvertes dès le milieu du XIXe siècle sur les sites des capitales assyriennes, les textes littéraires et scientifiques ont rapidement suscité une grande attention, et c'est par leur biais qu'un pan majeur de la culture des élites de l'ancienne Mésopotamie nous est parvenu. Ces documents concentraient en effet les savoirs acquis durant les millénaires précédents dans tout le « Pays des deux fleuves », en particulier quant à sa partie méridionale dont les grands centres intellectuels devaient être fouillés par la suite (Nippur, Ur, Babylone, Sippar, etc.). De fait la culture savante assyrienne est très marquée par l'influence babylonienne, l'élite lettrée assyrienne étudiant des textes rédigés essentiellement en babylonien, situation qui a pu être comparée à celle de la culture grecque dans l'Empire romain.
La définition d'œuvres dites « littéraires » pose un problème car une telle notion n'existait pas vraiment dans l'ancienne Mésopotamie. Du fait de la prédominance numérique des textes techniques et scientifiques, on les étudiera ici aux côtés des hymnes, de la mythologie et des épopées.

#### Spécialistes et bibliothèques
Les œuvres exhumées sur les sites assyriens sont avant tout produites par un groupe de personnes qu'on peut qualifier de « lettrés ». Il s'agit de gens ayant reçu une formation de base de scribe (ṭupšarru) permettant de maîtriser le cunéiforme et ses différentes langues, complétée ensuite par une étude plus poussée comprenant notamment une spécialisation. Concrètement, ces spécialistes relèvent tous du monde des prêtres des temples, où ils ont probablement reçu une bonne partie de leur formation supérieure qui pouvait également être dispensée dans des dépendances du palais. Les « lettrés » assyriens sont donc des devins spécialisés dans l'hépatoscopie (barû), des astrologues (ṭupšar enūma anu enlil), des lamentateurs (kalû), des exorcistes (āšipu), ou encore des spécialistes en médecine (asû). Ceux que nous connaissons le mieux évoluent dans l'entourage royal, qui ont laissé une abondante correspondance exhumée à Ninive, datée des règnes d'Assarhaddon et Assurbanipal. Ils sont chargés d'identifier et d'interpréter pour le souverain les intentions et volontés divines qui président à la destinée du royaume, et à le protéger par des procédés magiques : ils constituent donc une sorte de garde royale agissant contre les forces surnaturelles.
Les lettrés disposaient de fonds de textes que l'on peut considérer comme des « bibliothèques ». On peut distinguer plusieurs types de corpus de textes de ce type :
- les bibliothèques de palais, représentées en Assyrie par la « Bibliothèque d'Assurbanipal » de Ninive[255], en réalité composée de trois fonds distincts dont deux étaient réellement localisés dans un palais, et qui a commencé à être constituée avant le règne du roi auquel on l'attribue couramment, même si celui-ci, roi qui se proclame lui-même lettré, a grandement contribué à l'enrichir en organisant la confiscation ou la copie de nombreuses tablettes contenues dans d'autres bibliothèques de Mésopotamie ;
- les bibliothèques de temples, constituées dans les temples du dieu de la sagesse, Nabû, où on trouve de nombreuses tablettes qui forment un dépôt votif au dieu même si elles ont concrètement un rôle de bibliothèque, et dont on connaît un cas à Kalkhu[256] et un autre à Ninive (inclus dans la Bibliothèque d'Assurbanipal)[257] ;
- les bibliothèques « privées » trouvées dans les résidences de prêtres, que l'on doit peut-être plutôt considérer comme des fonds de manuscrits[258], et dont on connaît des exemples à Assur avec les tablettes de l'exorciste Kisir-Assur, et à Sultantepe (dans la région du Khabur près de Harran) dans la résidence du prêtre Qurdi-Nergal[259].

#### Le contenu des œuvres «littéraires»
Les textes de bibliothèque peuvent être classés dans plusieurs catégories ; ils constituent une source essentielle de notre connaissance sur les pratiques scientifiques et religieuses de l'ancienne Mésopotamie. Les textes techniques à l'usage de spécialistes étaient divisés en deux grandes catégories : les listes lexicales, œuvres lexicographiques pouvant prendre l'aspect de dictionnaires bilingues ou trilingues et les recueils constitués de paragraphes qui servent aussi bien pour la médecine et l'exorcisme, la divination ou encore le droit. Parmi la seconde catégorie, on relève les compilations de présages divinatoires (environ un quart des textes de la Bibliothèque d'Assurbanipal), servant aussi bien pour l'hépatoscopie (série de tablettes appelée Bārûtu) que pour l'astrologie (série Enūma Anu Enlil), ou encore l'oniromancie, les « manuels » d'exorcisme, les textes décrivant des rituels, des prières et des chants à entonner au cours de cérémonies par les prêtres-lamentateurs, des recueils médicaux, des observations astronomiques, des problèmes mathématiques, etc. Finalement, les textes littéraires les plus célèbres comme l'Épopée de Gilgamesh déchiffrée une première fois grâce à sa version de Ninive ne constituent qu'une infime minorité du contenu des bibliothèques de palais ou de temples. Cela confirme bien le fait que, quand bien même certaines œuvres aient pu être consultées pour le plaisir littéraire, ces fonds de textes ont avant tout été constitués dans un but religieux, pour assurer la bonne marche des relations entre le roi et le monde divin, grâce à un groupe de prêtres suffisamment bien formés pour pouvoir s'acquitter de cette tâche jugée cruciale pour la survie du royaume.

Tablettes de la « Bibliothèque d'Assurbanipal » de Ninive, British Museum
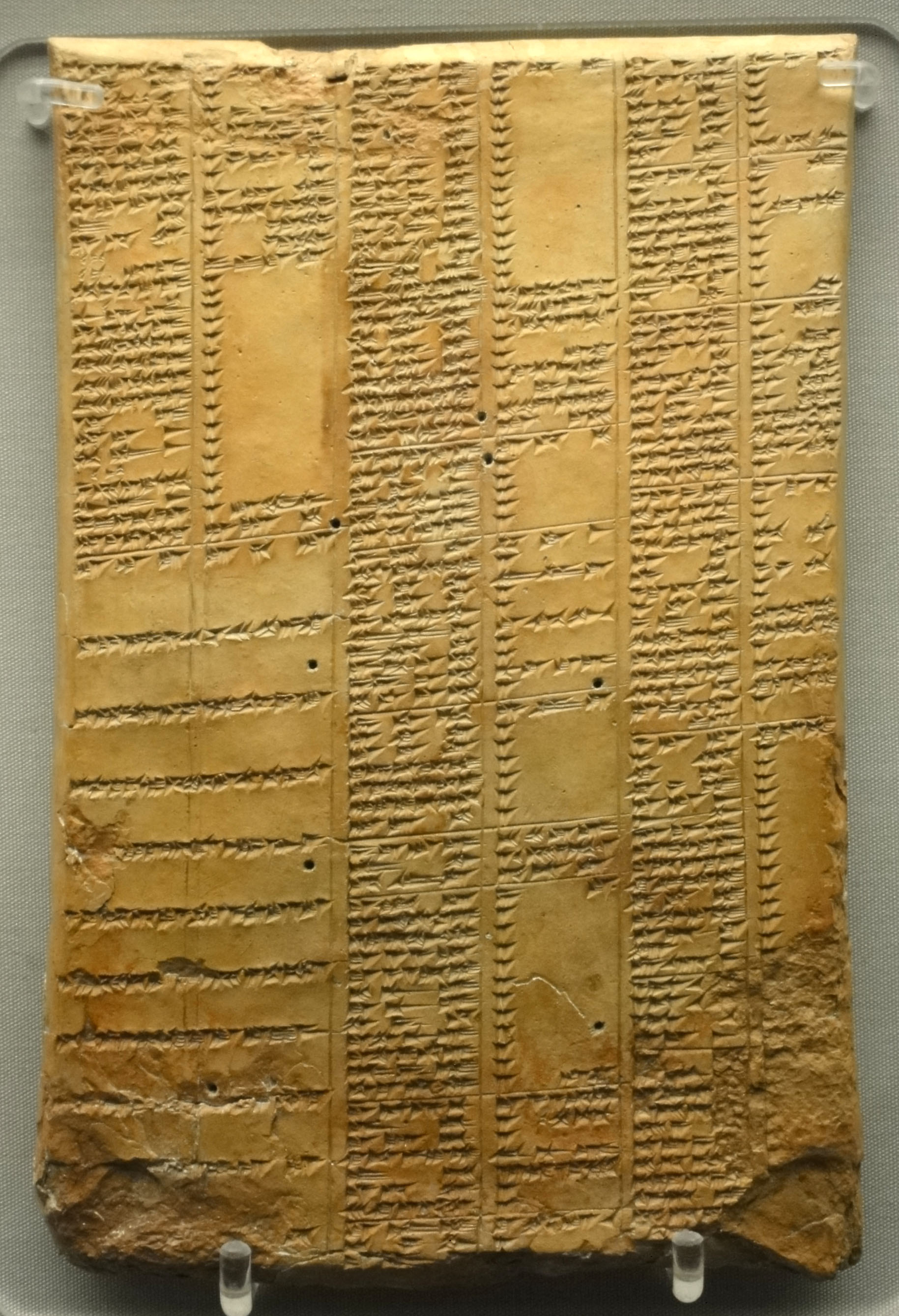
Liste lexicale de synonymes sumérien/akkadien.
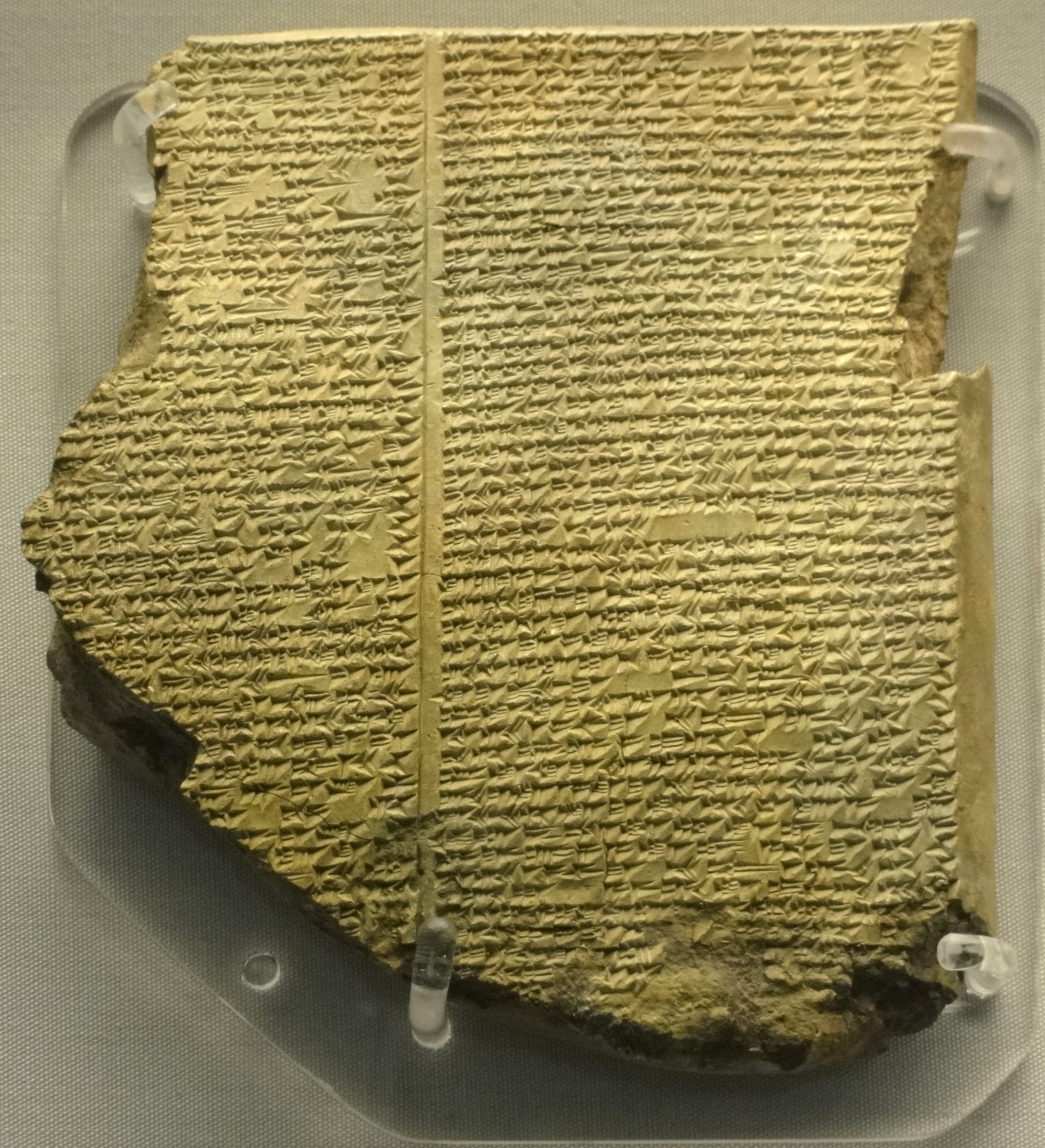
Tablette racontant le mythe du Déluge de l'Épopée de Gilgamesh (onzième tablette de la version ninivite).
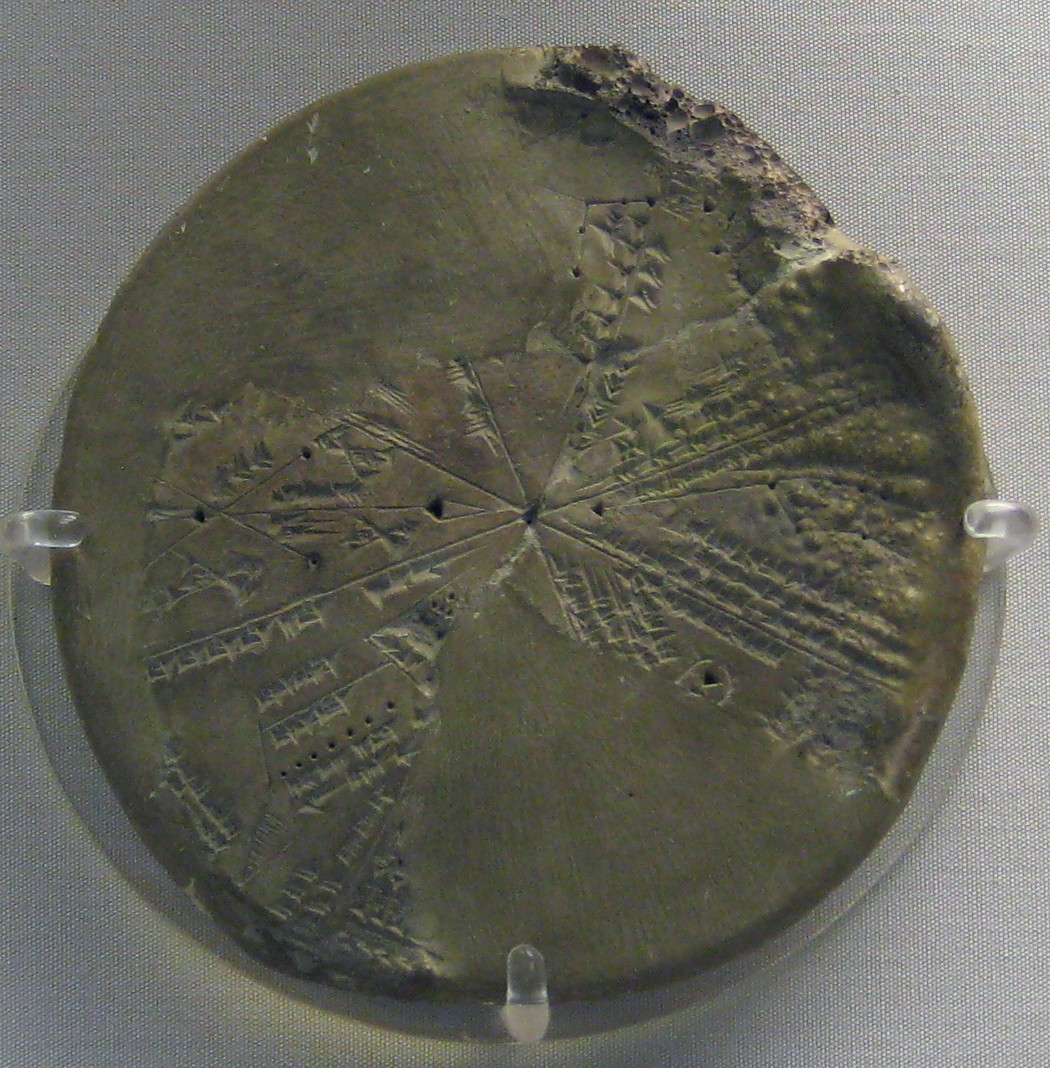
Tablette circulaire représentant un planisphère céleste indiquant la position des constellations observées la nuit du 3 au 4 janvier 650 autour de Ninive.
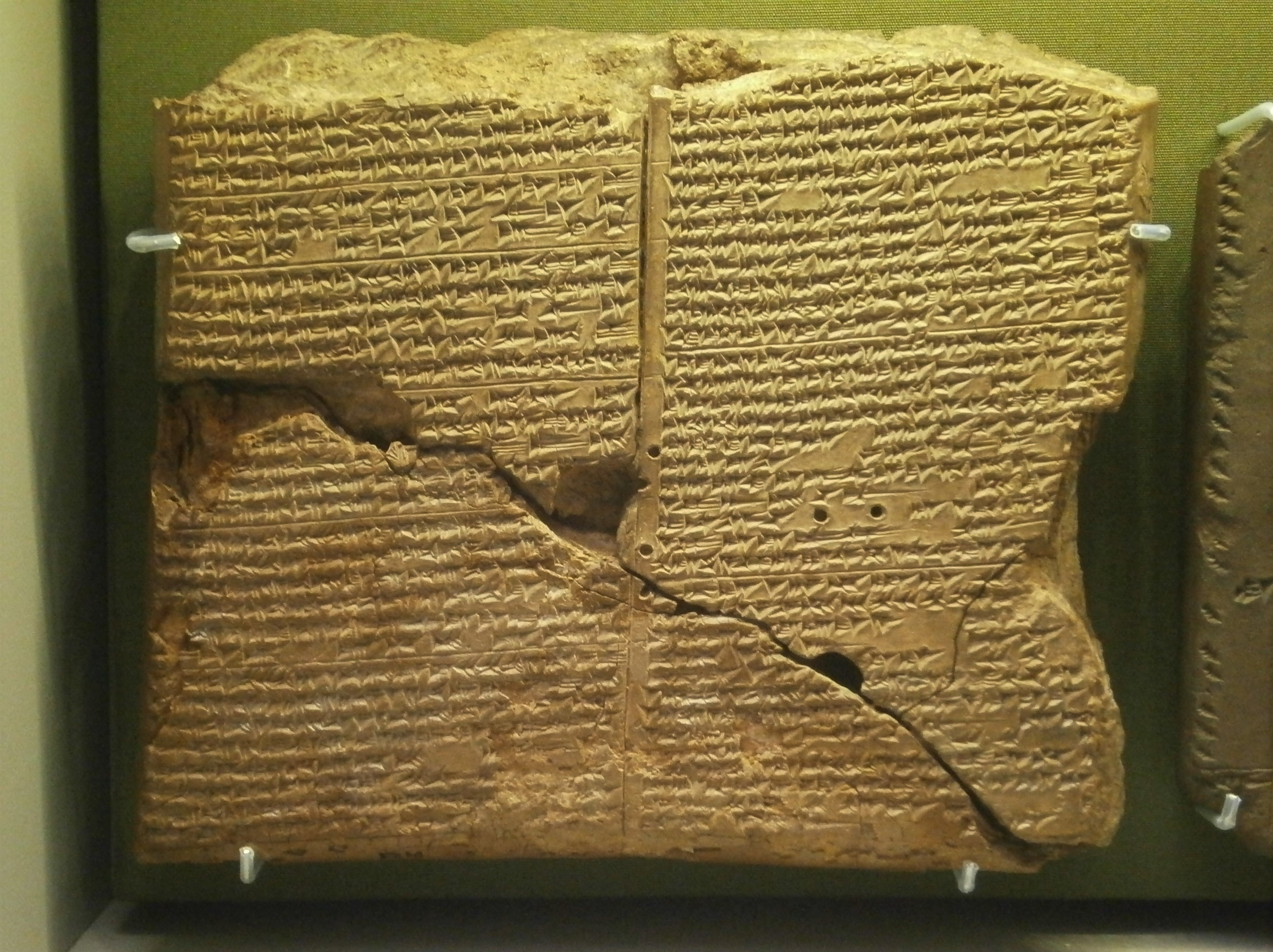
Chronique synchrone (ou Histoire synchronique).

### L'art assyrien

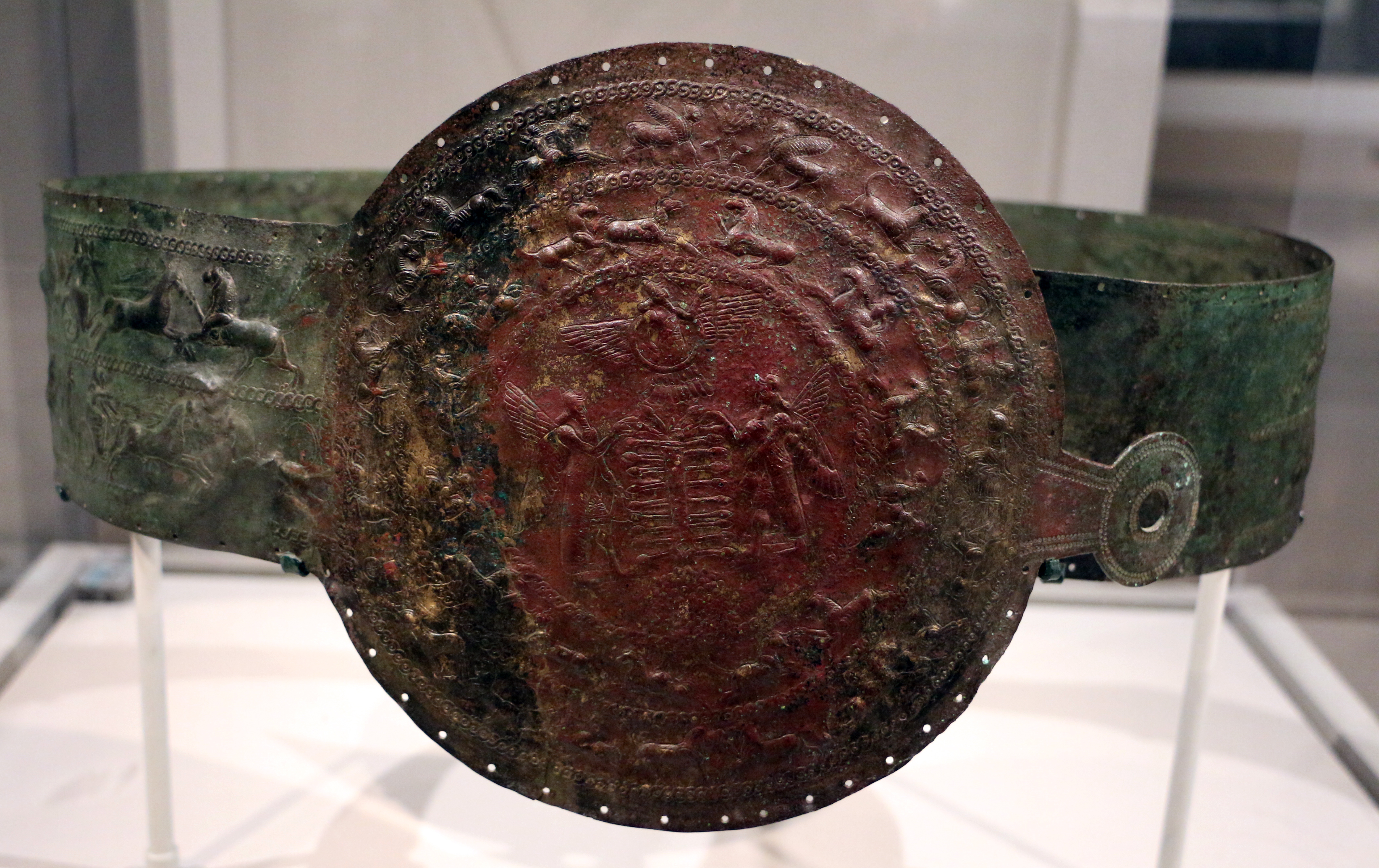
Ceinture cérémonielle en bronze, décor de gravure et repoussé, période néo-assyrienne. Detroit Institute of Arts.

À la croisée des influences du Sud et du Nord-mésopotamien, mais aussi de celles provenant de Syrie ou d'Anatolie, l'art assyrien a connu une période très florissante sous l'effet de la croissance du pouvoir royal à la période néo-assyrienne, qui s'est mis à patronner des réalisations de plus en plus grandioses dans ses capitales, avant tout pour le palais royal et pour les courtisans qui y vivaient. Parce que ce sont les lieux de pouvoirs qui ont été le plus fouillés, notre vision de l'art assyrien est donc biaisée et ignore l'art profane. De plus, très peu de réalisations artistiques des périodes paléo- et médio-assyriennes sont connues car seul le site d'Assur présente une documentation archéologique importante pour cette période, alors qu'à Kültepe la culture matérielle des résidences des marchands assyriens est de type anatolien, seuls leurs sceaux-cylindres pouvant être caractérisés d'assyriens. L'art assyrien dont on peut parler est donc un art impérial, essentiellement au service du pouvoir, marqué par des influences cosmopolites se nourrissant des traditions de différentes régions de l'empire d'où provenaient probablement une partie des artisans à l'origine des œuvres connues, quand celles-ci ne sont pas tout simplement des importations destinées à des élites assyriennes développant un goût prononcé pour certains produits exotiques comme les ivoires syro-phéniciens.

#### Les reliefs des palais assyriens

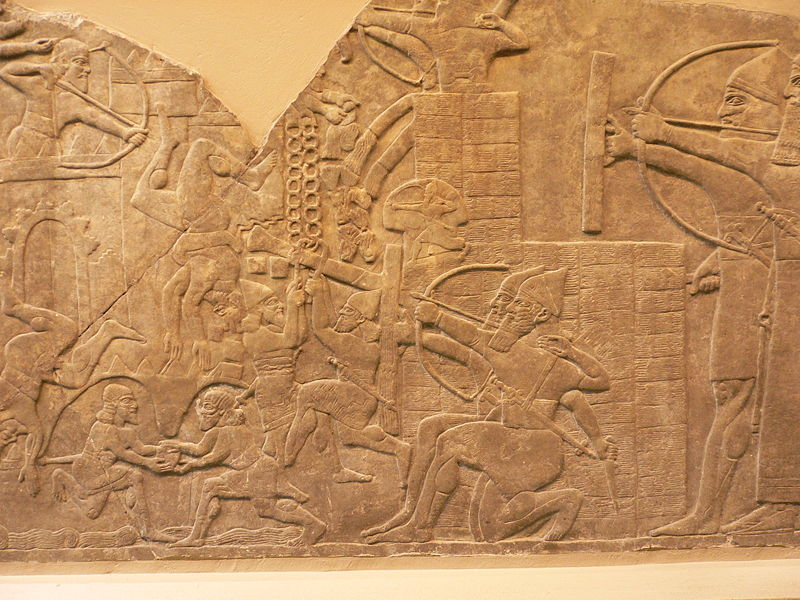
Scène de prise d'une ville fortifiée par l'armée assyrienne, bas-relief de Ninive, British Museum.

Les plus grandes réalisations architecturales des monarques assyriens étaient de loin leurs palais royaux, qui servaient à symboliser leur domination, à prétention universelle. Les bas-reliefs qui décoraient de nombreuses salles, couloirs et cours de ces édifices procèdent de la même logique. Il s'agit de décors réalisés sur des plaques de calcaire gypseux ou de marbre local (dit « de Mossoul »), appelées « orthostates », et apposées sur la base des murs de briques d'argile. Ils trouvent probablement leur origine dans des bas-reliefs de palais syriens du IIe millénaire ou encore de ceux réalisés dans des royaumes du sud-est anatolien au début du Ier millénaire, exemple de la capacité de l'Assyrie à capter les traditions des pays qu'elle a soumis. Mais les thèmes, les motifs iconographiques et le style restent essentiellement ancrés dans la tradition assyrienne (ou plus largement mésopotamienne). Les plus anciens bas-reliefs assyriens connus sont ceux du palais nord-ouest d'Assurnasirpal II à Kalkhu (Nimrud) au milieu du IXe siècle. Leur apogée se situe entre la fin du VIIIe et le VIIe siècle dans le palais de Sargon II à Dur-Sharrukin (Khorsabad) et ceux de Sennachérib et d'Assurbanipal à Ninive.
Les thèmes de ces bas-reliefs sont avant tout les hauts faits militaires du règne du roi qui les commanda, tout comme le font par écrit les Annales royales, genre littéraire qui se développe parallèlement : des scènes militaires, des représentations de vassaux portant un tribut, des scènes de cour mettant le roi en présence de courtisans (notamment lors de banquets), des scènes de chasses.

Bas-reliefs des palais de Kalkhu
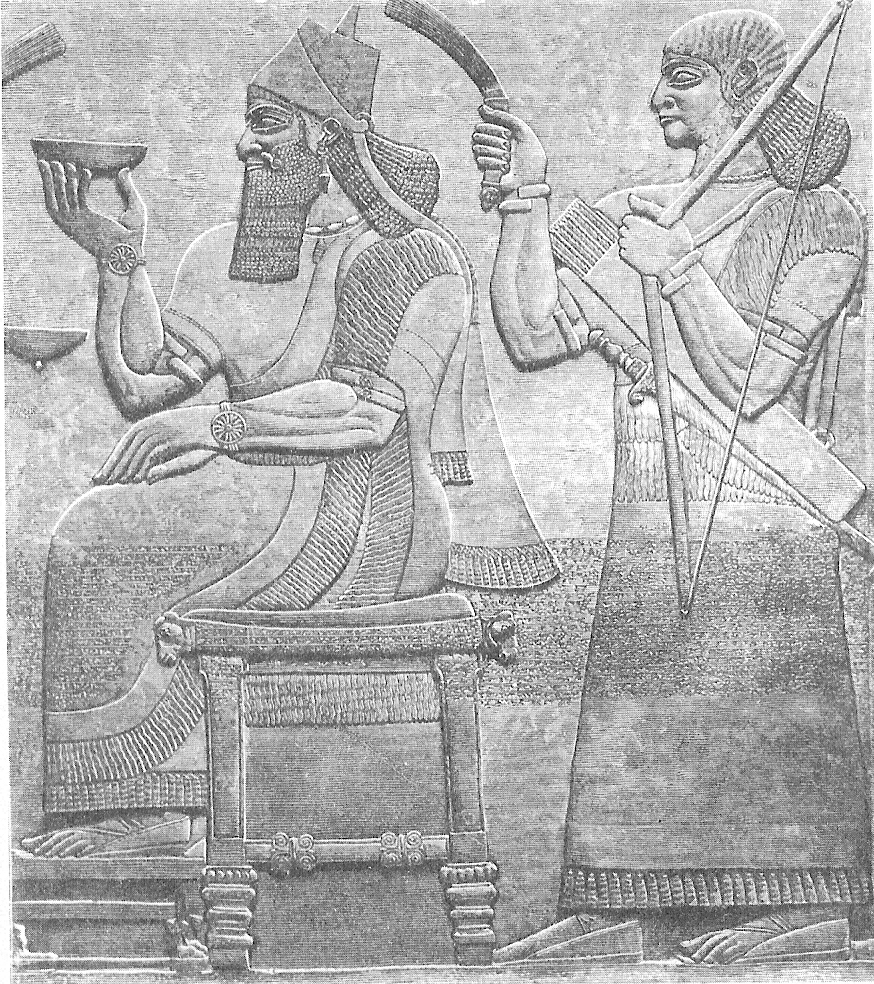
Assurnasirpal II sur son trône, accompagné d'un serviteur (sans doute un eunuque). Copie d'un bas-relief du palais nord-ouest.
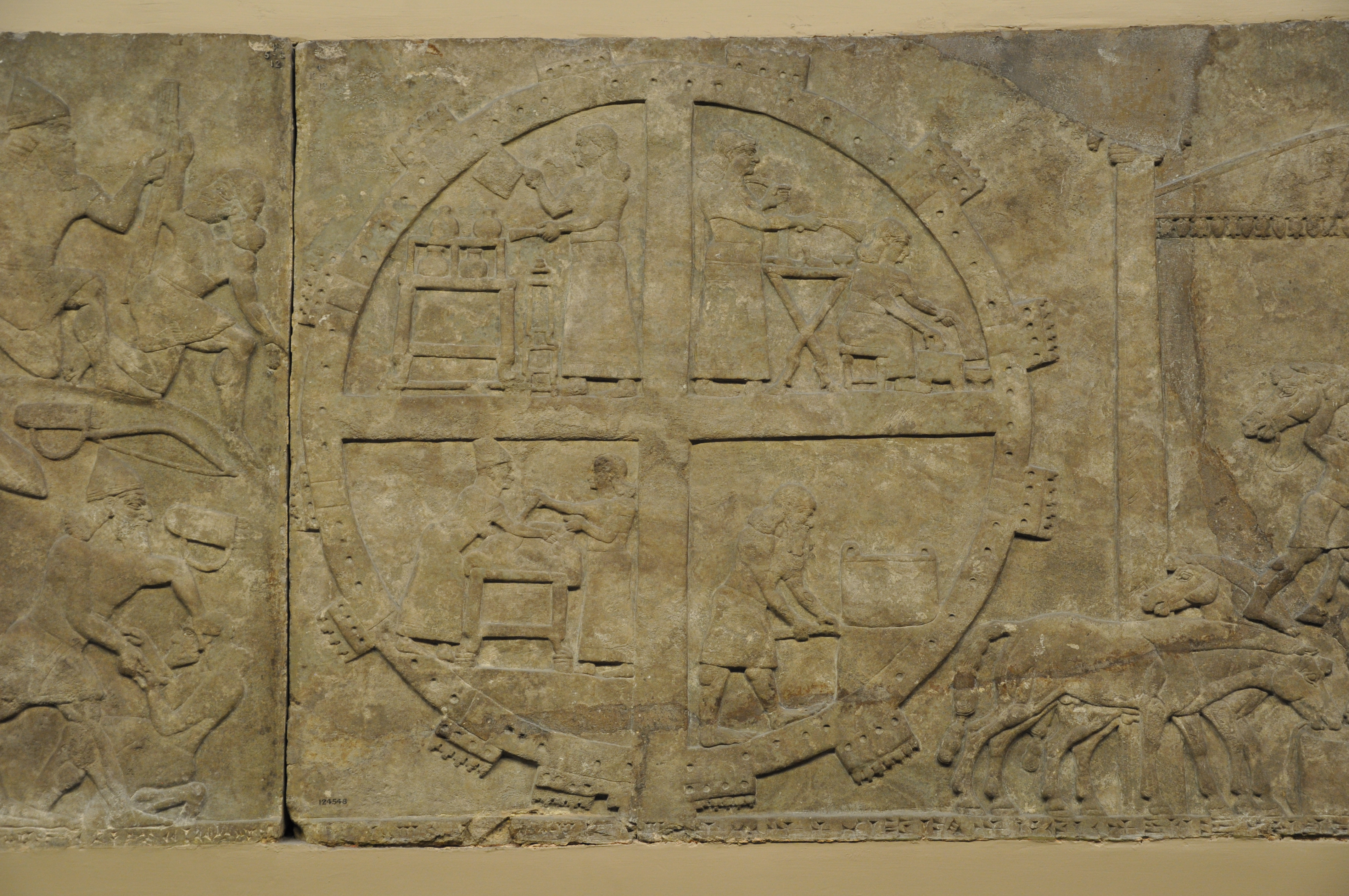
Campement assyrien, palais nord-ouest, British Museum.
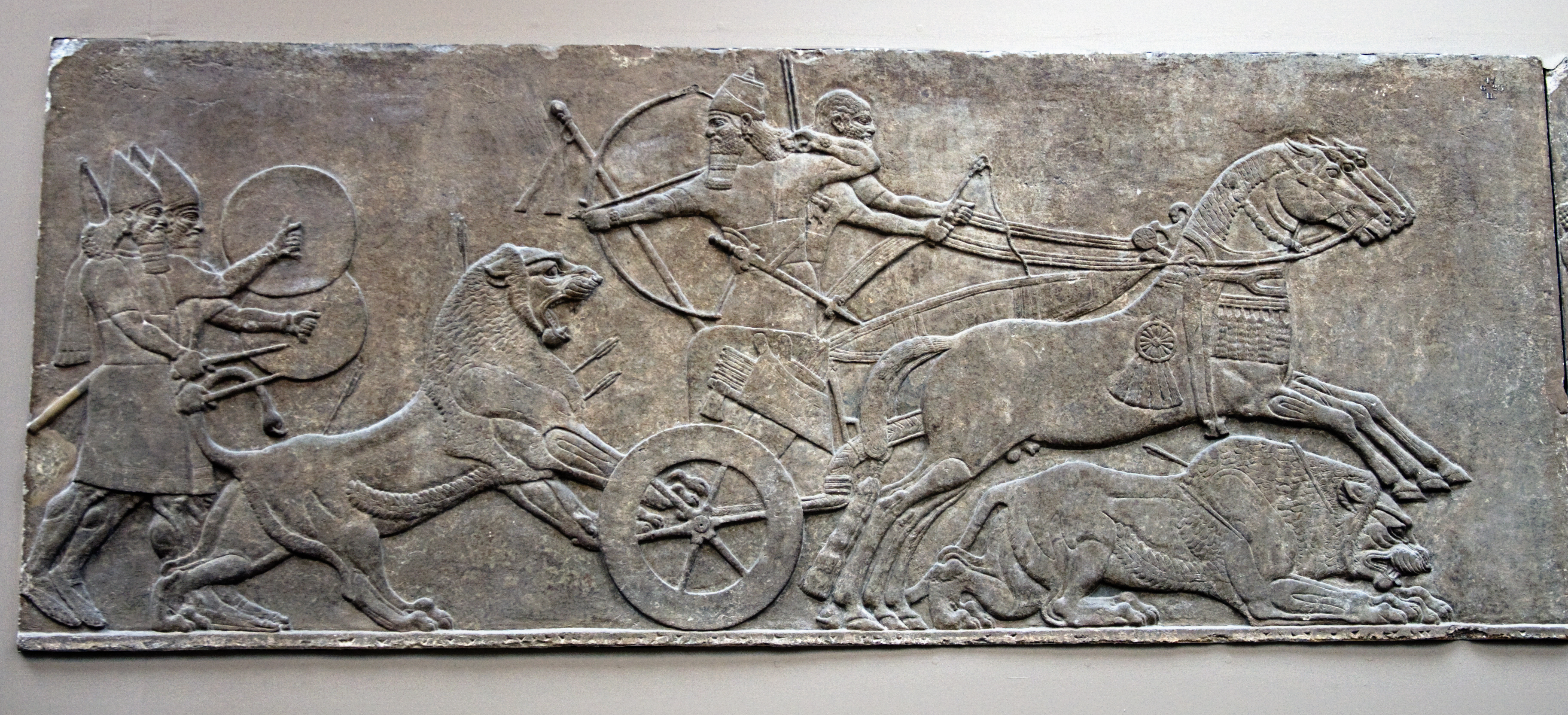
Scène de chasse au lion du roi Assurnasirpal II, palais nord-ouest, British Museum.
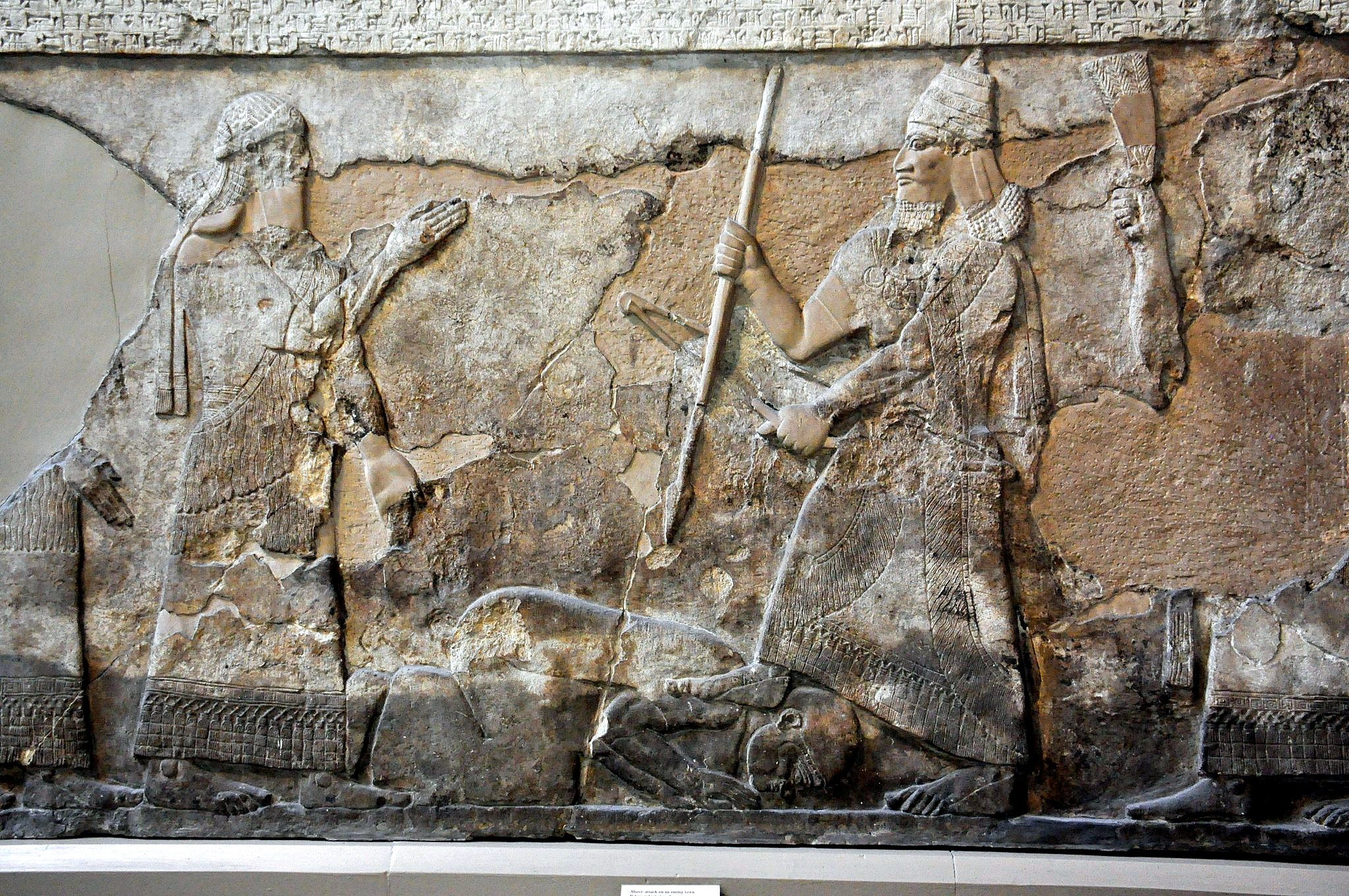
Le roi Teglath-Phalasar III posant le pied sur un ennemi prosterné, palais central, British Museum.
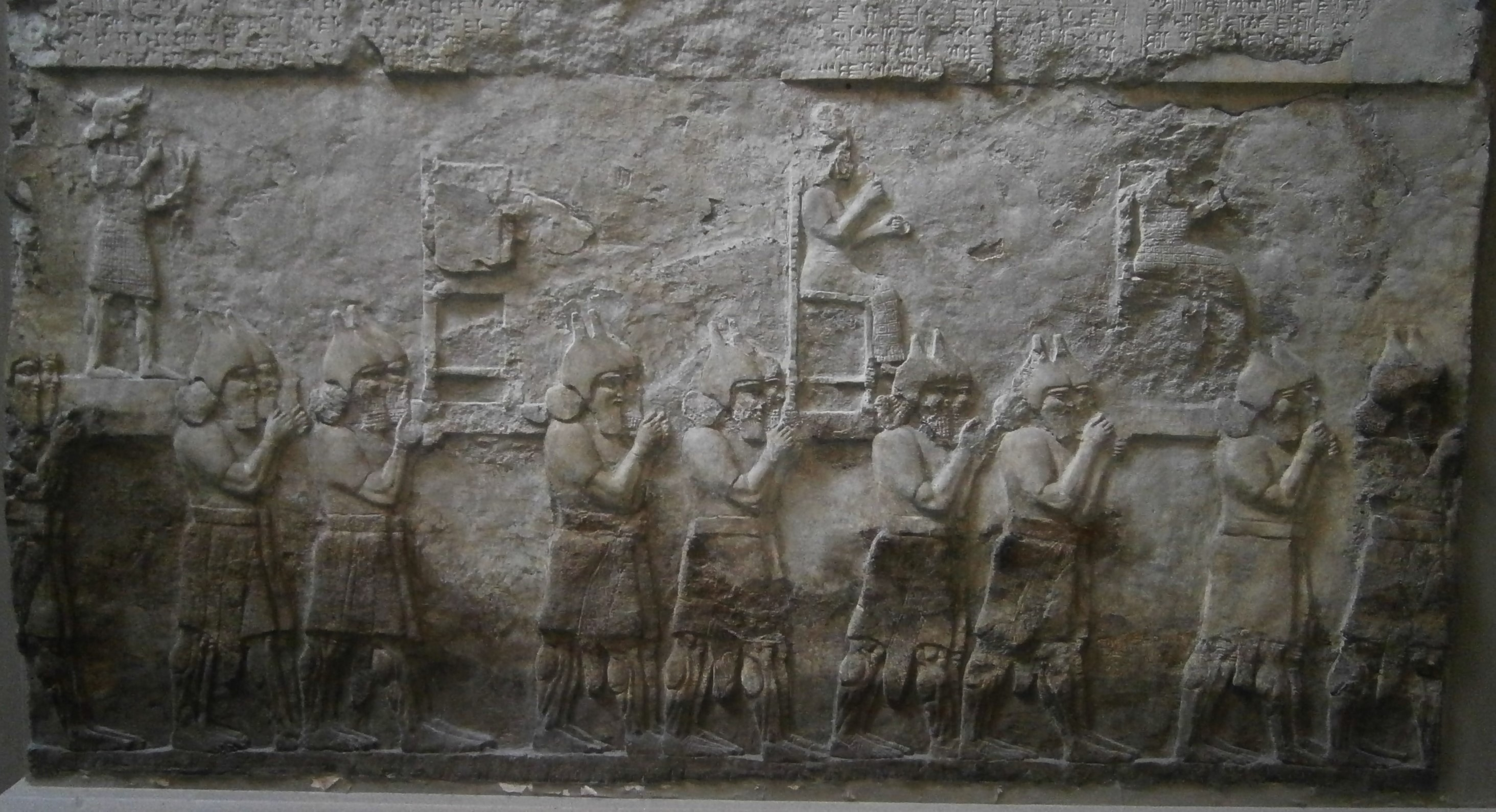
Soldats assyriens emportant des statues de divinités de vaincus, palais central, British Museum.

Bas-reliefs du palais de Dur-Sharrukin
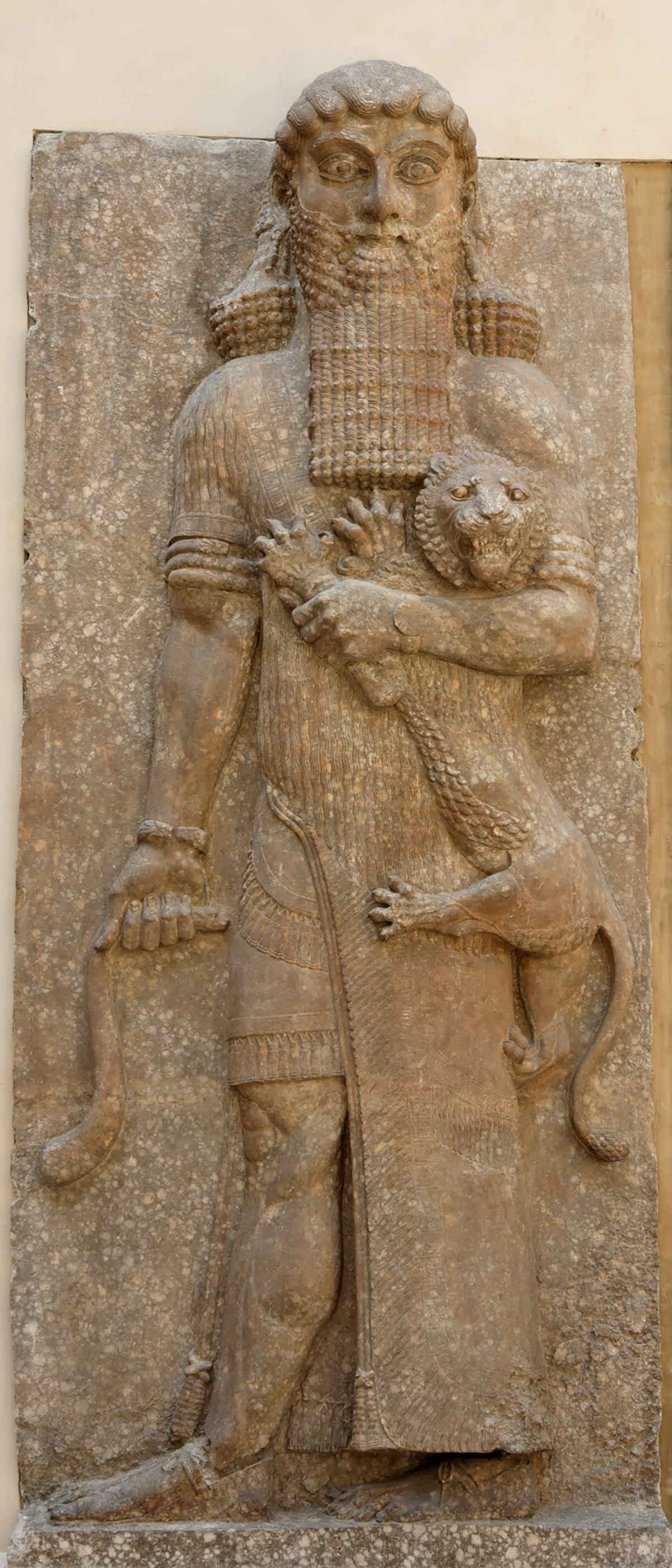
Héros maîtrisant un lion. Musée du Louvre.
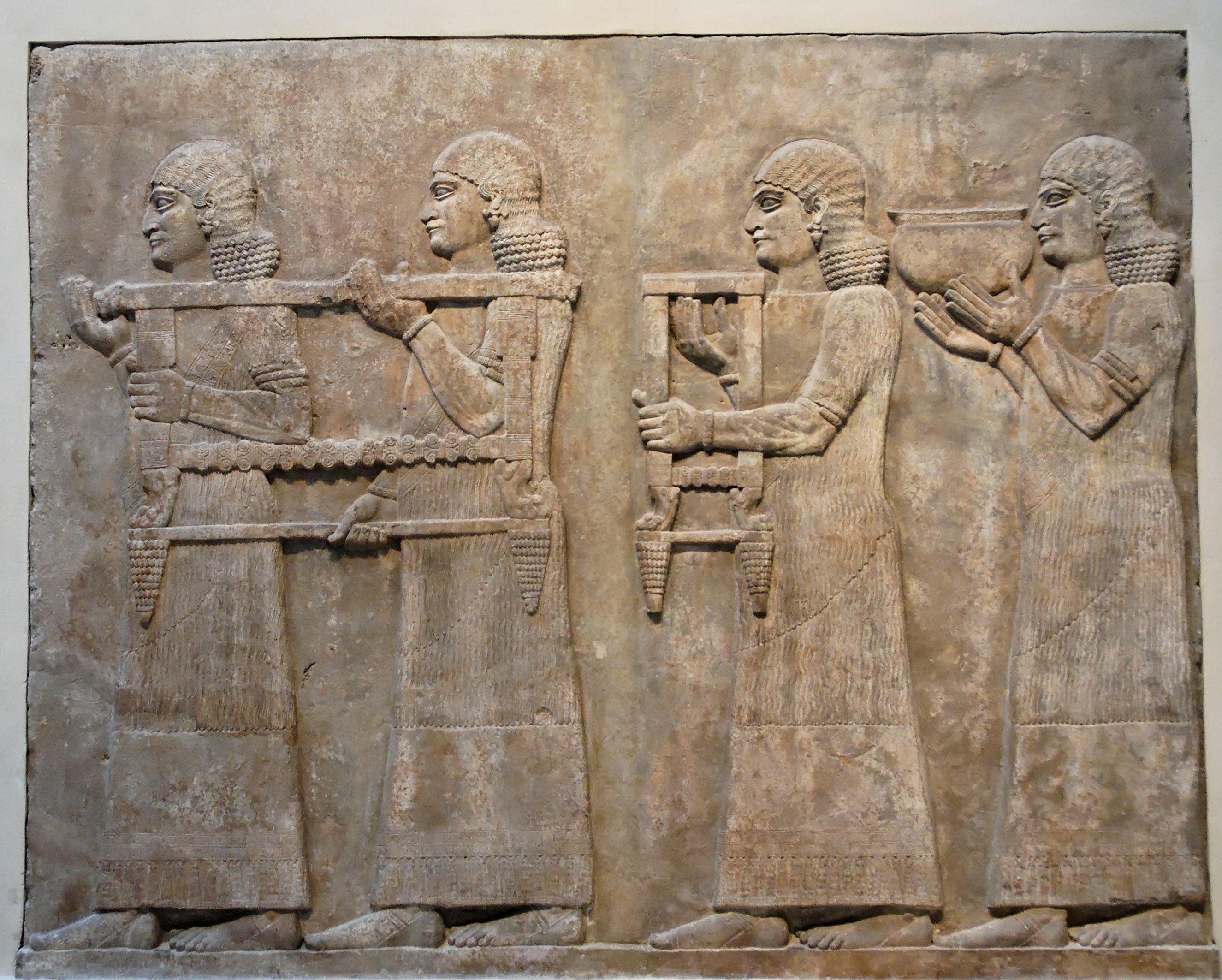
Serviteurs portant une banquette, un siège et un vase. Musée du Louvre.
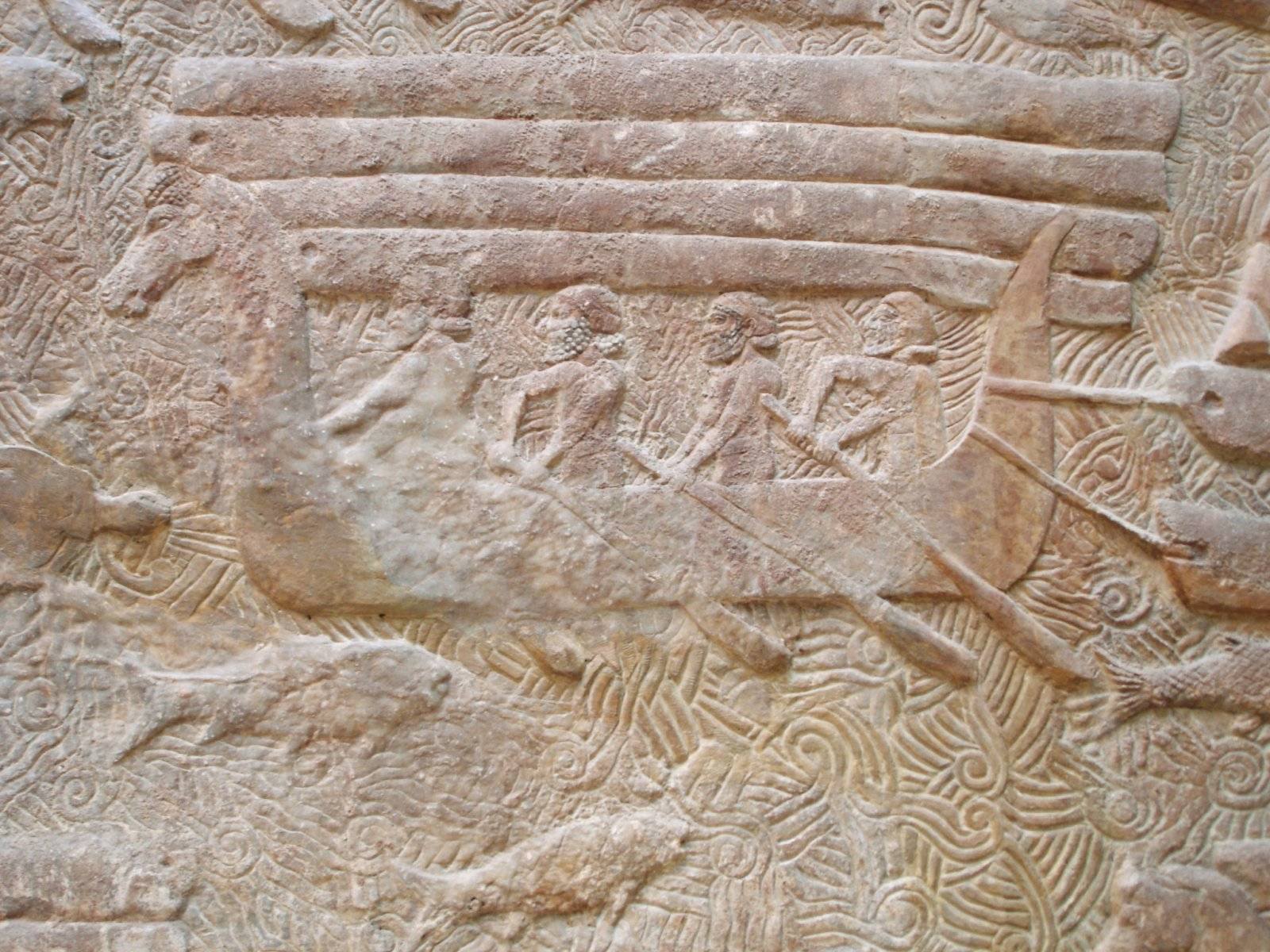
Bateau transportant des cèdres du Liban. Musée du Louvre.
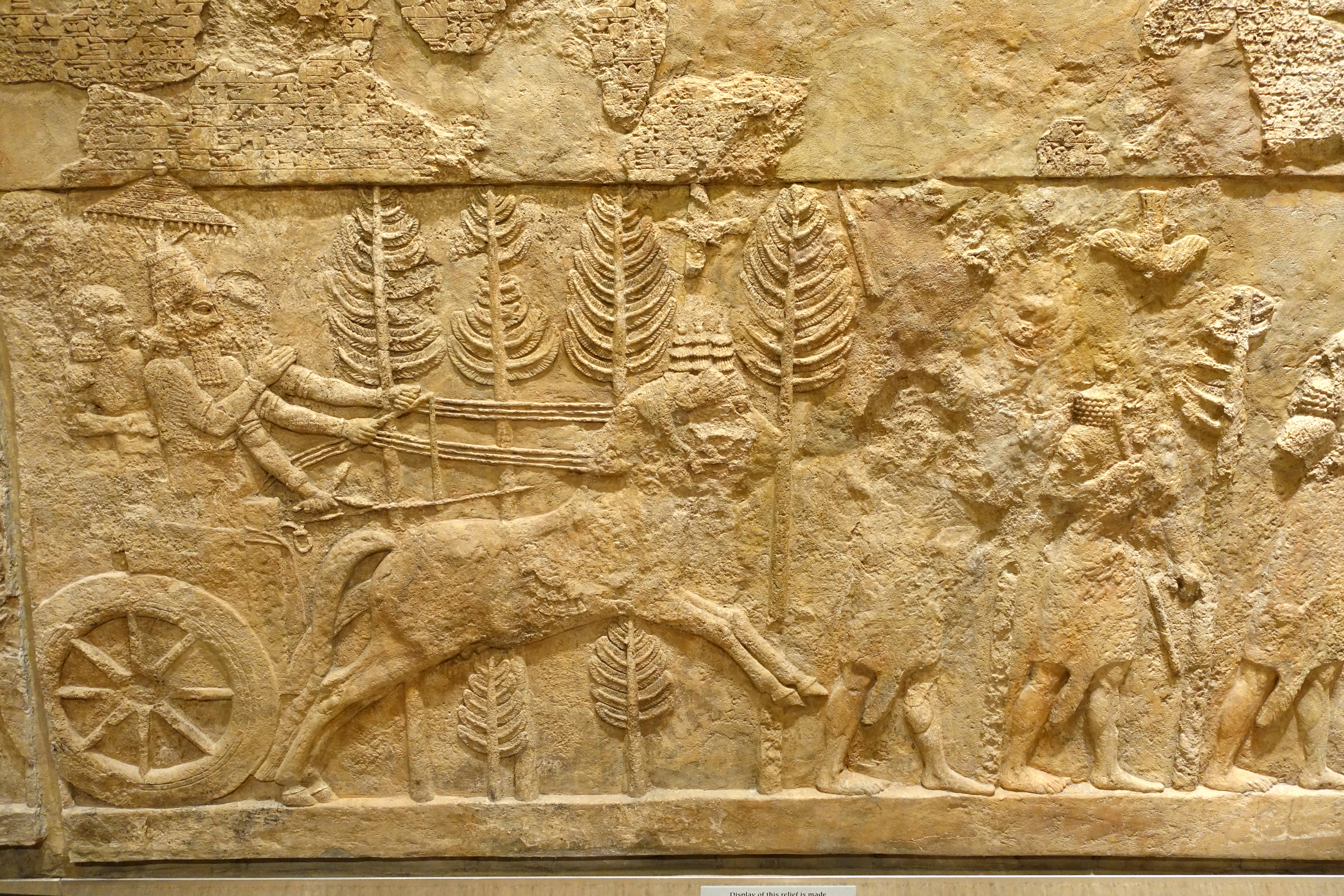
Le souverain Sargon II sur son char. Musée de l'Oriental Institute de Chicago.
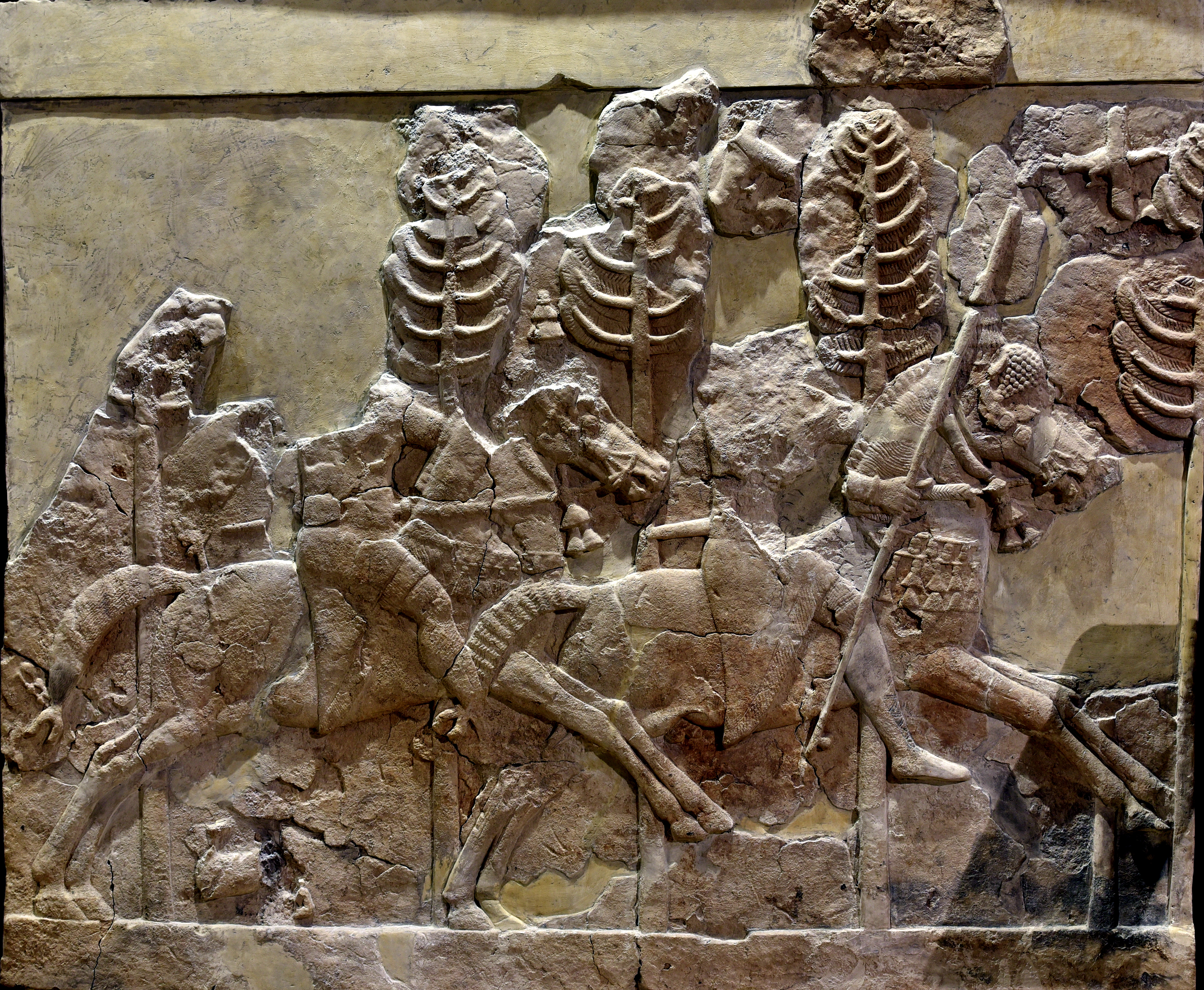
Cavaliers assyriens traversant une forêt. Musée national d'Irak.
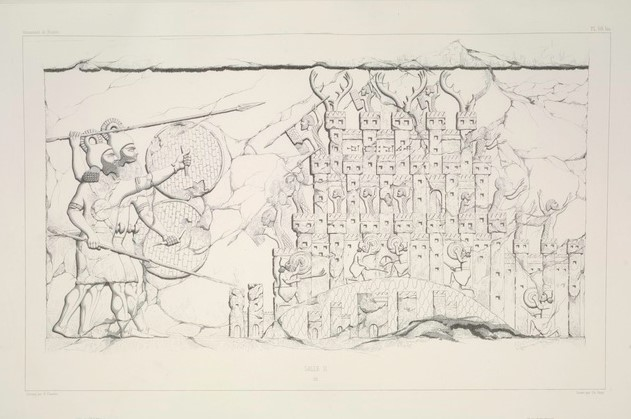
Prise d'une cité mède par les troupes assyriennes. Copie par Eugène Flandin d'un bas-relief aujourd'hui perdu.

Bas-reliefs des palais de Ninive
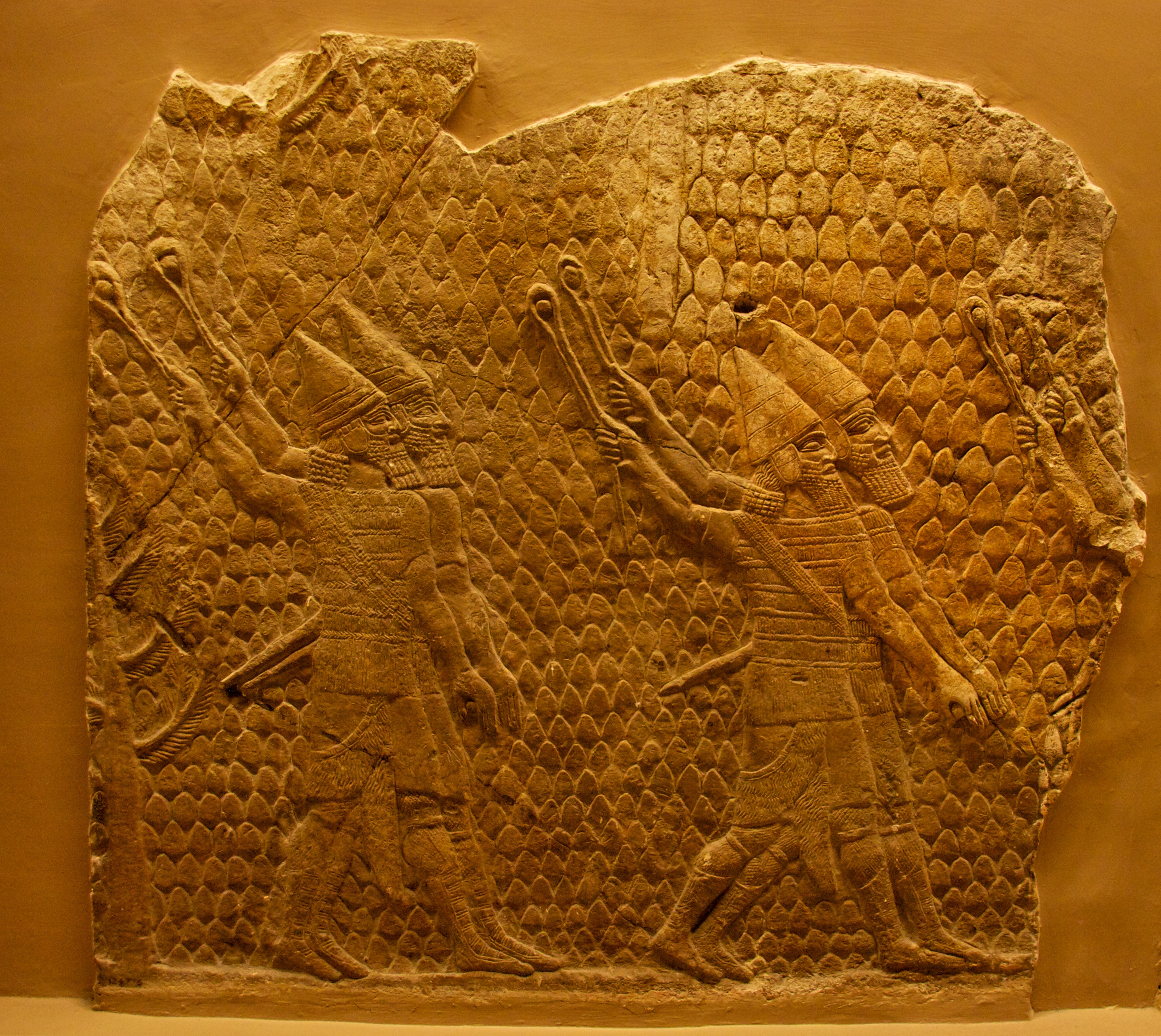
Frondeurs assyriens, bas-relief de la prise de Lakish. Palais sud-ouests British Museum.
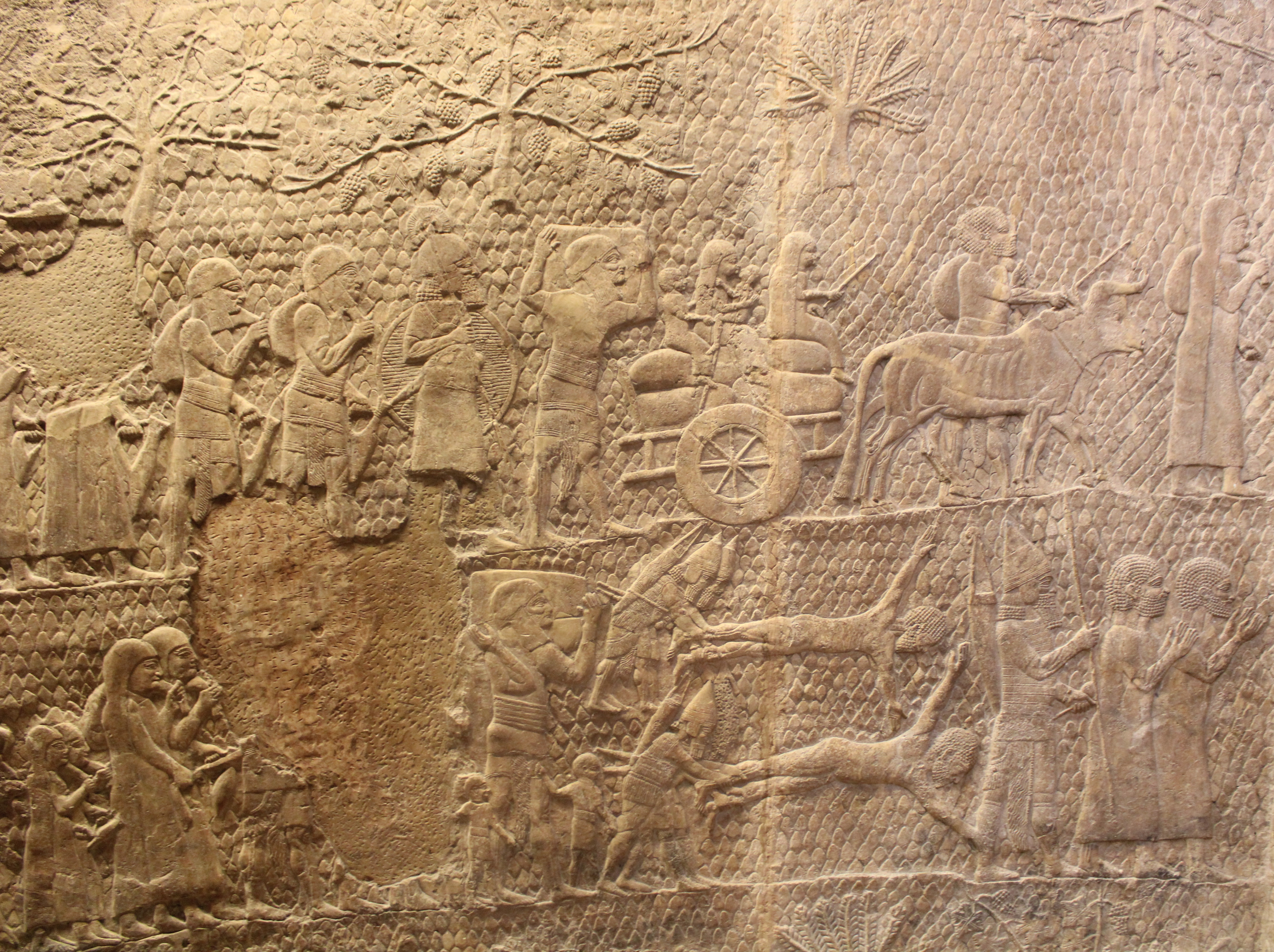
Après la prise de Lakish : des troupes assyriennes conduisent des déportés emmenant leurs propres biens et animaux en exil, et d'autres soldats exécutent des vaincus en les écorchant vifs. Palais sud-ouest, British Museum.
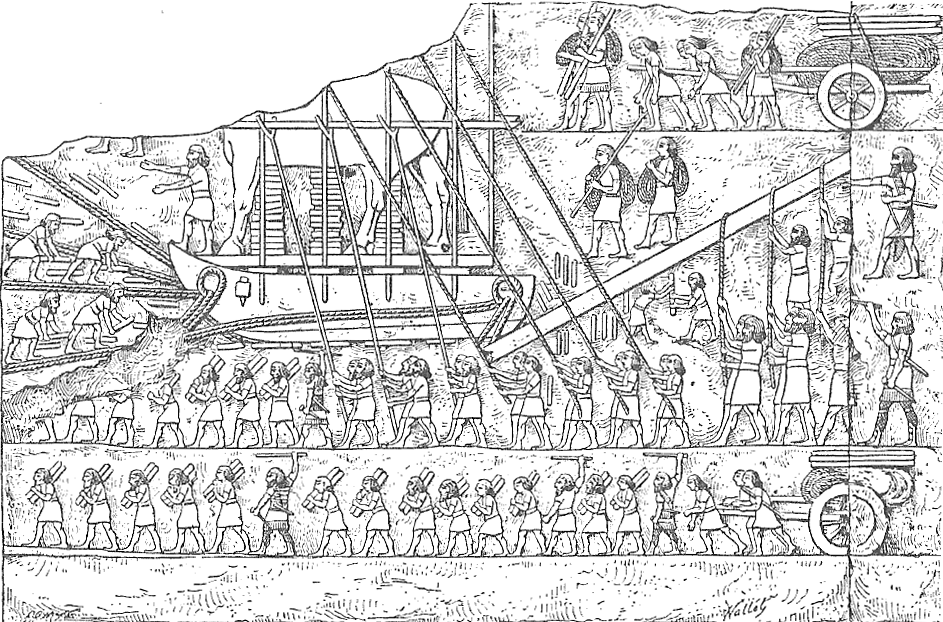
Transport de taureaux androcéphales ailé vers le palais du Ninive, copie d'un bas-relief du palais sud-ouest de la même ville, règne de Sennachérib.
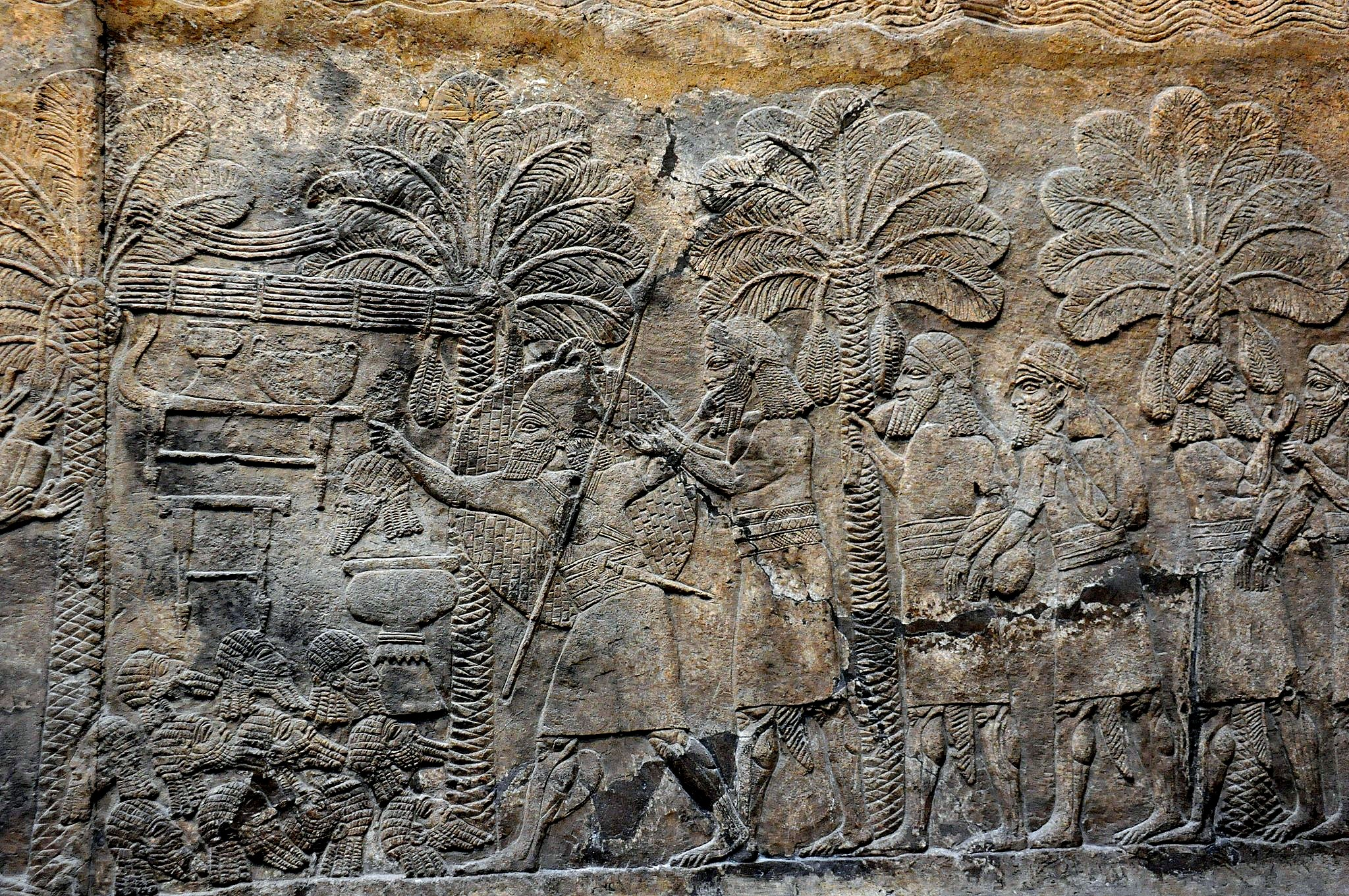
Soldats assyriens amassant du butin et des têtes de vaincus. Palais nord, British Museum.
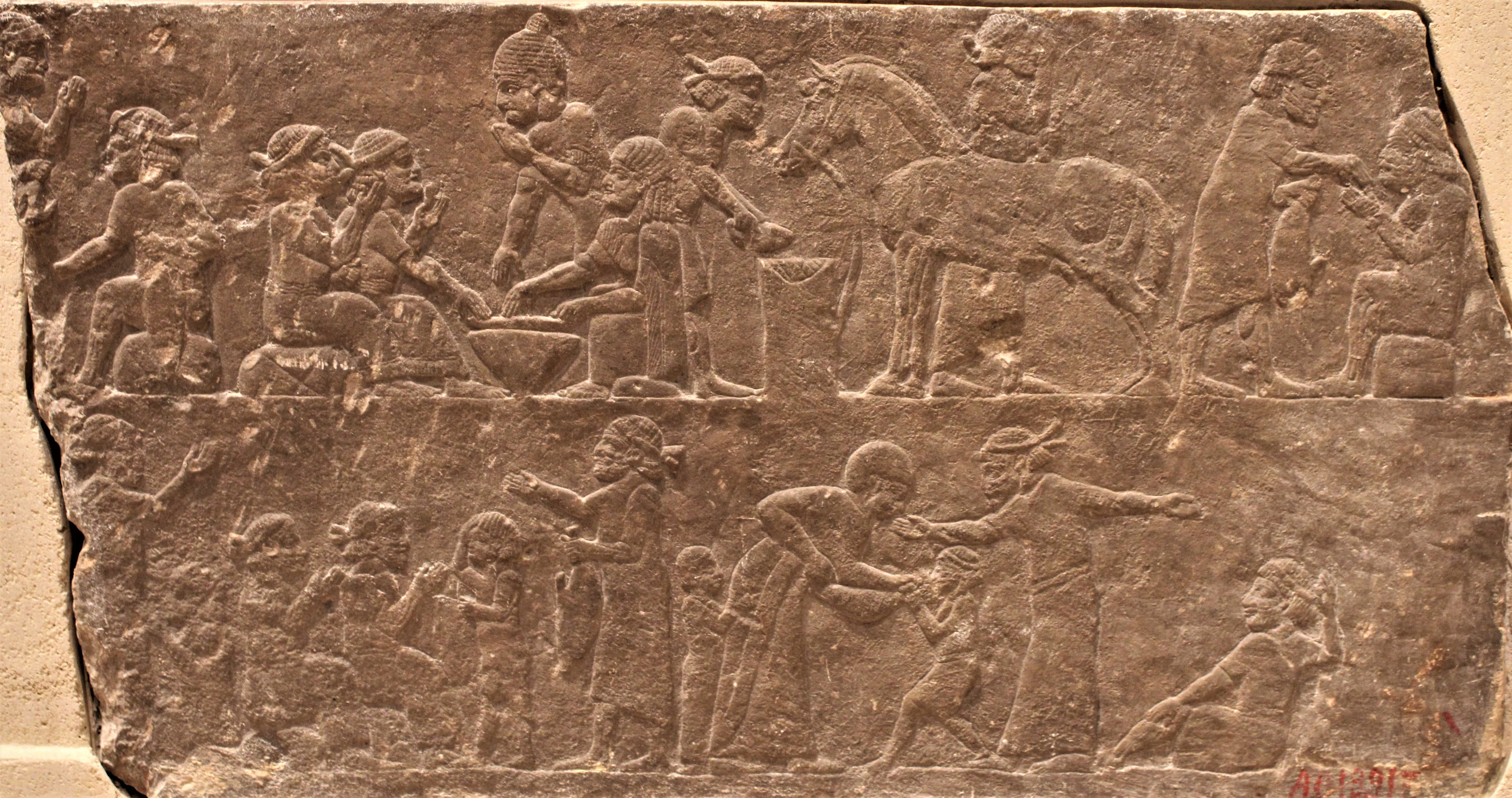
Campement des populations élamites déportées. Palais nord, Musée du Louvre.
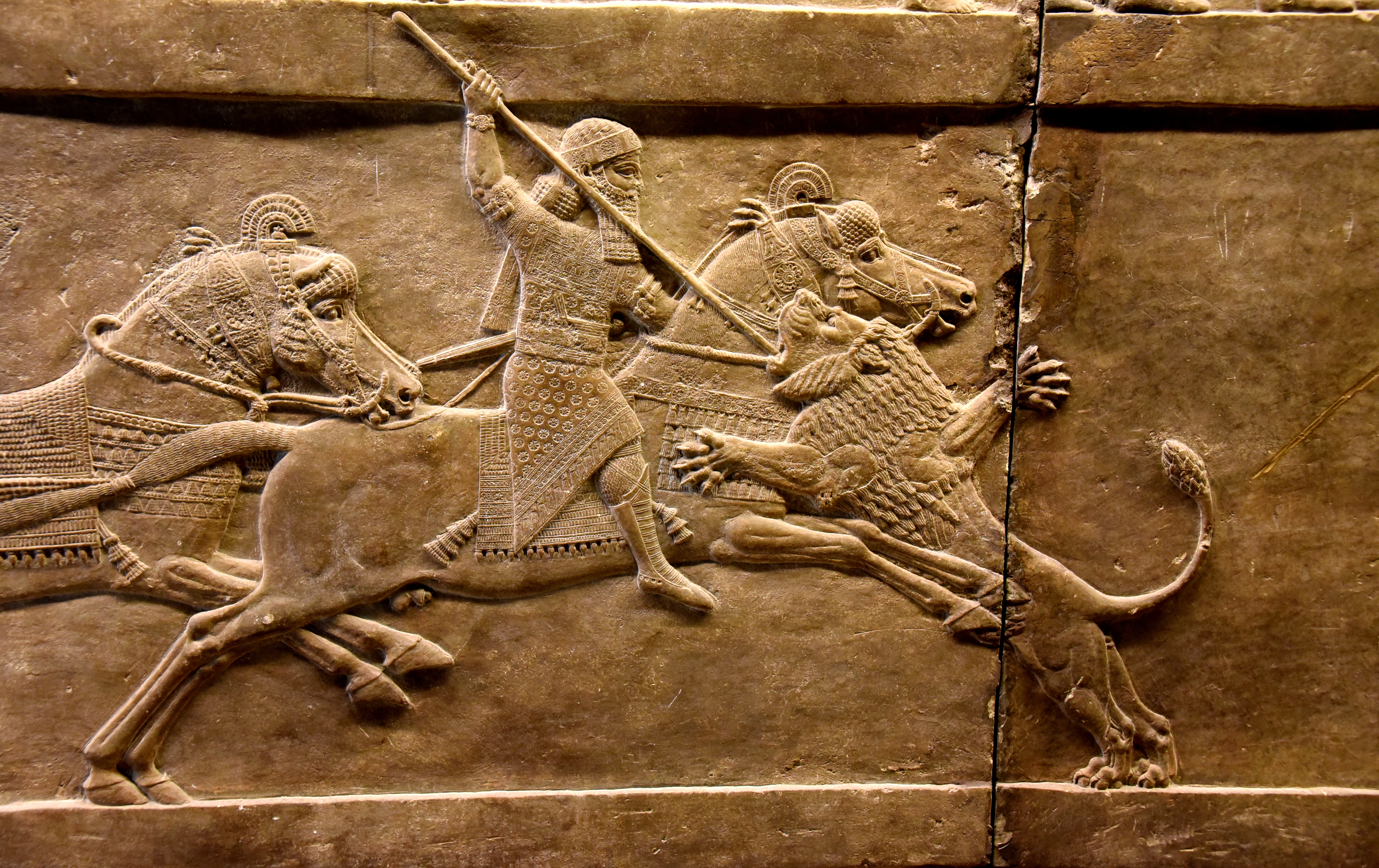
Assurbanipal à cheval contre un lion. Palais nord, British Museum.

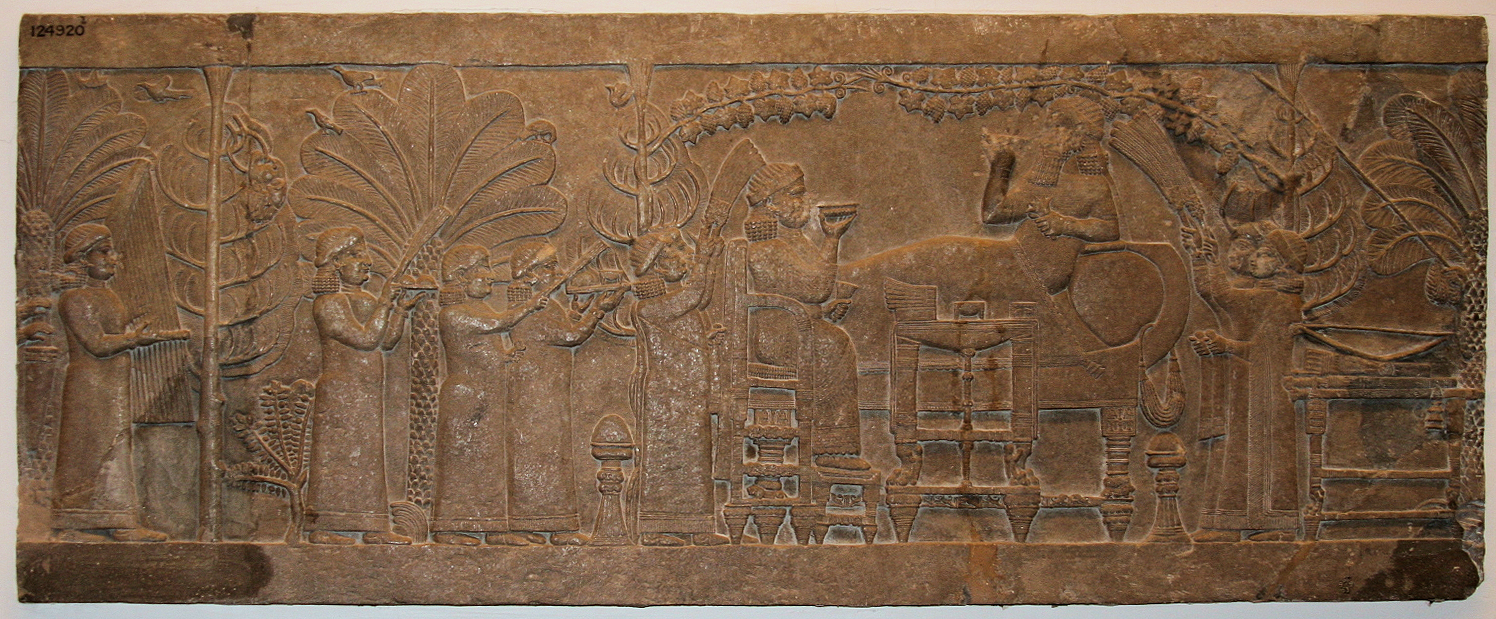
Assurbanipal et son épouse Libbali-sharrat lors d'un banquet, sous une treille. Ninive, British Museum.

Une autre partie des reliefs des palais assyriens avait une fonction sacrée et religieuse en plus de celle architecturale ; ainsi les représentations de génies protecteurs, en premier lieu les taureaux et lions androcéphales ailés placés aux portes de plusieurs salles des palais, et qui avaient également la fonction architecturale de supporter la voûte surplombant la porte. Appelés lamassu ou šêdu, ce sont les sculptures colossales les plus impressionnantes des palais assyriens. Leur tête est réalisée en ronde-bosse, tandis que le reste de leur corps était en haut-relief. Les autres personnages protecteurs sculptés des palais assyriens étaient des génies ailés en bas-reliefs, les apkallu, généralement à tête humaine mais parfois à tête d'oiseau, et portant des objets sacrés.

Génies protecteurs des palais néo-assyriens
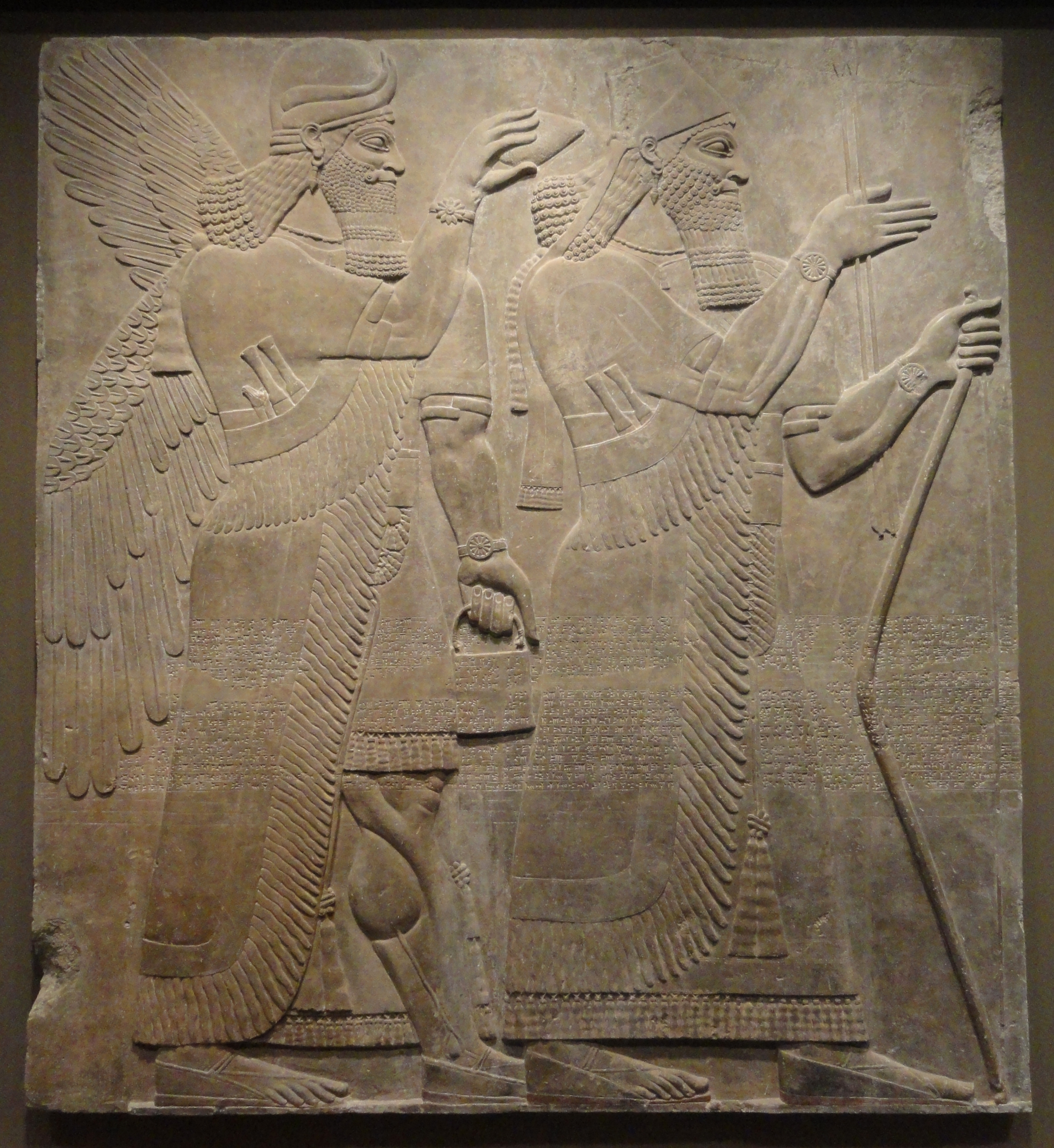
Assurnasirpal II et un génie ailé, palais nord-ouest de Kalkhu, Hood Museum of Art.
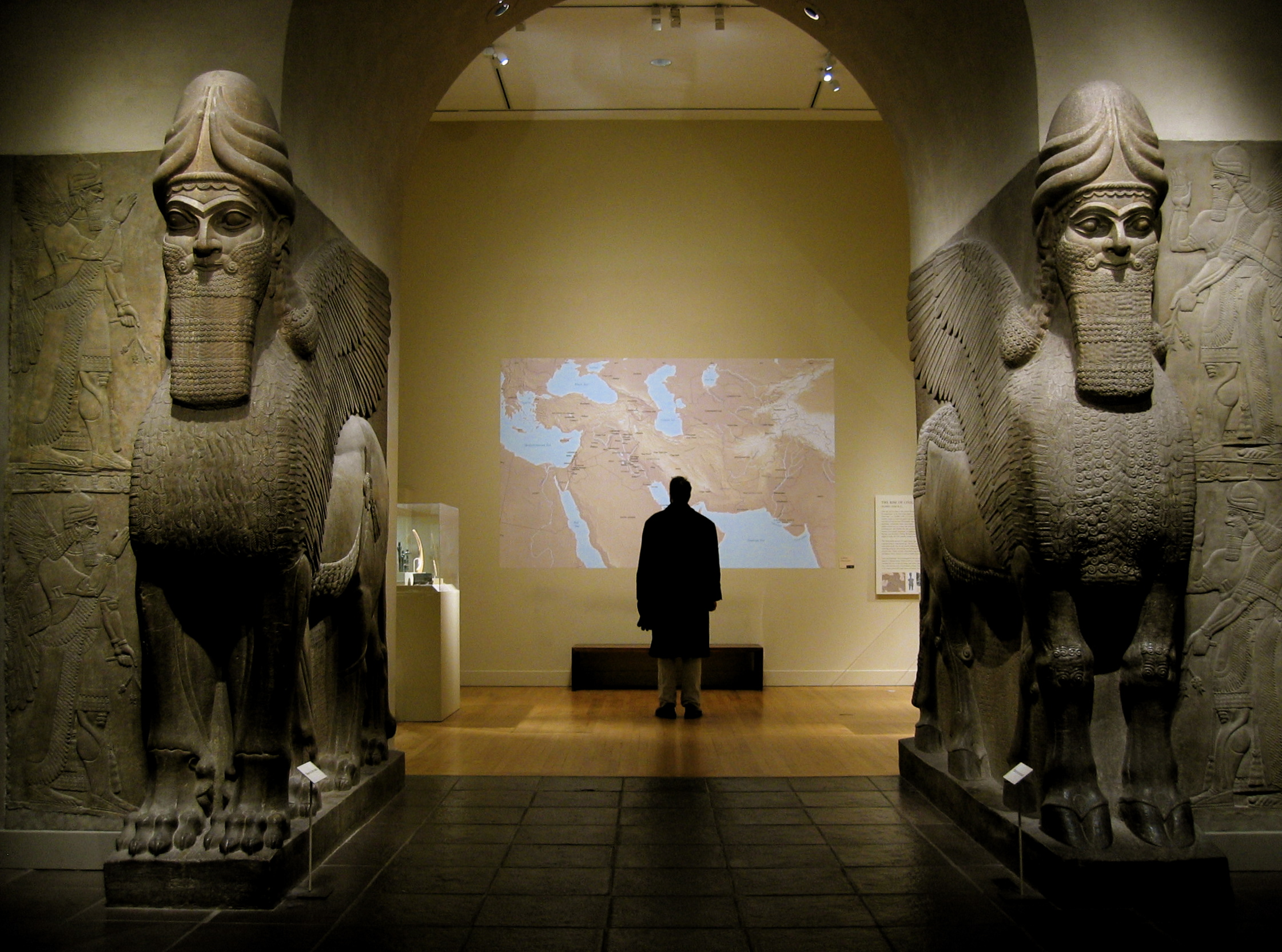
Taureaux androcéphales ailés provenant d'une porte du palais de Kalkhu, Metropolitan Museum of Art.
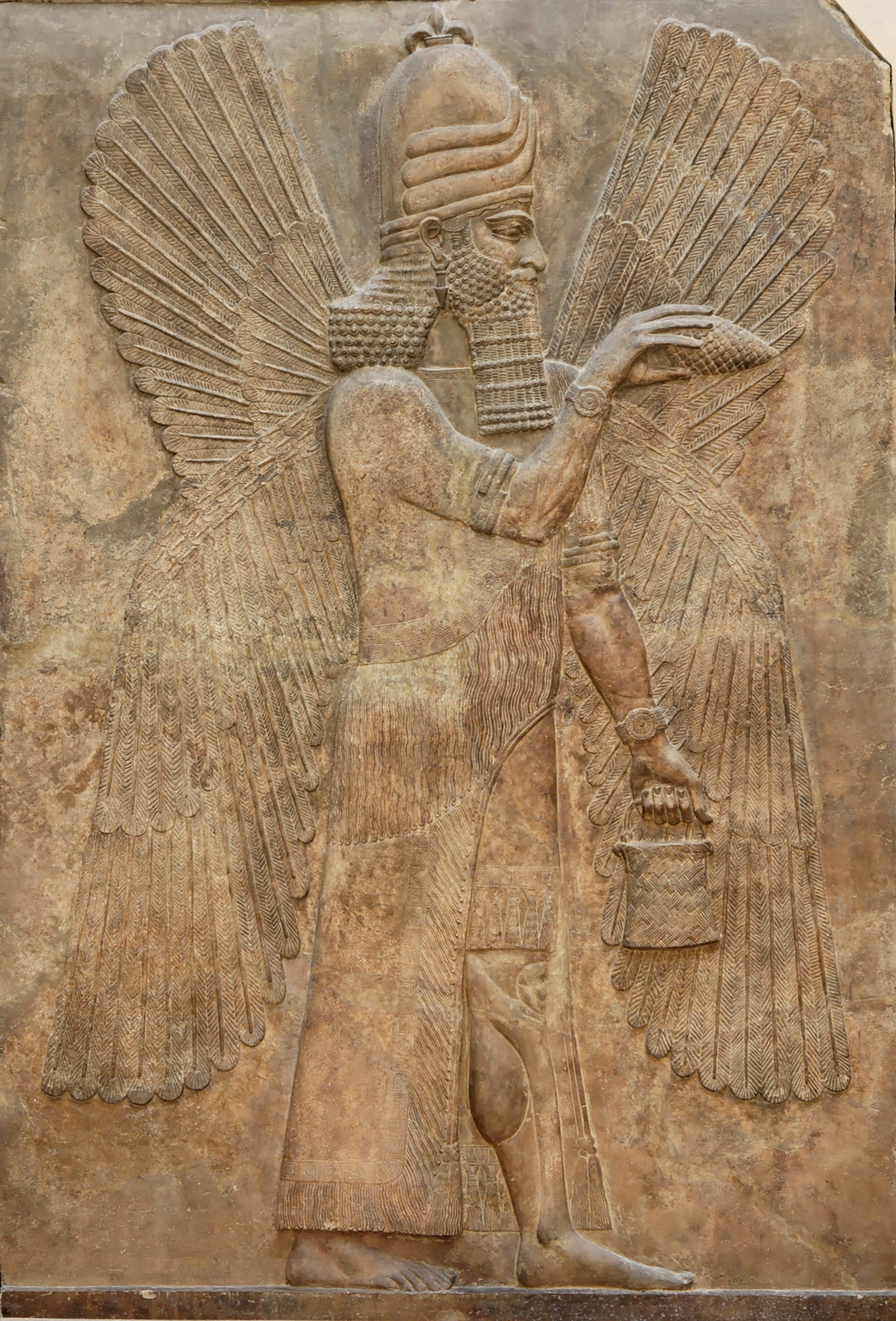
Génie protecteur ailé, palais de Dur-Sharrukin, Musée du Louvre.
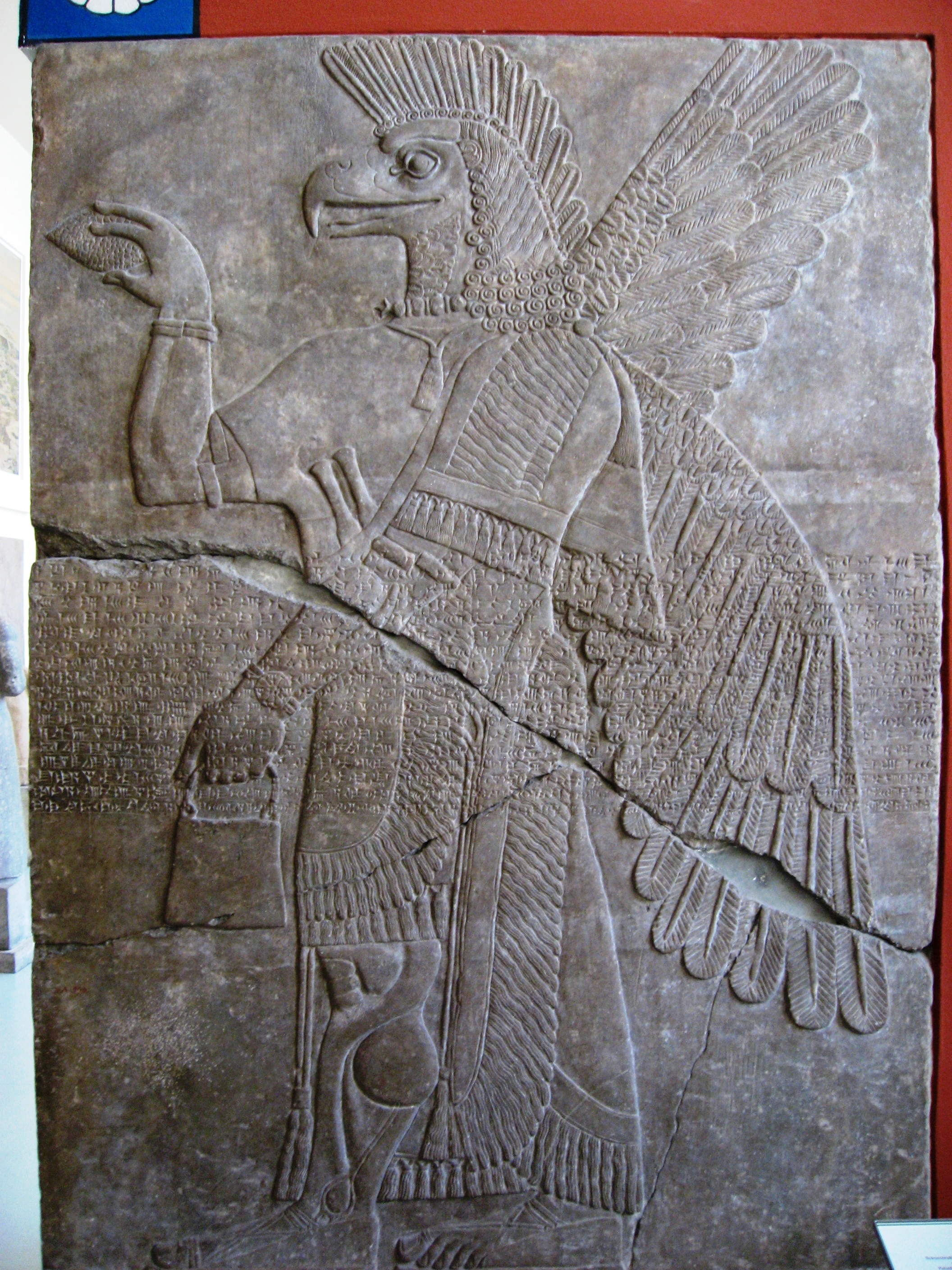
Génie protecteur ailé à tête d'oiseau, Kalkhu, Vorderasiatisches Museum (Musée de Pergame).

#### Autres formes de sculptures
D'autres sculptures sur pierre avaient été commanditées par les souverains assyriens. Les débuts de l'art du bas-relief assyrien sont perceptibles dans quelques œuvres médio-assyriennes, notamment un autel en albâtre sur lequel est sculpté le roi Tukulti-Ninurta Ier face à un autel similaire à celui qui porte la scène. Le roi est représenté en deux positions successives, debout puis à genou, tenant un sceptre et vêtu avec la tunique à franges que portent encore ses successeurs néo-assyriens. De la même période, un bas-relief mis au jour dans un puits d'Assur représente le dieu Assur tenant deux branches que broutent des caprins, entre deux divinités aux vases jaillissants.

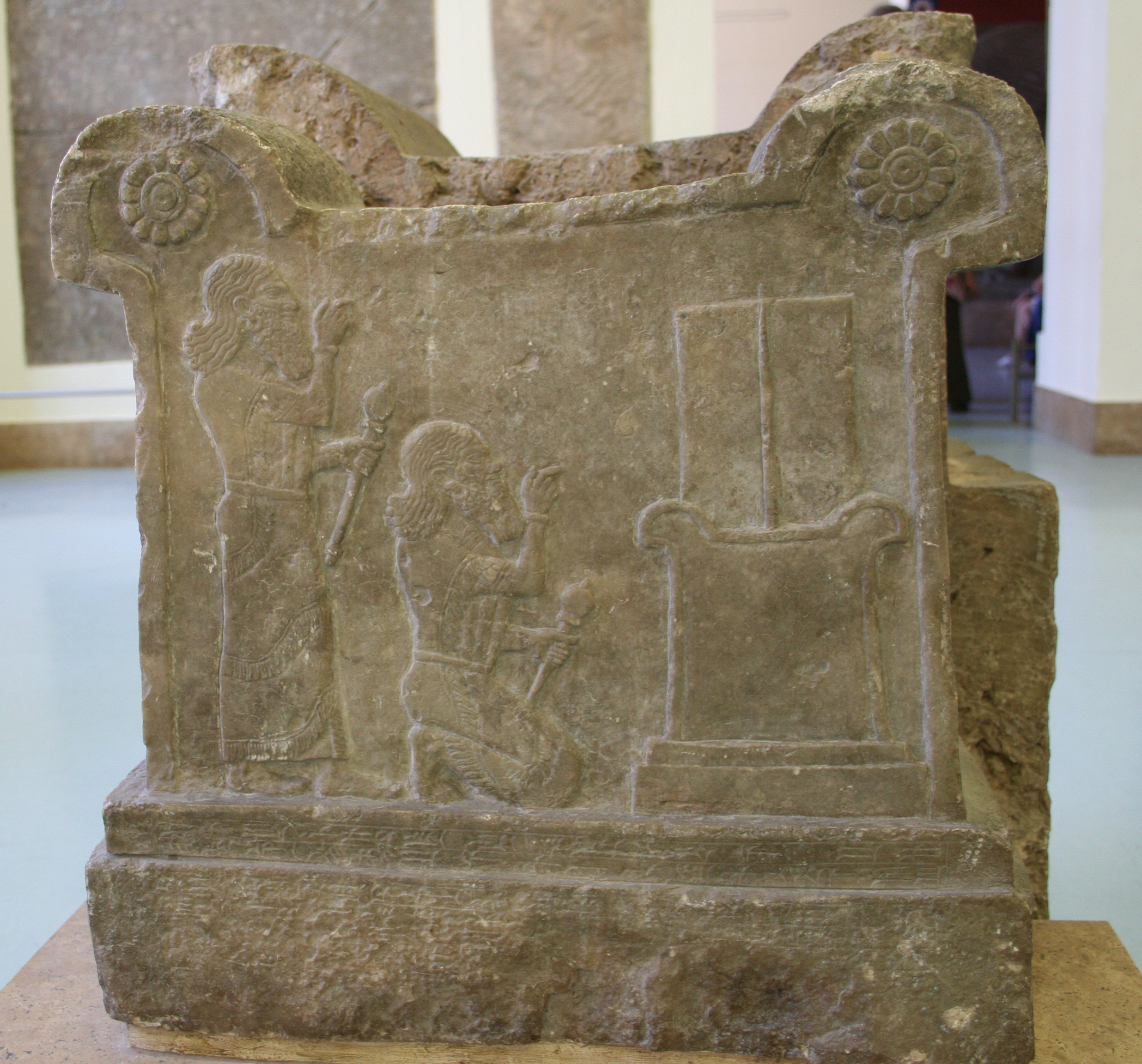
Autel en albâtre portant un bas-relief montrant Tukulti-Ninurta Ier en deux postures d'adoration (debout et à genou), trouvé à Assur et conservé au Vorderasiatisches Museum (Musée de Pergame) de Berlin.
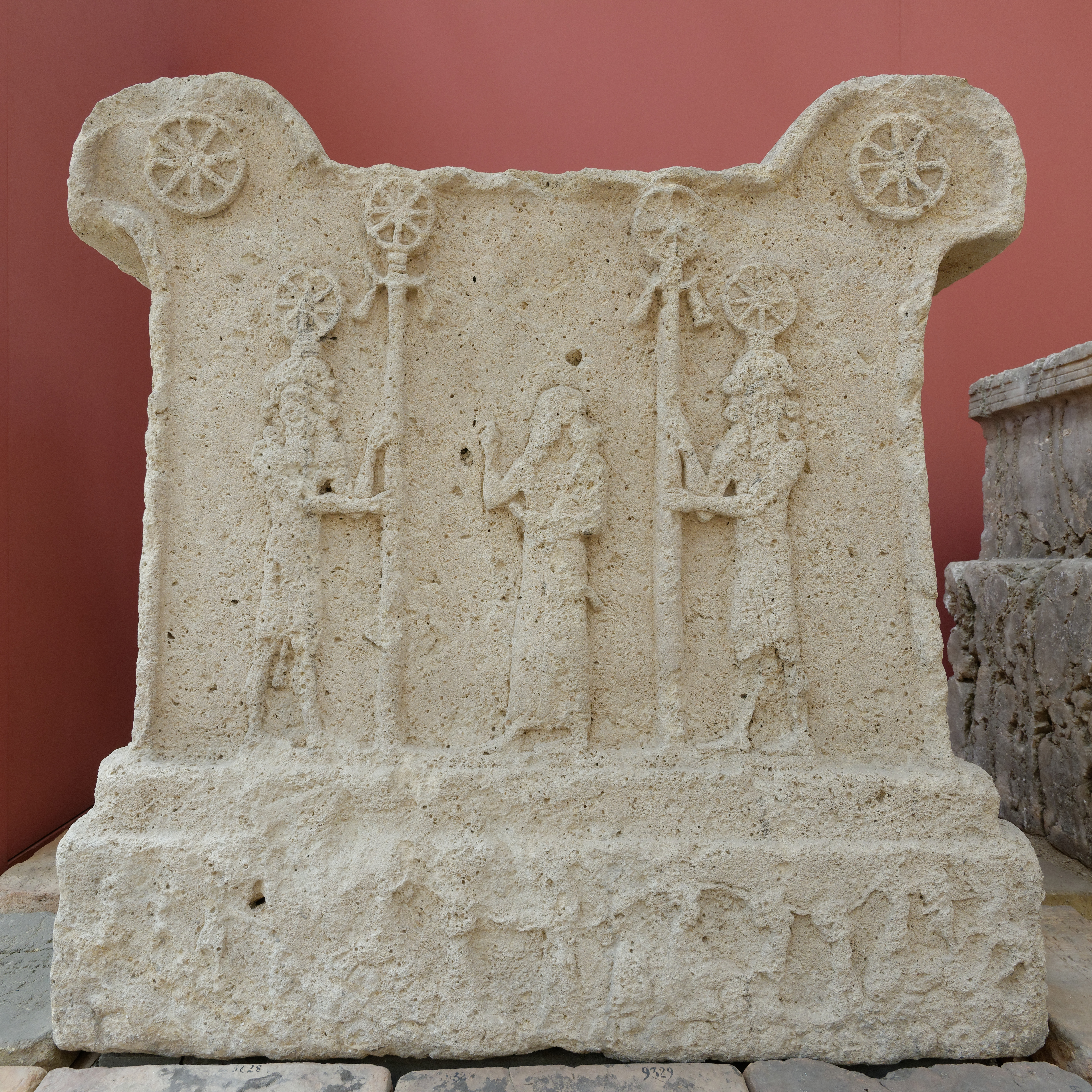

Plusieurs stèles représentent des rois assyriens et commémorent souvent leurs victoires. On connaît aussi des bas-reliefs rupestres comme ceux de Bavian dans le Kurdistan commémorant les travaux hydrauliques réalisés par Sennachérib pour la construction de Ninive, celui de Maltai représentant une procession divine, ou encore celui de Nahr el-Kelb au Liban datant du règne d'Assarhaddon. Des stèles sculptées étaient également réalisées en Assyrie, comme l'« obélisque noir » de Salmanazar III, à quatre faces, sur lequel on trouve des bas-reliefs commémorant des victoires militaires, donc des thèmes identiques aux bas-reliefs palatiaux.
On dispose de cas de sculptures en ronde-bosse assyriennes avec les statues de Assurnasirpal II et Salmanazar III, qui sont presque à taille réelle,. Les rois sont représentés de façon figée, inexpressive, symbolisant plus la fonction que l'être humain. Ils sont vêtus d'une robe à manches courtes autour de laquelle est enroulé un châle à frange, caractéristique des rois assyriens. Le premier est en position de prière, le second a une allure plus martiale même si les attributs dont il dispose, armes comprises, renvoient à son rôle de grand prêtre, comme la masse d'armes symbolisant sa fonction de vicaire du dieu Assur.

Sculptures néo-assyriennes datant du règne de Salmanazar III (858-824)
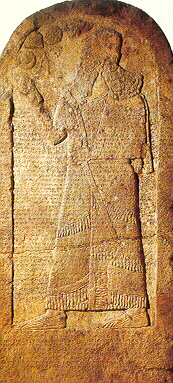
Stèle proclamant la victoire du roi à la bataille de Qarqar (853), retrouvée à Kurkh, British Museum.
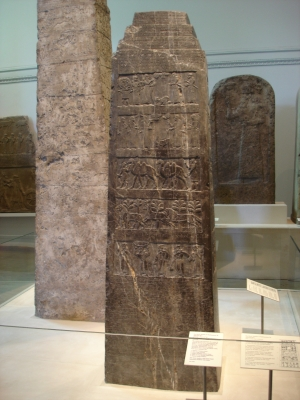
« Obélisque noir », monolithe en calcaire noir sculpté retrouvée à Kalkhu (Nimrud), British Museum.
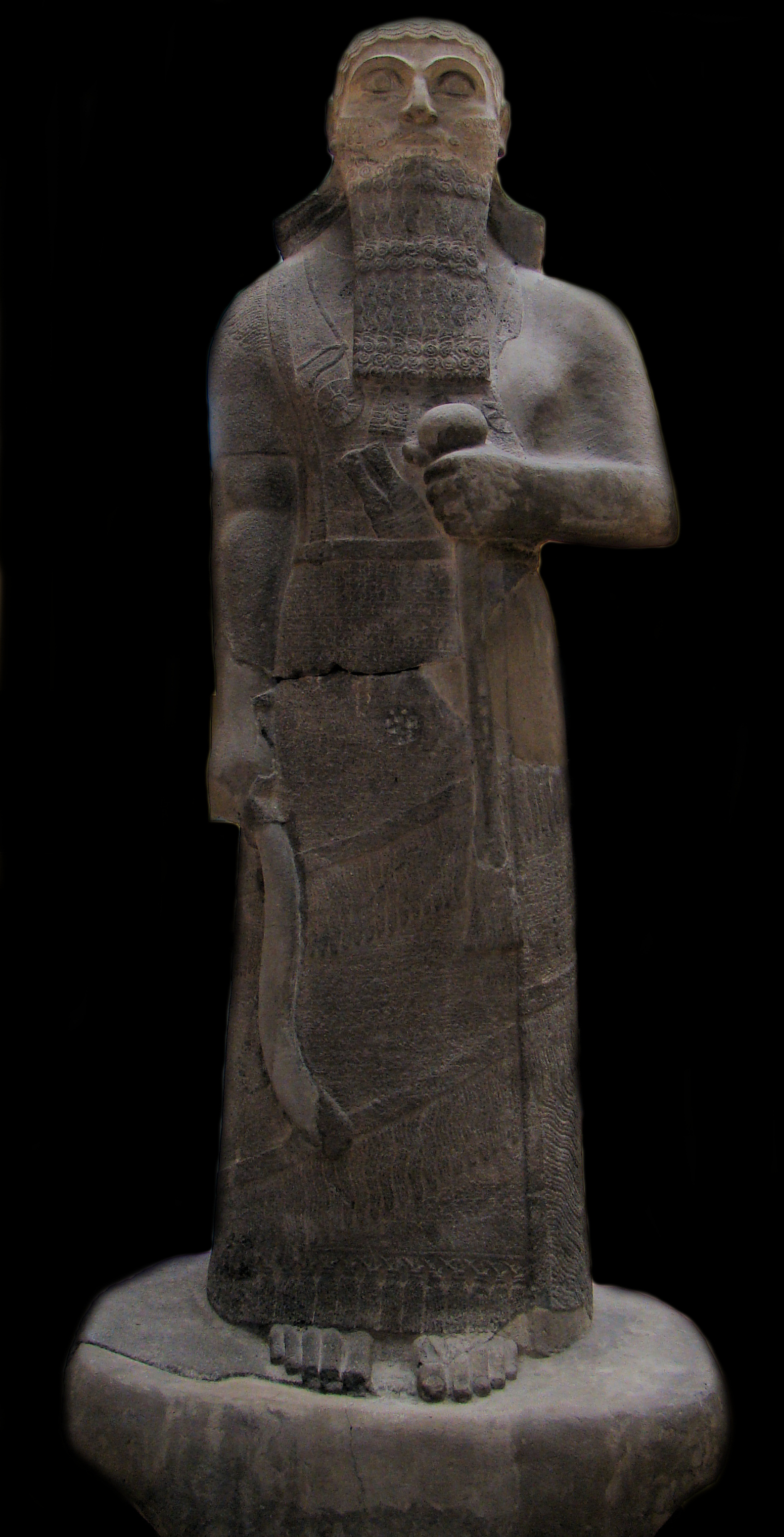
Statue du roi provenant d'Assur, Musée archéologique d'Istanbul.

À côté de la sculpture sur pierre, on connaît un exemple remarquable de sculpture sur métal au repoussé avec les plaques de bronze qui étaient clouées sur une porte du temple de Balawat (l'ancienne Imgur-Enlil), et datées des règnes d'Assurnasirpal II et de Salmanazar III. Il s'agit de plusieurs plaques horizontales représentant chacune une campagne différente, accompagnée d'une légende, suivant une disposition similaire débutant par le départ des troupes depuis le camp, suivie par la bataille, la prise de la ville ennemie, la déportation des vaincus et enfin la célébration de la victoire par des offrandes aux dieux et l'érection de stèles de victoire. Il s'agit donc une nouvelle fois de thèmes similaires à ceux que l'on trouve sur les murs des palais royaux.

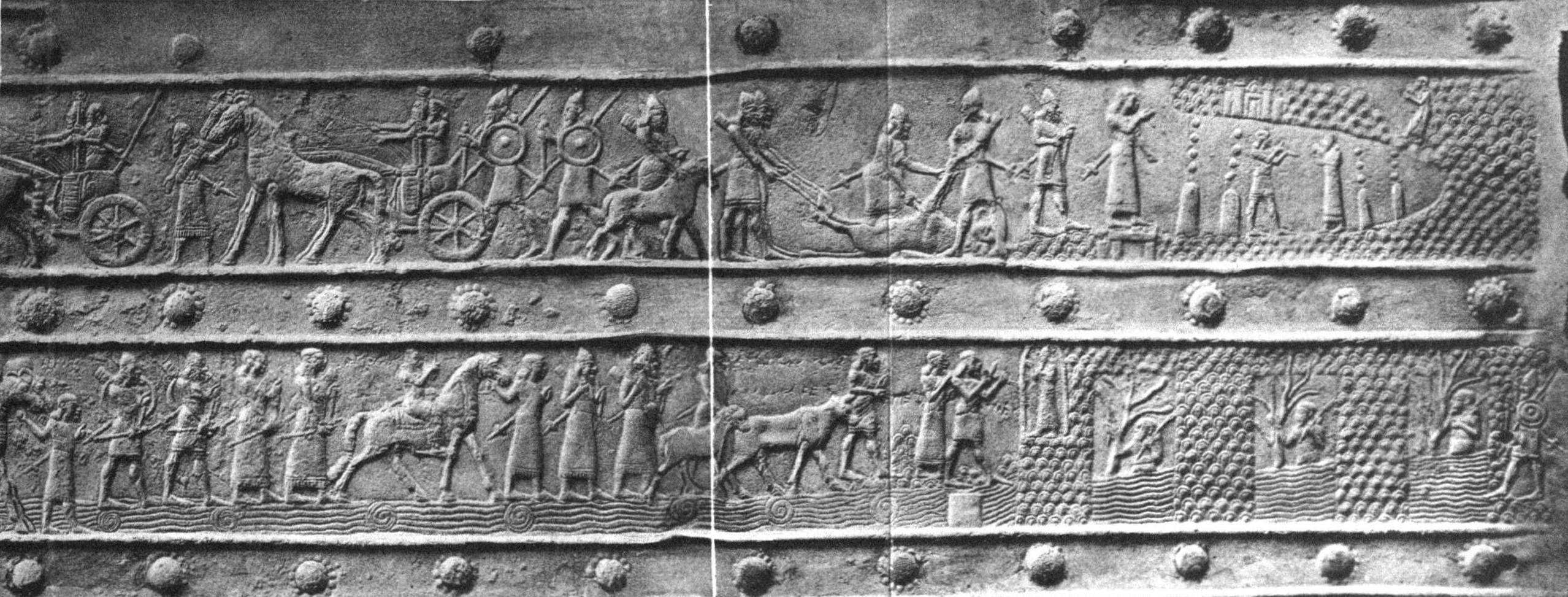
Plaque de bronze sculptée des portes de Balawat, règne de Salmanazar III.

On sait par plusieurs récits de construction néo-assyriens que les palais royaux et temples étaient décorés par des statues monumentales en métal (cuivre, bronze surtout), comme de grandes colonnes ou encore des taureaux et des lions pesant des centaines de tonnes,Aruz et al. (dir.) 2014, p. 58. Mais aucun ne nous est parvenu. En revanche, on connaît quelques sculptures de petite taille en métal destinées à un contexte plus individuel. On peut y ranger les objets à but protecteur que sont la statuette du démon protecteur Pazuzu, et la plaque de conjuration contre les méfaits de la démone Lamashtu qui datent de la période néo-assyrienne, ou diverses amulettes ayant une fonction similaire. Enfin des figurines en terre cuite moulées avaient des fonctions similaires.

Sculptures à but protecteur de la période néo-assyrienne
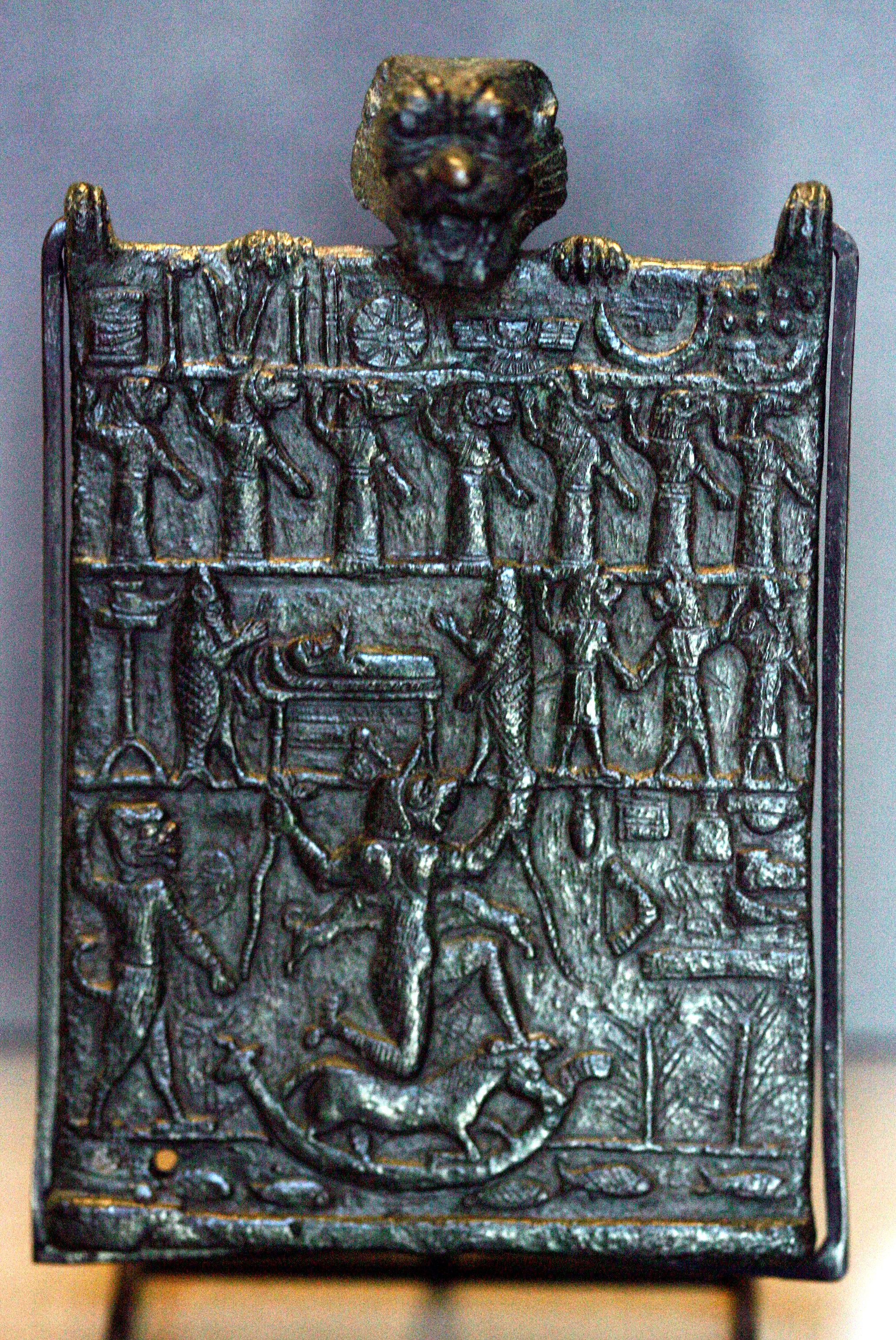
Plaque en bronze de protection contre la démone Lamashtu, musée du Louvre.
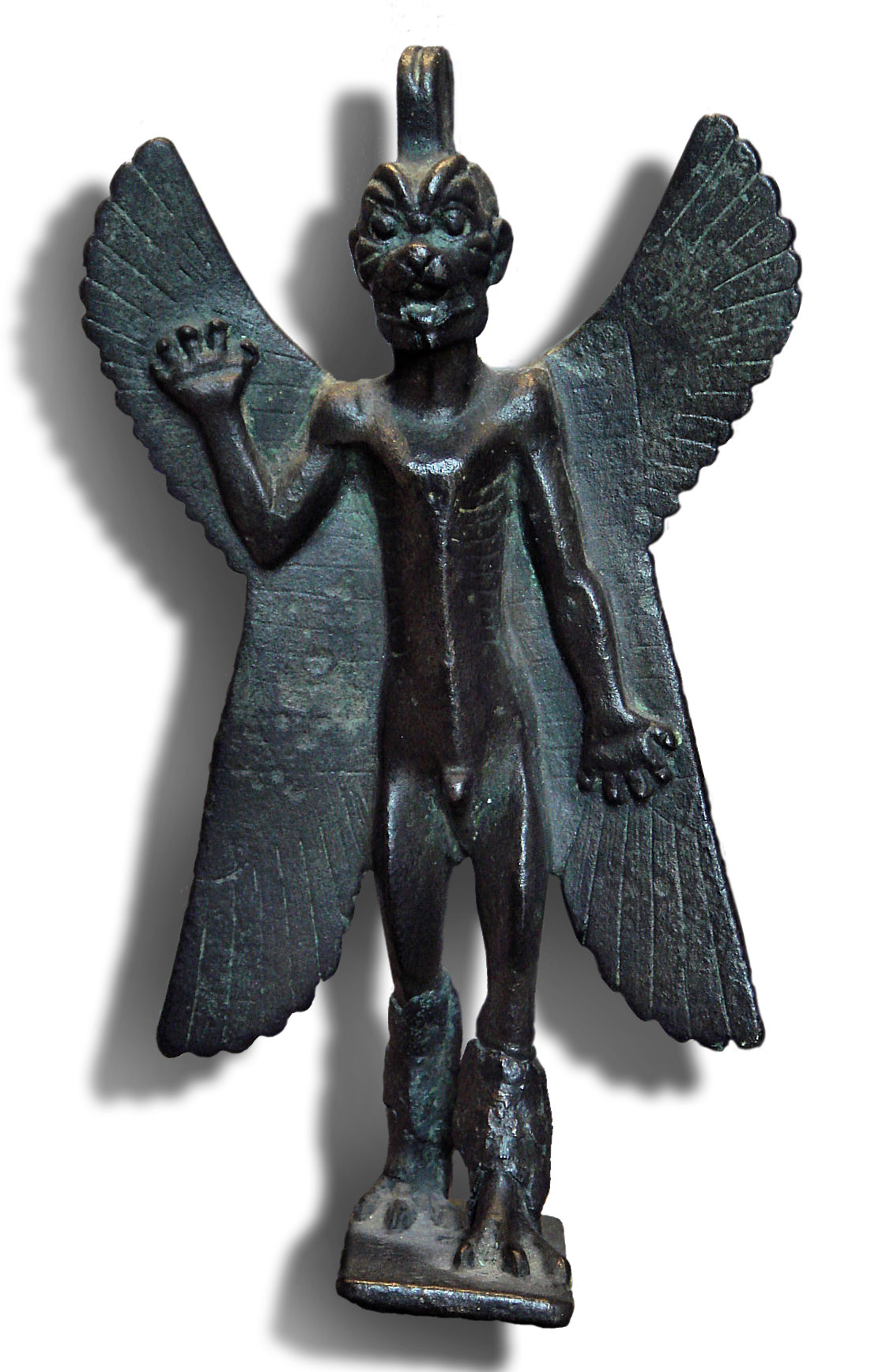
Statuette protectrice en bronze du démon Pazuzu, musée du Louvre.
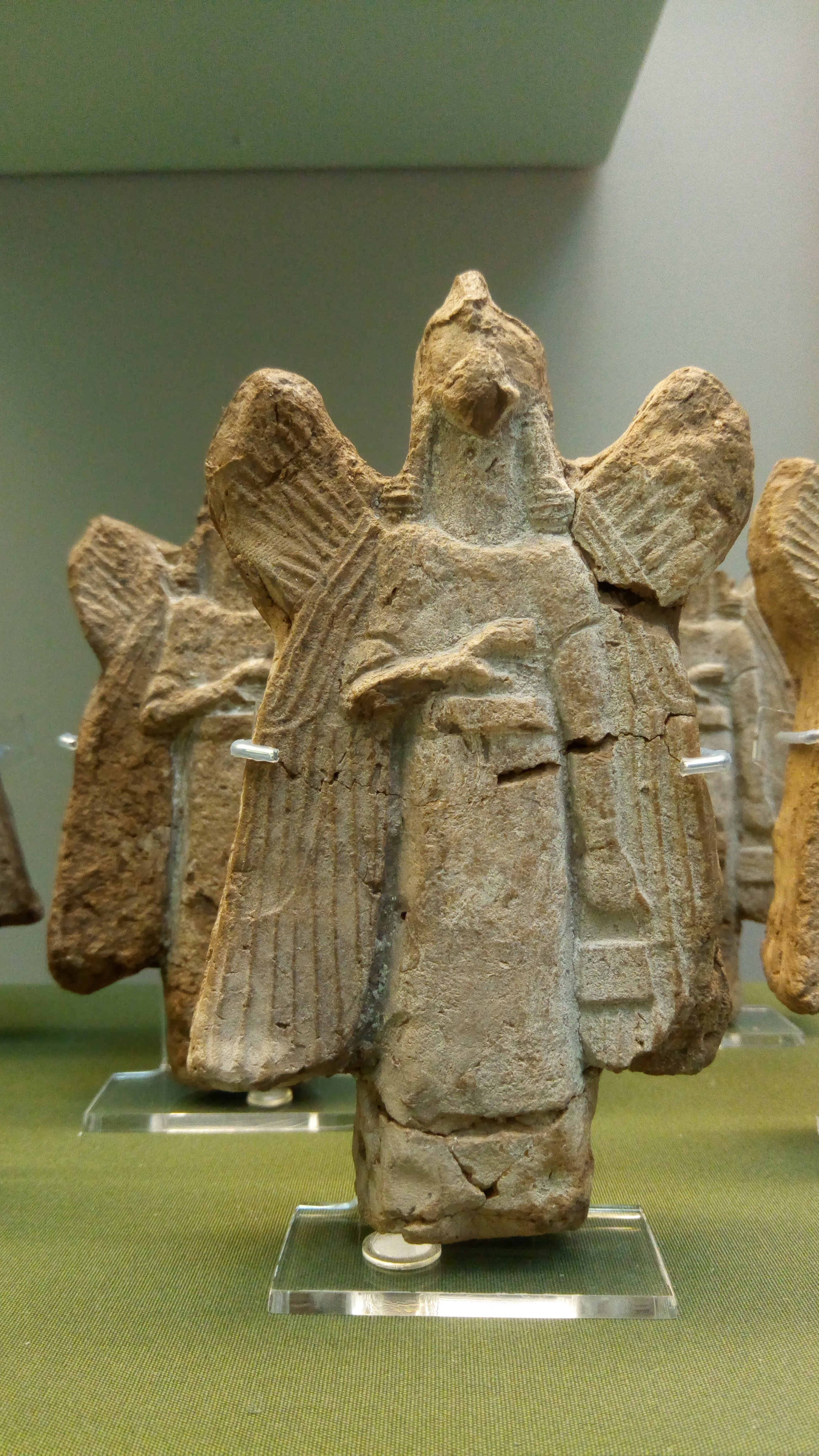
Statuettes protectrices en terre cuite représentant des génies à tête d'oiseau. British Museum.
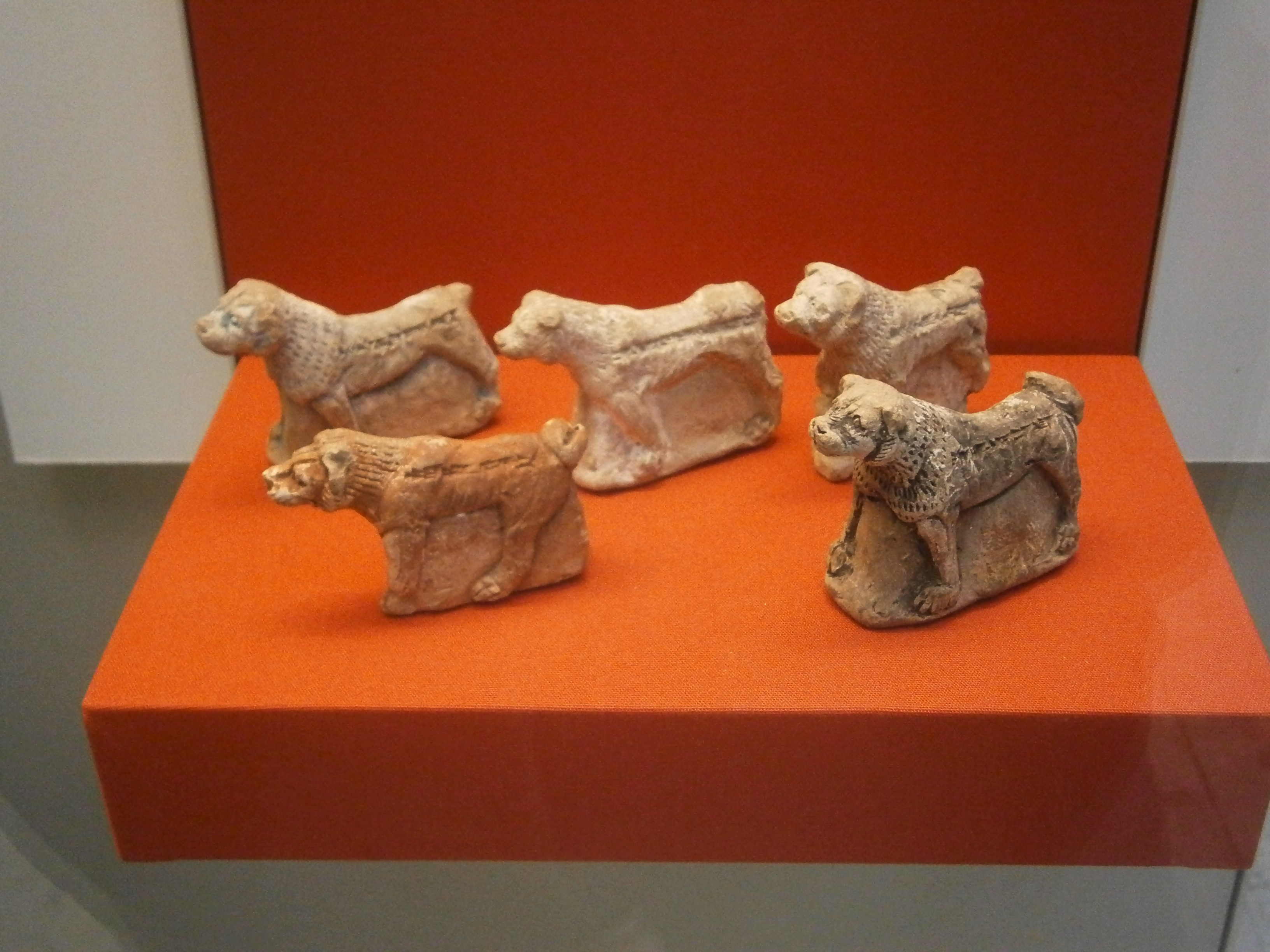
Statuettes protectrices en terre cuite représentant des chiens. British Museum.

#### Peinture
Les bas-reliefs des palais-assyriens étaient peints, mais ils ont perdu toutes leurs couleurs au fil des siècles. On a cependant retrouvé quelques exemples de murs peints sur des sites médio-assyriens (Kar-Tukulti-Ninurta) mais surtout néo-assyriens, comme Assur ou Kalkhu. Mais la plus impressionnante série de peintures assyriennes a été retrouvée dans le palais provincial de Til-Barsip / Kar-Salmanazar (Tell Ahmar) dans les années 1930,. Datées des VIIIe et VIIe siècles, une grande partie a été dégradée et a disparu, et n'est connue que par les copies qui en ont été faites à l'époque de leur mise au jour. Le style et le sujet étaient les mêmes que ceux des bas-reliefs des grands palais royaux.

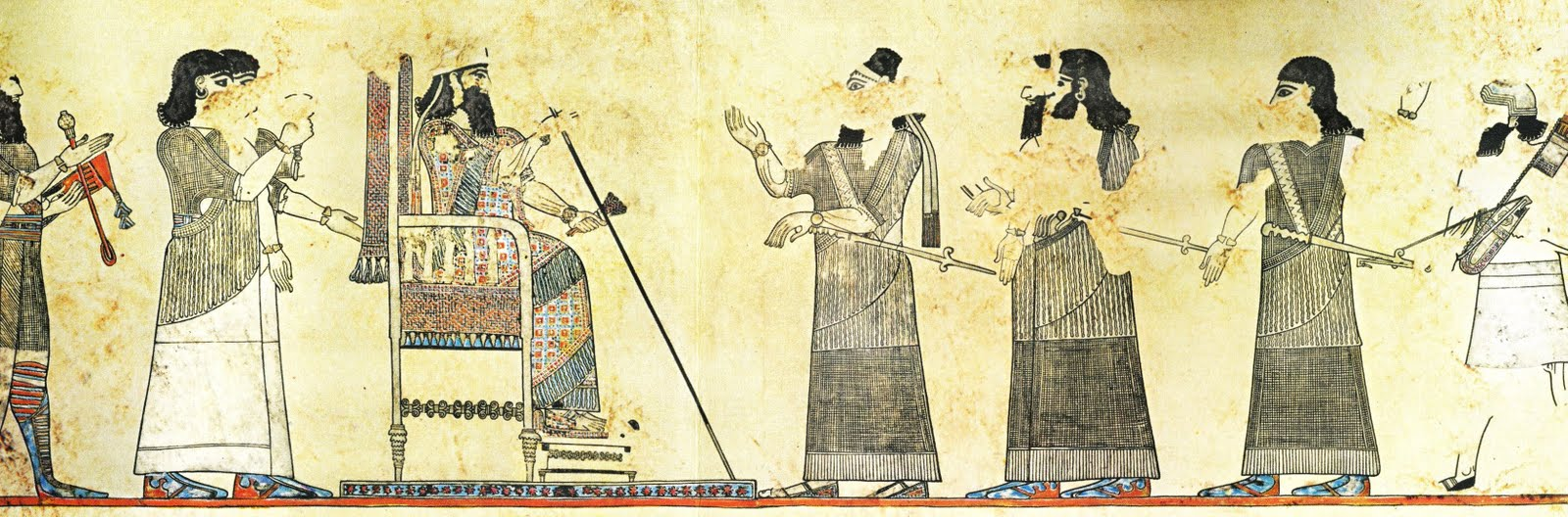
Peinture murale de Til Barsip (Tell Ahmar) : le roi, probablement Tiglath-Phalazar III, assis sur son trône donne audience à des dignitaires, introduits par le prince héritier.

"Peintures
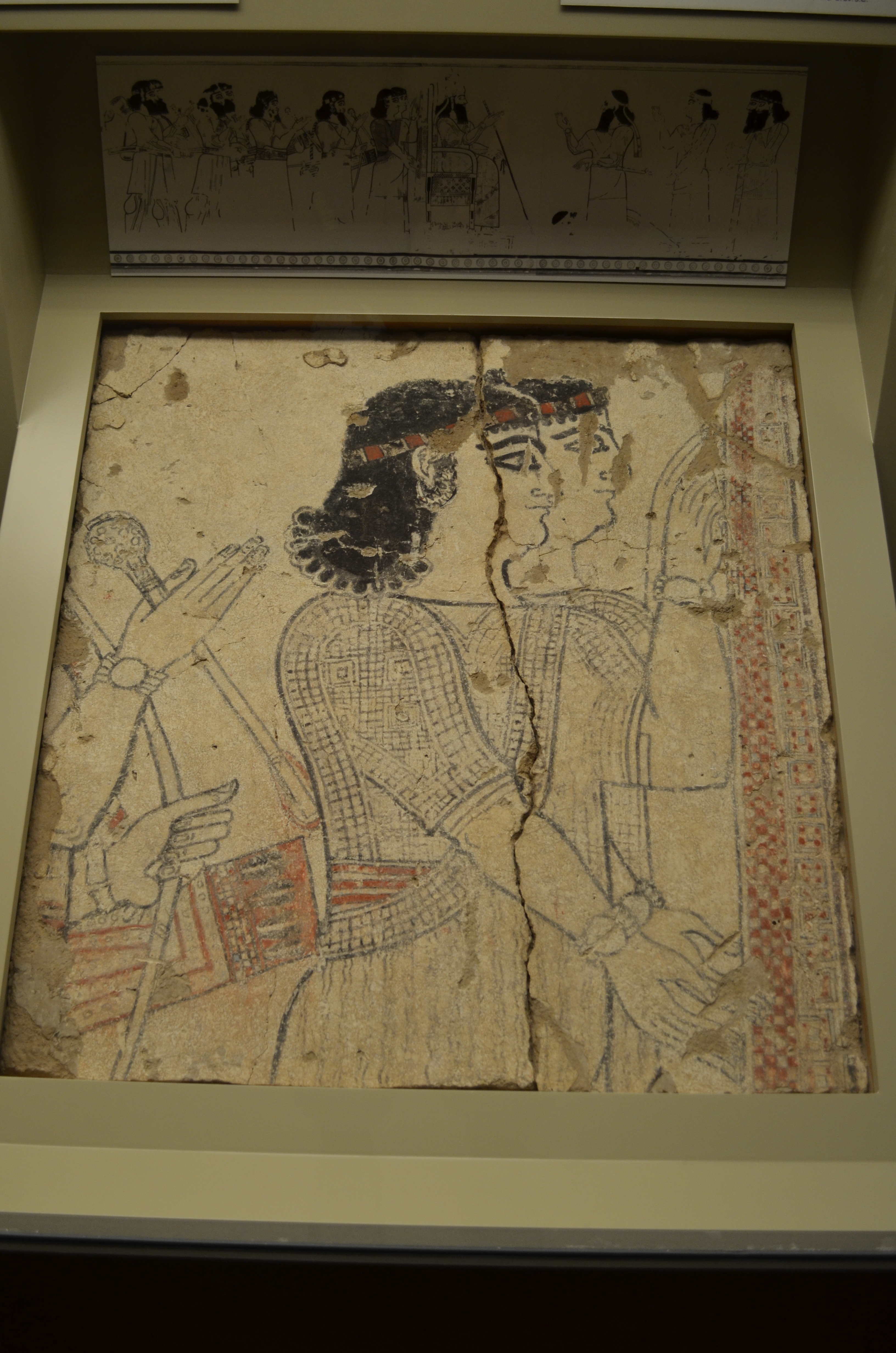
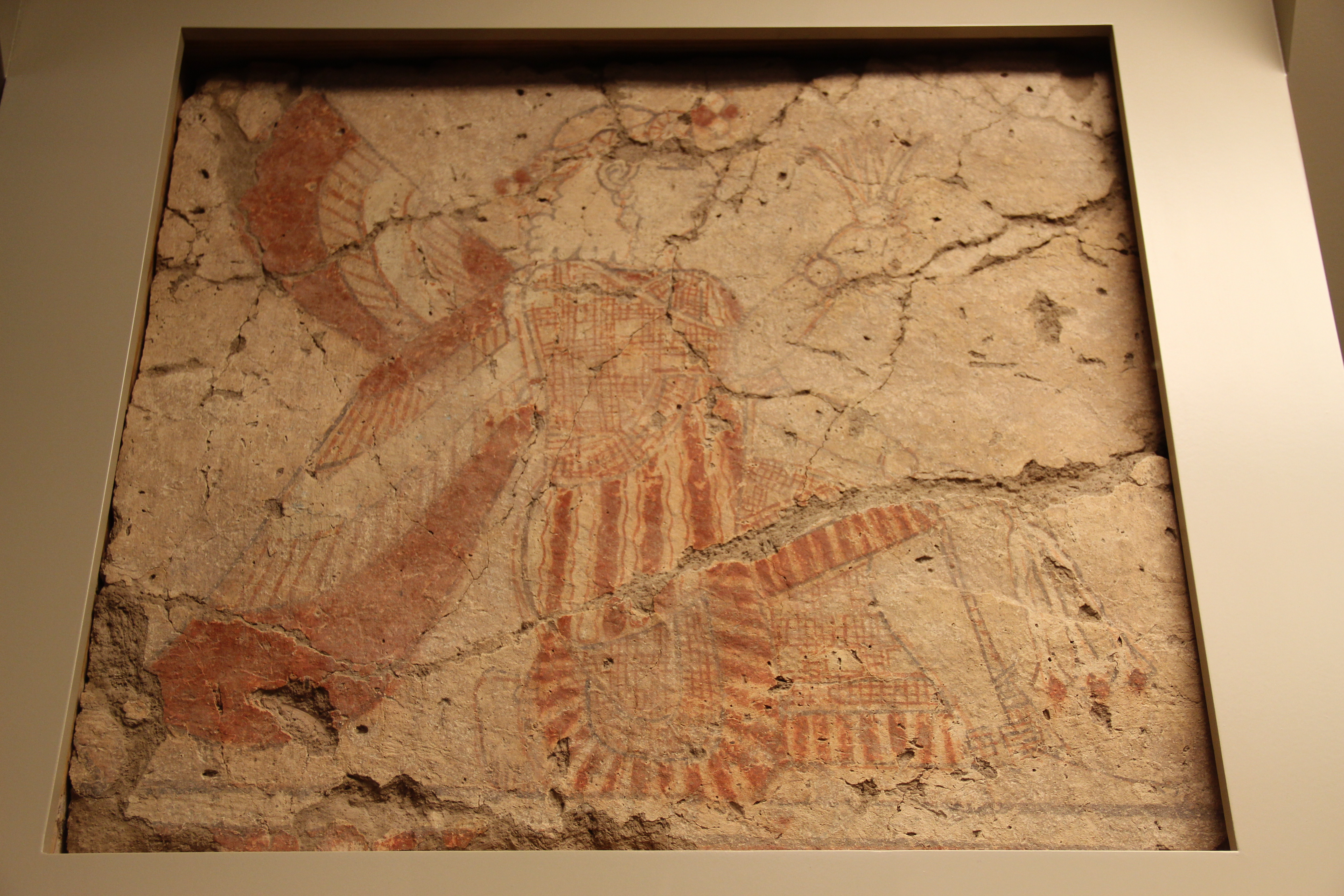
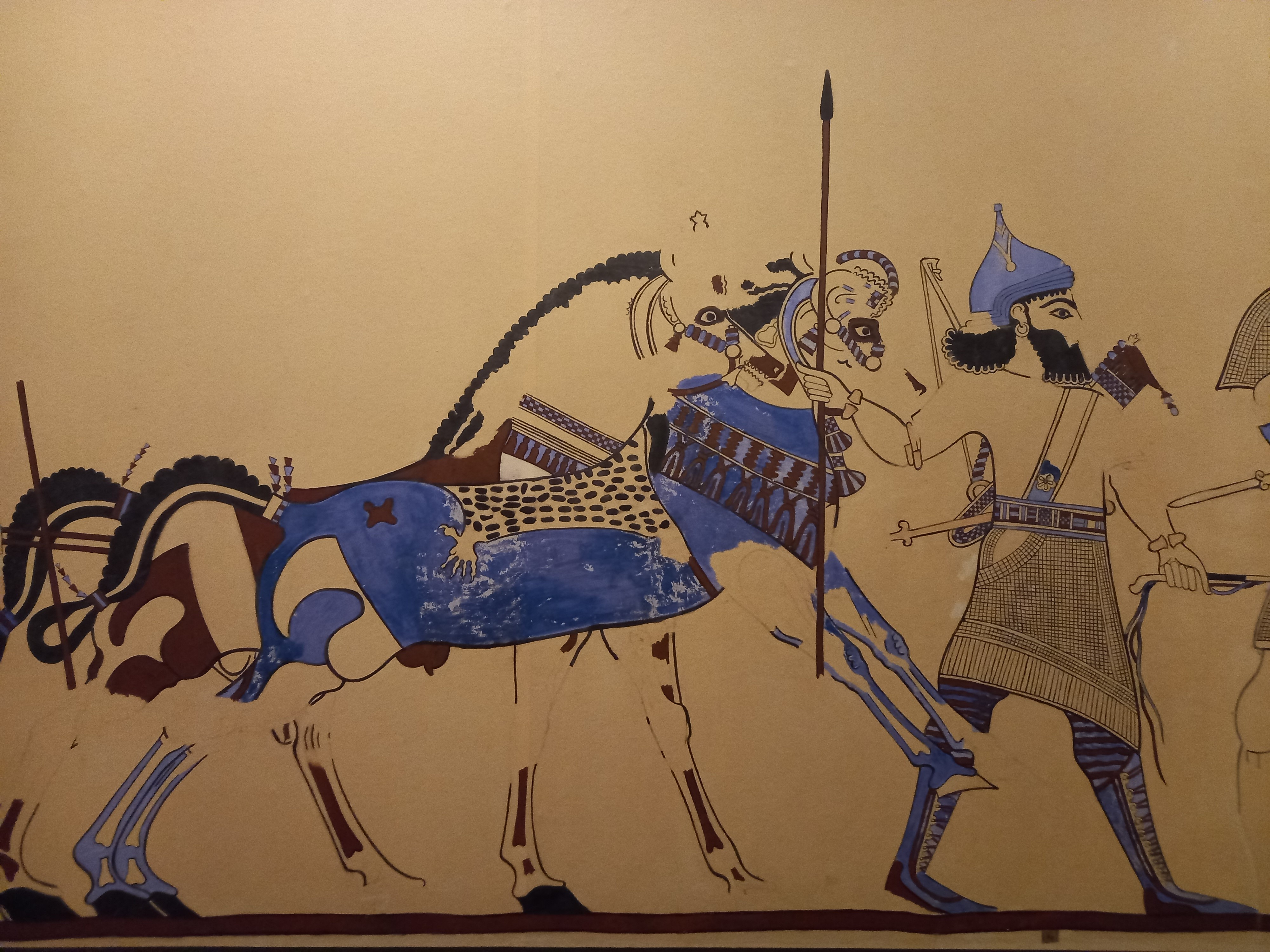
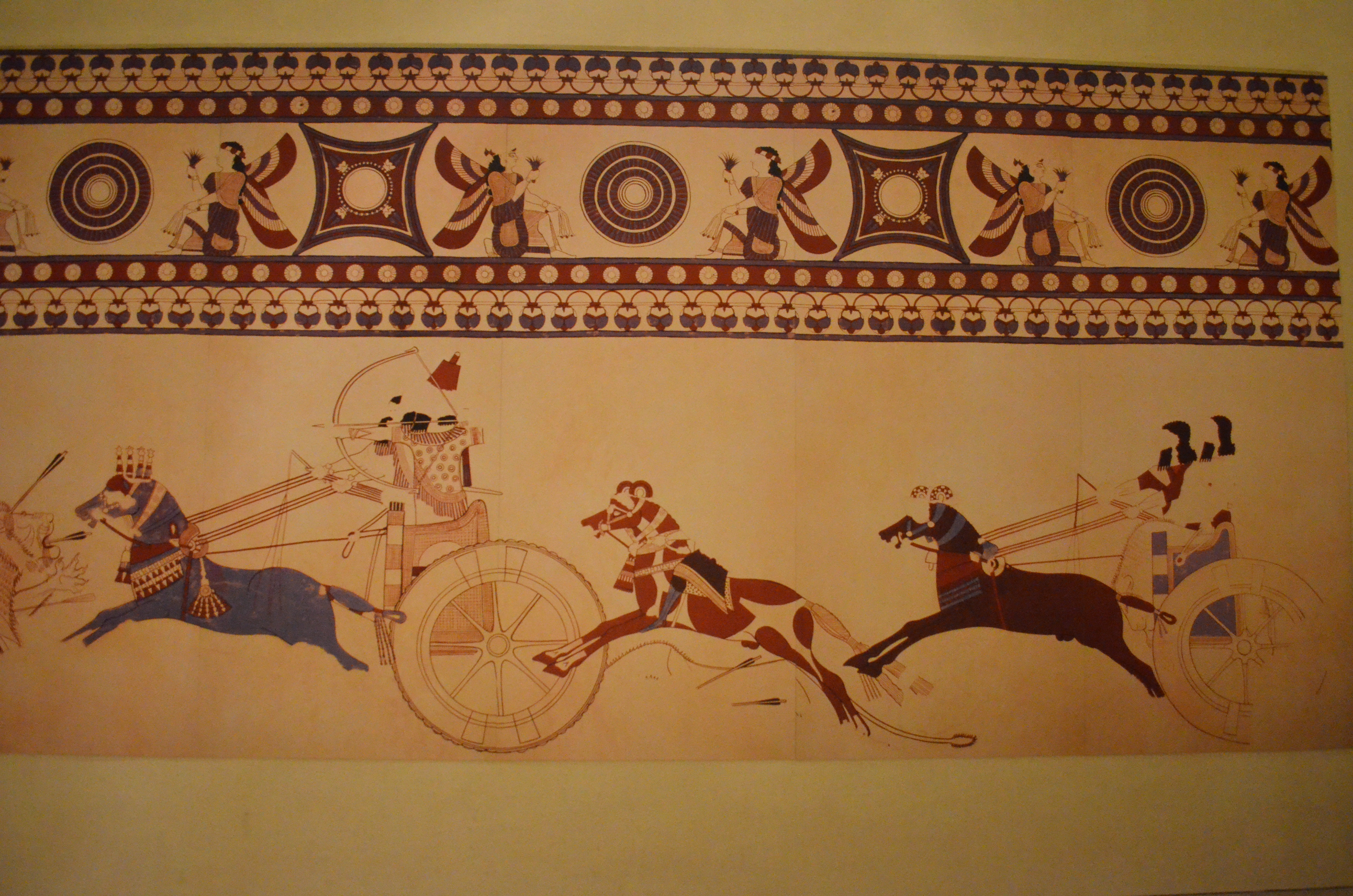

- Peintures murales de Til Barsip/Tell Ahmar : originaux et fac-similés. Musée du Louvre.

#### Glyptique
Comme dans les autres périodes de l'histoire de la Mésopotamie antique, les Assyriens ont utilisé en majorité le sceau-cylindre pour sceller et authentifier des tablettes et autres bulles d'argile apposées sur des objets ou des portes. De nombreux particuliers en disposaient, jusqu'au dieu Assur lui-même dont le sceau était apposé sur les tablettes de traité de paix, rappelant ainsi son statut de véritable roi de l'Assyrie. Ces cylindres étaient taillés dans différents types de pierre, et le décor et les inscriptions qui étaient gravés dessus pouvaient se dérouler à l'infini sur de l'argile. Le répertoire iconographique de ces sceaux est varié. L'émergence d'un art de la glyptique proprement assyrien se fait à l'époque médio-assyrienne sous des influences venant de divers horizons. Le style néo-assyrien est très proche de celui de la Babylonie de la même période au point d'en être difficilement dissociable. Mais les thèmes ne rappellent pas forcément ceux gravés sur les bas-reliefs des palais ou les objets en ivoire. De nombreux sceaux-cylindres représentent des scènes de chasse, dirigées notamment par un archer triomphant d'une proie sauvage. Depuis l'époque médio-assyrienne, la glyptique de ce pays aime représenter des animaux sauvages ou imaginaires combattant ou en ronde, dans un style très vivant, et parfois avec de nombreux détails. D'autres scènes courantes sont d'inspiration religieuse : on trouve des scènes de culte rendu à une divinité, parfois assise sur un trône dans la plus pure tradition mésopotamienne, mais aussi des scènes mythologiques représentant une divinité en train de combattre, ou encore des scènes de vénération d'un arbre sacré par des génies similaires à celles des bas-reliefs des palais.

Sceaux-cylindres à thèmes religieux de la période néo-assyrienne avec leurs impressions.
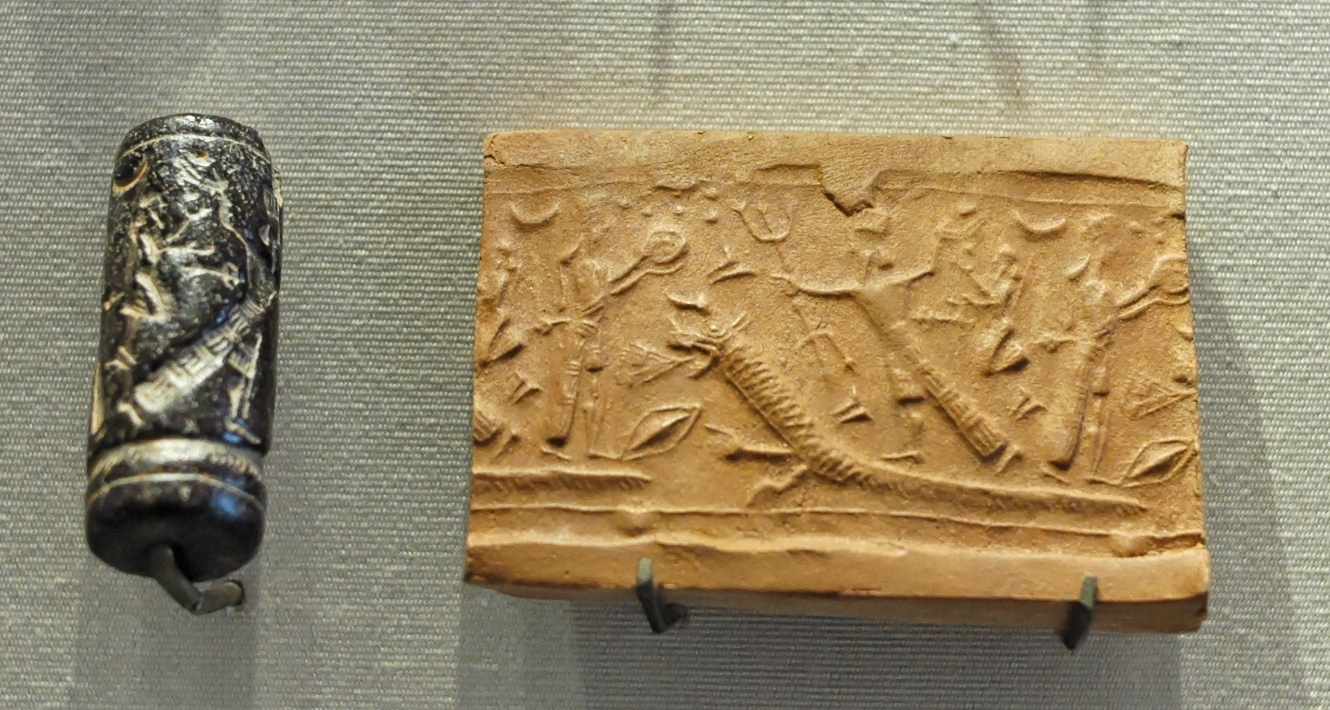
Combat mythologique : le dieu Assur attaquant un monstre.
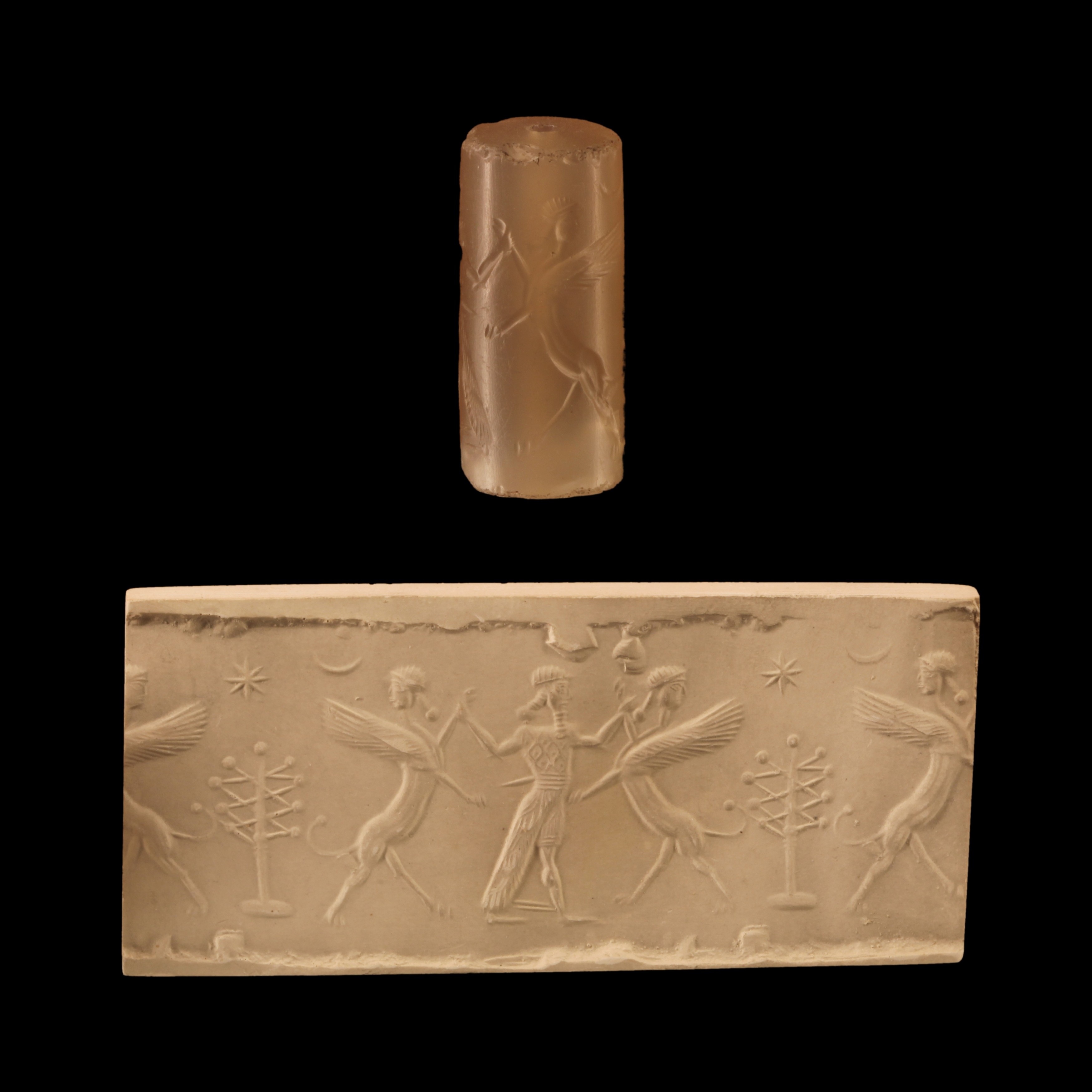
Combat mythologique : héros maîtrisant deux démons ailés.
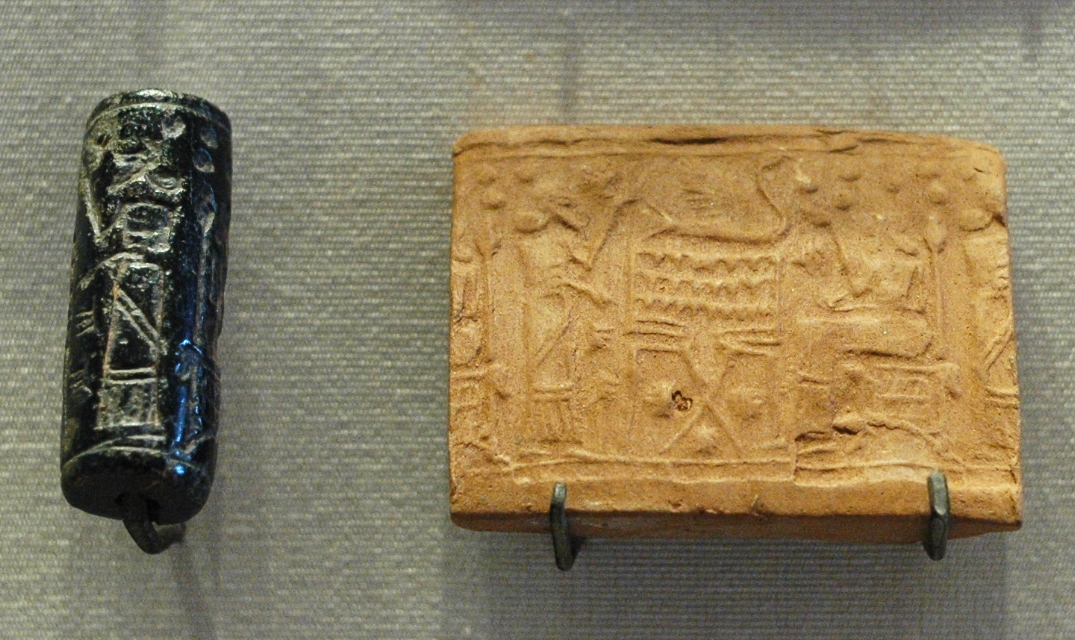
Banquet religieux.
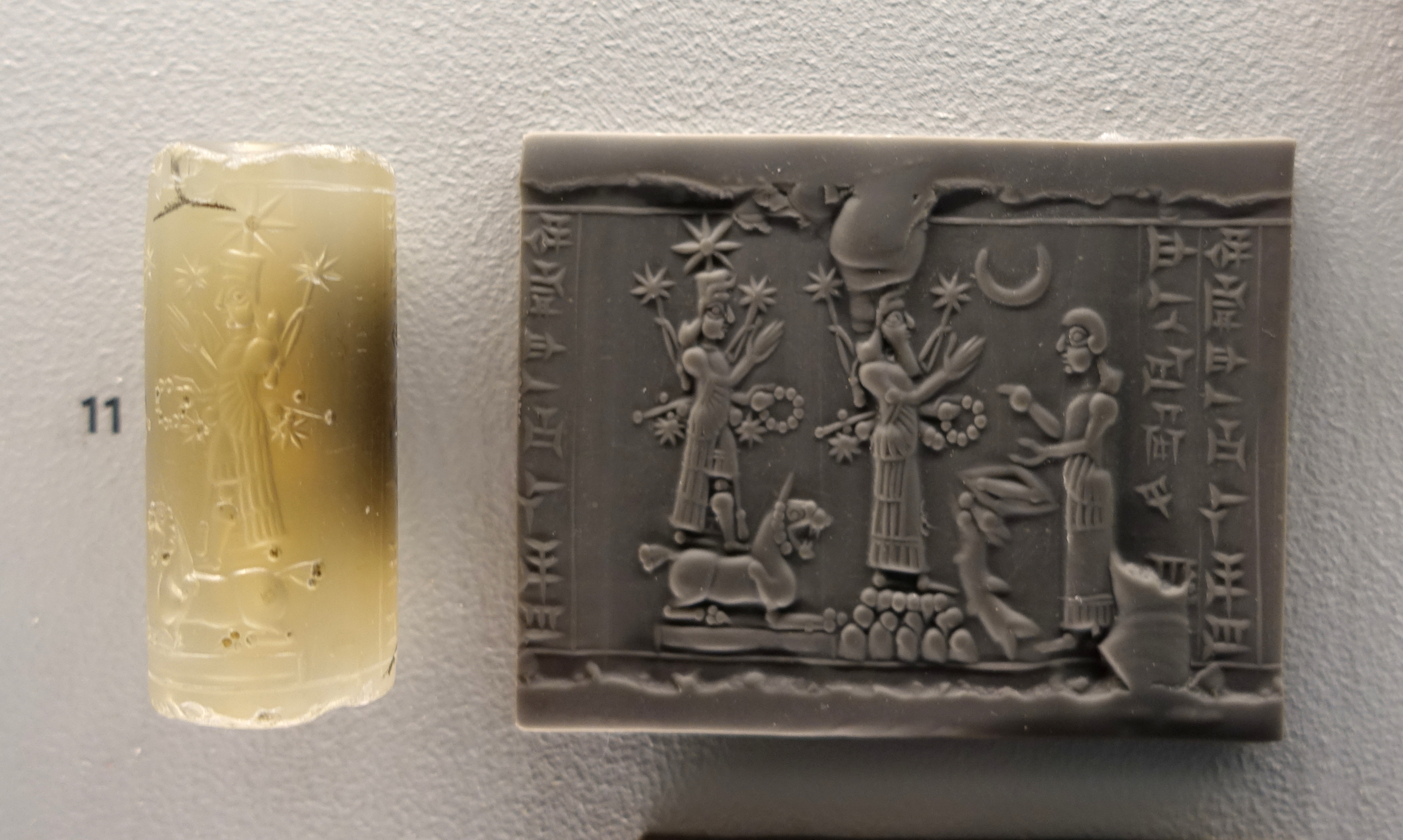
Vénération d'un dieu non identifié debout sur une montagne et de la déesse Ishtar debout sur un lion.

### Civilisation mésopotamienne
- Paul Garelli, Jean-Marie Durand, Hatice Gonnet et Catherine Breniquet, Le Proche-Orient asiatique, tome 1 : Des origines aux invasions des peuples de la mer, Paris, Presses universitaires de France, coll. « La Nouvelle Clio », 1997
- Paul Garelli et André Lemaire, Le Proche-Orient Asiatique, tome 2 : Les empires mésopotamiens, Israël, Paris, Presses universitaires de France, coll. « La Nouvelle Clio », 2001
- Jean-Jacques Glassner, La Mésopotamie, Paris, Les Belles Lettres, coll. « Guide Belles Lettres des civilisations », 2002
- Francis Joannès (dir.), Dictionnaire de la civilisation mésopotamienne, Paris, Robert Laffont, coll. « Bouquins », 2001
- (en) Mario Liverani, The Ancient Near East : History, society and economy, Londres et New York, Routledge, 2014
- Bertrand Lafont, Aline Tenu, Philippe Clancier et Francis Joannès, Mésopotamie : De Gilgamesh à Artaban (3300-120 av. J.-C.), Paris, Belin, coll. « Mondes anciens », 2017
- (en) Karen Radner, Nadine Moeller et D. T. Potts (dir.), The Oxford History of the Ancient Near East : Volume IV: The Age of Assyria, Oxford, Oxford University Press, 2023

### Introductions sur l'Assyrie
- (de) Eva Cancik-Kirschbaum, Die Assyrer : Geschichte, Gesellschaft, Kultur, Munich, C. H. Beck, 2003
- (en) Karen Radner, Ancient Assyria : A Very Short Introduction, Oxford, Oxford University Press, 2015

### Études sur l'Assyrie
- (en) John Nicholas Postgate, The Land of Assur & The Yoke of Assur : Studies on Assyria 1971-2005, Oxford, Oxbow, 2007
- (de) Johannes Renger (dir.), Assur - Gott, Stadt und Land, Wiesbaden, Harrassowitz Verlag, 2011
- (en) Eckart Frahm (dir.), A Companion to Assyria, Malden, Wiley-Blackwell, 2017
- (en) Mario Liverani, Assyria : The Imperial Mission, Winona Lake, Eisenbrauns, 2017

### Période néo-assyrienne
- (it) Frederick Mario Fales, L'impero assiro, storia e amministrazione (IX-VII secolo A.C.), Rome, Laterza, 2001
- Francis Joannès, La Mésopotamie au Ier millénaire avant J.-C., Paris, Armand Colin, coll. « U », 2000
- Frederick Mario Fales, Guerre et paix en Assyrie : Religion et impérialisme, Paris, Le Cerf, 2010
- Josette Elayi, L'Empire assyrien : Histoire d'une grande civilisation de l'Antiquité, Paris, Editions Perrin, 2021, 352 p. (ISBN 978-2-262-07667-2)
- (en) Eckart Frahm, Assyria : The Rise and Fall of the World's First Empire, Londres, Bloomsbury Publishing, 2023
- (en) Frederick Mario Fales, « The Assyrian Empire: Perspectives on Culture and Society », dans Karen Radner, Nadine Moeller et Daniel T. Potts (dir.), The Oxford History of the Ancient Near East, Volume 4: The Age of Assyria, New York, Oxford University Press, 2023, p. 425-519

### Société et économie
- Dominique Charpin, Lire et écrire à Babylone, Paris, Presses universitaires de France, 2008
- Cécile Michel, Correspondance des marchands de Kaniš au début du IIe millénaire avant J.-C., Paris, Le Cerf, coll. « Littératures anciennes du Proche-Orient », 2001
- (en) Raymond Westbrook (dir.), A History of Ancient Near Eastern Law, Leyde, Brill, coll. « Handbuch der Orientalistik », 2003
  - (en) Klaas R. Veenhof, « Old Assyrian Period », dans A History of Ancient Near Eastern Law, p. 431-483
  - (en) Sophie Lafont, « Middle Assyrian Period », dans A History of Ancient Near Eastern Law, p. 521-563
  - (en) Karen Radner, « Neo Assyrian Period », dans A History of Ancient Near Eastern Law, p. 883-910

### Art et archéologie
- Fastes des palais assyriens : Au nouvel empire, Dijon, coll. « Les dossiers d'archéologie n° 171 », mai 1992
- (en) Prudence O. Harper, Evelyn Klengel-Brandt, Joan Aruz et Kim Benzel, Assyrian Origins : Discoveries at Ashur on the Tigris, New York, The Metropolitan Museum of Art, 1995 (lire en ligne)
- (en) John E. Curtis et Julian Reade, Art and Empire : Treasures from Assyria in the British Museum, New York, Metropolitan Museum, 1995
- Agnès Benoit, Art et archéologie : les civilisations du Proche-Orient ancien, Paris, RMN, coll. « Manuels de l'école du Louvre », 2003
- Jean-Louis Huot, Une archéologie des peuples du Proche-Orient, tome II, Des hommes des Palais aux sujets des premiers empires (IIe-Ier millénaire av. J-C), Paris, Errances, 2004
- (en) Joan Aruz, Yelena Rakic et Sarah Graff (dir.), Assyria to Iberia : at the Dawn of the Classical Age, New York, The Metropolitan Museum of New York, 2014
- (en) Zainab Bahrani, Mesopotamia : Ancient Art and Architecture, Londres, Thames & Hudson, 2017